# Bunuri mobile din domeniul numismatică clasate în patrimoniul cultural național al României aflate în județul Prahova
Acestă listă conține bunurile mobile din domeniul numismatică clasate în Patrimoniul cultural național al României aflate la momentul clasării în județul Prahova.

## Tezaur
| Foto | Informații generale     | Detalii tehnice | Descriere | Deținător                                                  | Legături |
| ---- | ----------------------- | --- | --- | ---------------------------------------------------------- | -------- |
|      | Follis                  | Școală: Constantinopolis Descoperit: jud. Prahova, com. ȘIRNA, ȘIRNA Material: AE                                                          | Descriere avers: Busturile lui Nicephoros I și Staurakios din față, purtând stema cu prependilia și paludamentum. Descriere revers: În centru M, în stânga legenda X/X/X, în dreapta legenda N/N/N, între brațele literei M, A. Descriere exergă: CONOB Legendă revers: X/X/X//M//A//N/N/N | Muzeul Județean de Istorie și Arheologie Prahova, Ploiești | Cimec    |
|      | Ducat                   | Datare: 1386-1405 Școală: Târgoviște ? Descoperit: jud. Prahova, com. Ploiești, Târgșor Material: AR                                       | Descriere avers: SCUT DESPICAT, FASCIAT ÎN PRIMUL, ÎN AL DOILEA SIGLA ω. Descriere revers: ACVILĂ CU CAPUL ÎNTORS SPRE DR., STÂND PE UN COIF ÎNCHIS CU LAMBRECHINURI, SPRE ST. Legendă revers: +IW[...]mVnCZ în câmp st. Þ | Muzeul Județean de Istorie și Arheologie Prahova, Ploiești | Cimec    |
|      | Ducat                   | Datare: 1386-1405 Școală: Târgoviște ? Descoperit: jud. Prahova, com. Ploiești, Târgșor Material: AR                                       | Descriere avers: SCUT DESPICAT, FASCIAT ÎN PRIMUL, ÎN AL DOILEA SIGLA ω. Descriere revers: ACVILĂ CU CAPUL ÎNTORS SPRE DR., STÂND PE UN COIF ÎNCHIS CU LAMBRECHINURI, SPRE ST. Legendă revers: +IWAn – mVnC[…] în câmp st. Þ | Muzeul Județean de Istorie și Arheologie Prahova, Ploiești | Cimec    |
|      | Ducat                   | Datare: 1386-1405 Școală: Târgoviște ? Descoperit: jud. Prahova, com. Ploiești, Târgșor Material: AR                                       | Descriere avers: SCUT DESPICAT, FASCIAT ÎN PRIMUL, ÎN AL DOILEA SIGLA ω. Descriere revers: ACVILĂ CU CAPUL ÎNTORS SPRE DR., STÂND PE UN COIF ÎNCHIS CU LAMBRECHINURI, SPRE ST. Legendă revers: +IWAn – mVnCZ în câmp st. ۹ | Muzeul Județean de Istorie și Arheologie Prahova, Ploiești | Cimec    |
|      | Ducat                   | Datare: 1386-1405 Școală: Târgoviște ? Descoperit: jud. Prahova, com. Ploiești, Târgșor Material: AR                                       | Descriere avers: SCUT DESPICAT, FASCIAT ÎN PRIMUL, ÎN AL DOILEA SIGLA ω. Descriere revers: ACVILĂ CU CAPUL ÎNTORS SPRE DR., STÂND PE UN COIF ÎNCHIS CU LAMBRECHINURI, SPRE ST. Legendă revers: +IWA – [...]VnC în câmp st. ۹ | Muzeul Județean de Istorie și Arheologie Prahova, Ploiești | Cimec    |
|      | Ducat                   | Datare: 1386-1405 Școală: Târgoviște ? Descoperit: jud. Prahova, com. Ploiești, Târgșor Material: AR                                       | Descriere avers: SCUT DESPICAT, FASCIAT ÎN PRIMUL, ÎN AL DOILEA SIGLA ω. Descriere revers: ACVILĂ CU CAPUL ÎNTORS SPRE DR., STÂND PE UN COIF ÎNCHIS CU LAMBRECHINURI, SPRE ST. Legendă revers: +IWAn – […]nCZ în câmp st. þ, redat ca Ч întors. | Muzeul Județean de Istorie și Arheologie Prahova, Ploiești | Cimec    |
|      | Ducat                   | Datare: 1386-1405 Școală: Târgoviște ? Descoperit: jud. Prahova, com. Ploiești, Târgșor Material: AR                                       | Descriere avers: SCUT DESPICAT, FASCIAT ÎN PRIMUL, ÎN AL DOILEA SIGLA ω. Descriere revers: ACVILĂ CU CAPUL ÎNTORS SPRE DR., STÂND PE UN COIF ÎNCHIS CU LAMBRECHINURI, SPRE ST. Legendă revers: [...]An: – mVn[…] în câmp st. Þ | Muzeul Județean de Istorie și Arheologie Prahova, Ploiești | Cimec    |
|      | Ducat                   | Datare: 1386-1405 Școală: Târgoviște ? Descoperit: jud. Prahova, com. Ploiești, Târgșor Material: AR                                       | Descriere avers: SCUT DESPICAT, FASCIAT ÎN PRIMUL, ÎN AL DOILEA SIGLA ω. Descriere revers: ACVILĂ CU CAPUL ÎNTORS SPRE DR., STÂND PE UN COIF ÎNCHIS CU LAMBRECHINURI, SPRE ST. Legendă revers: +IWAn: – mVnCZ în câmp st. Þ | Muzeul Județean de Istorie și Arheologie Prahova, Ploiești | Cimec    |
|      | Ducat                   | Datare: 1386-1405 Școală: Târgoviște ? Descoperit: jud. Prahova, com. Ploiești, Târgșor Material: AR                                       | Descriere avers: SCUT DESPICAT, FASCIAT ÎN PRIMUL, ÎN AL DOILEA SIGLA ω. Descriere revers: ACVILĂ CU CAPUL ÎNTORS SPRE DR., STÂND PE UN COIF ÎNCHIS CU LAMBRECHINURI, SPRE ST. Legendă revers: +IWAn – mV[…] în câmp st. ۹ | Muzeul Județean de Istorie și Arheologie Prahova, Ploiești | Cimec    |
|      | Ducat                   | Datare: 1386-1405 Școală: Târgoviște ? Descoperit: jud. Prahova, com. Ploiești, Târgșor Material: AR                                       | Descriere avers: SCUT DESPICAT, FASCIAT ÎN PRIMUL, ÎN AL DOILEA SIGLA ω. Descriere revers: ACVILĂ CU CAPUL ÎNTORS SPRE DR., STÂND PE UN COIF ÎNCHIS CU LAMBRECHINURI, SPRE ST. Legendă revers: [...]An – mVnCZ în câmp st. Þ | Muzeul Județean de Istorie și Arheologie Prahova, Ploiești | Cimec    |
|      | Ducat                   | Datare: 1386-1405 Școală: Târgoviște ? Descoperit: jud. Prahova, com. Ploiești, Târgșor Material: AR                                       | Descriere avers: SCUT DESPICAT, FASCIAT ÎN PRIMUL, ÎN AL DOILEA SIGLA ω. Descriere revers: ACVILĂ CU CAPUL ÎNTORS SPRE DR., STÂND PE UN COIF ÎNCHIS CU LAMBRECHINURI, SPRE ST. Legendă revers: +IWA[...]– […]CZ în câmp st. Þ | Muzeul Județean de Istorie și Arheologie Prahova, Ploiești | Cimec    |
|      | Ducat                   | Datare: 1386-1405 Școală: Târgoviște ? Descoperit: jud. Prahova, com. Ploiești, Târgșor Material: AR                                       | Descriere avers: SCUT DESPICAT, FASCIAT ÎN PRIMUL, ÎN AL DOILEA SIGLA ω. Descriere revers: ACVILĂ CU CAPUL ÎNTORS SPRE DR., STÂND PE UN COIF ÎNCHIS CU LAMBRECHINURI, SPRE ST. Legendă revers: +IWAn]– mVCZ în câmp st. ? | Muzeul Județean de Istorie și Arheologie Prahova, Ploiești | Cimec    |
|      | Ducat                   | Datare: 1386-1405 Școală: Târgoviște ? Descoperit: jud. Prahova, com. Ploiești, Târgșor Material: AR                                       | Descriere avers: SCUT DESPICAT, FASCIAT ÎN PRIMUL, ÎN AL DOILEA SIGLA P. Descriere revers: ACVILĂ CU CAPUL ÎNTORS SPRE DR., STÂND PE UN COIF ÎNCHIS CU LAMBRECHINURI, SPRE ST. Legendă revers: +IWAn – mVnCZ în câmp st. C | Muzeul Județean de Istorie și Arheologie Prahova, Ploiești | Cimec    |
|      | Ducat                   | Datare: 1386-1405 Școală: Târgoviște ? Descoperit: jud. Prahova, com. Ploiești, Târgșor Material: AR                                       | Descriere avers: SCUT DESPICAT, FASCIAT ÎN PRIMUL, ÎN AL DOILEA SIGLA ω. Descriere revers: ACVILĂ CU CAPUL ÎNTORS SPRE DR., STÂND PE UN COIF ÎNCHIS CU LAMBRECHINURI, SPRE ST. Legendă revers: +IWAn – […] în câmp st. ۹ | Muzeul Județean de Istorie și Arheologie Prahova, Ploiești | Cimec    |
|      | Ducat                   | Datare: Sec. XIV Școală: Severin ? Descoperit: jud. Prahova, Neprecizată Material: AR                                                      | Descriere avers: Scut despicat, în primul câmp patru fascii, în câmpul II semilună spre dr., surmontat de o cruce greacă Descriere revers: Acvilă conturnată, pe coif, spre st. În câmp st. sigla A uncial surmontată de o stea cu șase raze Legendă revers: +IW:BΛa – ΔICΛaB | Muzeul Județean de Istorie și Arheologie Prahova, Ploiești | Cimec    |
|      | Ducat                   | Datare: Sec. XIV Școală: Curtea de Argeș ? Descoperit: jud. Prahova, Neprecizată Material: AR                                              | Descriere avers: Cruce greacă fleurenată, având în cartiere câte o rozetă cu cinci petale Descriere revers: Acvilă conturnată, pe coif, spre st. Pe coif rozetă cu cinci petale, sub coif clevă ? Legendă revers: +TRAnS-ALPIn | Muzeul Județean de Istorie și Arheologie Prahova, Ploiești | Cimec    |
|      | Ducat                   | Datare: Sec. XIV Școală: Curtea de Argeș ? Descoperit: jud. Prahova, Neprecizată Material: AR                                              | Descriere avers: Cruce greacă fleurenată, având în cartiere câte o cruce în formă de X Descriere revers: Acvilă conturnată, pe coif, spre st. Pe coif rozetă cu cinci petale, sub coif clevă Legendă revers: +TRAnS-ALPIn | Muzeul Județean de Istorie și Arheologie Prahova, Ploiești | Cimec    |
|      | Ducat                   | Datare: Sec. XIV Școală: Curtea de Argeș ? Descoperit: jud. Prahova, Neprecizată Material: AR                                              | Descriere avers: Cruce greacă fleurenată, având în cartiere câte o clevă Descriere revers: Acvilă conturnată, pe coif, spre st. Pe coif rozetă cu cinci petale, sub coif clevă Legendă revers: +TRAnS-ALRInS | Muzeul Județean de Istorie și Arheologie Prahova, Ploiești | Cimec    |
|      | Ducat                   | Datare: Sec. XIV Școală: Severin ? Descoperit: jud. Prahova, Neprecizată Material: AR                                                      | Descriere avers: Scut despicat, în primul câmp patru fascii, în câmpul II semilună spre dr., surmontat de o cruce greacă Descriere revers: Acvilă conturnată, pe coif, spre st. În câmp st. sigla a uncial surmontată de o stea cu șase raze Legendă revers: +IW:B/\ – aДIC/\aB | Muzeul Județean de Istorie și Arheologie Prahova, Ploiești | Cimec    |
|      | Ducat                   | Datare: Sec. XIV Școală: Curtea de Argeș ? Descoperit: jud. Prahova, Neprecizată Material: AR                                              | Descriere avers: Scut despicat, în primul câmp patru fascii, câmpul II plin Descriere revers: : Legendă revers: +TRANZA – PInI:•: | Muzeul Județean de Istorie și Arheologie Prahova, Ploiești | Cimec    |
|      | Ducat                   | Datare: Sec. XIV Școală: Severin ? Descoperit: jud. Prahova, Neprecizată Material: AR                                                      | Descriere avers: Scut despicat, în primul câmp patru fascii, în câmpul II semilună spre dr., surmontat de o cruce greacă Descriere revers: Acvilă conturnată, pe coif, spre st. În câmp dr. banderă cu cruce pe hastă, surmontată de o stea cu șase raze Legendă revers: +IWB/\aД - IC/\a[…] | Muzeul Județean de Istorie și Arheologie Prahova, Ploiești | Cimec    |
|      | Ducat                   | Datare: Sec. XIV Școală: Severin ? Descoperit: jud. Prahova, Neprecizată Material: AR                                                      | Descriere avers: Scut despicat, în primul câmp patru fascii, în câmpul II semilună spre dr., surmontat de o cruce greacă Descriere revers: Acvilă conturnată, pe coif, spre st. În câmp dr. banderă cu cruce pe hastă, surmontată de o stea cu șase raze Legendă revers: +IWBΛaД - ICΛaB | Muzeul Județean de Istorie și Arheologie Prahova, Ploiești | Cimec    |
|      | Ducat                   | Datare: Sec. XIV Școală: Curtea de Argeș ? Descoperit: jud. Prahova, Neprecizată Material: AR                                              | Descriere avers: Scut despicat, în primul câmp patru fascii, câmpul II plin Descriere revers: Acvilă conturnată, pe coif, spre st. În câmp dr. stea cu șase raze Legendă revers: +IWanЪ - ΛaДICB | Muzeul Județean de Istorie și Arheologie Prahova, Ploiești | Cimec    |
|      | Ducat                   | Datare: Sec. XIV Școală: Severin ? Material: AR                                                                                            | Descriere avers: Scut despicat, în primul câmp patru fascii, în câmpul II semilună spre dr., surmontat de o cruce greacă Descriere revers: Acvilă conturnată, pe coif, spre st. În câmp dr. banderă cu cruce pe hastă, surmontată de o stea cu șase raze Legendă revers: +IWBΛaД - ICΛaB | Muzeul Județean de Istorie și Arheologie Prahova, Ploiești | Cimec    |
|      | Ducat                   | Datare: Sec. XIV Școală: Curtea de Argeș ? Descoperit: jud. Prahova, Neprecizată Material: AR                                              | Descriere avers: Scut despicat, în primul câmp patru fascii, câmpul II plin Descriere revers: Acvilă conturnată, pe coif, spre stânga. În câmp dr. stea cu șase raze. Pe coif cruce din cinci perle Legendă revers: +IWanI - BΛaД | Muzeul Județean de Istorie și Arheologie Prahova, Ploiești | Cimec    |
|      | Ducat                   | Datare: 1758 Școală: Dordrecht Descoperit: jud. Prahova, com. Filipeștii de Pădure, Filipeștii de Pădure Material: AV                      | Descriere avers: Cavaler cuirasat, spre dreapta, ținând snop de săgeți în stânga și lance în drepta Descriere revers: Legendă pe 5 rânduri, în cartuș ornat Legendă revers: MO:ORD/PROVIN./FOEDER/BELG.AD/LEG.IMP | Colecții particulare, Timiș                                | Cimec    |
|      | Ducat                   | Datare: 1797 Școală: Utrecht Descoperit: jud. Prahova, com. Filipeștii de Pădure, Filipeștii de Pădure Material: AV                        | Descriere avers: Cavaler cuirasat, spre dreapta, ținând snop de săgeți în stânga și lance în dreapta, sprijinită pe umărul drept. Lateral, stânga-dreapta 17-97. Descriere revers: Legendă pe 5 rânduri, în cartuș ornat Legendă revers: MO:ORD/PROVIN./FOEDER/BELG.AD/LEG.IMP | Colecții particulare, Timiș                                | Cimec    |
|      | Ducat                   | Datare: 1803 Școală: Utrecht Descoperit: jud. Prahova, com. Filipeștii de Pădure, Filipeștii de Pădure Material: AV                        | Descriere avers: Cavaler cuirasat, spre dreapta, ținând snop de săgeți în stânga și lance în drepata, sprijinită pe umărul drept. Lateral, stânga-dreapta 18-03. Descriere revers: Legendă pe 5 rânduri, în cartuș ornat Legendă revers: MO:ORD/PROVIN./FOEDER/BELG.AD/LEG.IMP | Colecții particulare, Timiș                                | Cimec    |
|      | Ducat                   | Datare: 1803 Școală: Utrecht Descoperit: jud. Prahova, com. Filipeștii de Pădure, Filipeștii de Pădure Material: AV                        | Descriere avers: Cavaler cuirasat, spre dreapta, ținând snop de săgeți în stânga și lance în drepata, sprijinită pe umărul drept. Lateral, stânga-dreapta 18-03. Descriere revers: Legendă pe 5 rânduri, în cartuș ornat Legendă revers: MO:ORD/PROVIN./FOEDER/BELG.AD/LEG.IMP | Colecții particulare, Timiș                                | Cimec    |
|      | Ducat                   | Datare: 1809 Școală: Dordrecht Descoperit: jud. Prahova, com. Filipeștii de Pădure, Filipeștii de Pădure Material: AV                      | Descriere avers: Efigie, din profil spre stânga Descriere revers: În cîmp, scut scartelat, cu patru cartiere, timbrat de coroană/ sub scut milesimul 1809 Legendă revers: KONINGRIJK - HOLLAND | Colecții particulare, Timiș                                | Cimec    |
|      | Ducat                   | Datare: 1809 Școală: Dordrecht Descoperit: jud. Prahova, com. Filipeștii de Pădure, Filipeștii de Pădure Material: AV                      | Descriere avers: Efigie, din profil spre stânga Descriere revers: În cîmp, scut scartelat, cu patru cartiere, timbrat de coroană/ sub scut milesimul 1809 Legendă revers: KONINGRIJK - HOLLAND | Colecții particulare, Timiș                                | Cimec    |
|      | Ducat                   | Datare: 1818 Școală: Utrecht Descoperit: jud. Prahova, com. Filipeștii de Pădure, Filipeștii de Pădure Material: AV                        | Descriere avers: Cavaler cuirasat, spre dreapta, ținând snop de săgeți în stânga și lance în dreapta, sprijinită pe umărul drept. Lateral, stânga-dreapta 18-18. Descriere revers: Legendă pe patru rânduri în cartuș ornat Legendă revers: MO:AUR/REG.BELGII/AD LEGEM/IMPERII | Colecții particulare, Timiș                                | Cimec    |
|      | Ducat                   | Datare: 1828 Școală: Utrecht Descoperit: jud. Prahova, com. Filipeștii de Pădure, Filipeștii de Pădure Material: AV                        | Descriere avers: Cavaler cuirasat, spre dreapta, ținând snop de săgeți în stânga și lance în dreapta, sprijinită pe umărul drept. Lateral, stânga-dreapta 18-28. Descriere revers: Legendă pe patru rânduri în cartuș ornat Legendă revers: MO:AUR/REG.BELGII/AD LEGEM/IMPERII | Colecții particulare, Timiș                                | Cimec    |
|      | Ducat                   | Datare: 1828 Școală: Bruxelles Descoperit: jud. Prahova, com. Filipeștii de Pădure, Filipeștii de Pădure Material: AV                      | Descriere avers: Cavaler cuirasat, spre dreapta, ținând snop de săgeți în stânga și lance în dreapta, sprijinită pe umărul drept. Lateral, stânga-dreapta 18-28. Descriere revers: Legendă pe patru rânduri în cartuș ornat Legendă revers: MO:AUR/REG.BELGII/AD LEGEM/IMPERII | Colecții particulare, Timiș                                | Cimec    |
|      | Ducat                   | Datare: 1828 Școală: Bruxelles Descoperit: jud. Prahova, com. Filipeștii de Pădure, Filipeștii de Pădure Material: AV                      | Descriere avers: Cavaler cuirasat, spre dreapta, ținând snop de săgeți în stânga și lance în dreapta, sprijinită pe umărul drept. Lateral, stânga-dreapta 18-28. Descriere revers: Legendă pe patru rânduri în cartuș ornat Legendă revers: MO:AUR/REG.BELGII/AD LEGEM/IMPERII | Colecții particulare, Timiș                                | Cimec    |
|      | Ducat                   | Datare: 1829 Școală: Utrecht Descoperit: jud. Prahova, com. Filipeștii de Pădure, Filipeștii de Pădure Material: AV                        | Descriere avers: Cavaler cuirasat, spre dreapta, ținând snop de săgeți în stânga și lance în dreapta, sprijinită pe umărul drept. Lateral, stânga-dreapta 18-29. Descriere revers: Legendă pe patru rânduri în cartuș ornat Legendă revers: MO:AUR/REG.BELGII/AD LEGEM/IMPERII | Colecții particulare, Timiș                                | Cimec    |
|      | Ducat                   | Datare: 1829 Școală: Bruxelles Descoperit: jud. Prahova, com. Filipeștii de Pădure, Filipeștii de Pădure Material: AV                      | Descriere avers: Cavaler cuirasat, spre dreapta, ținând snop de săgeți în stânga și lance în dreapta, sprijinită pe umărul drept. Lateral, stânga-dreapta 18-29. Descriere revers: Legendă pe patru rânduri în cartuș ornat Legendă revers: MO:AUR/REG.BELGII/AD LEGEM/IMPERII | Colecții particulare, Timiș                                | Cimec    |
|      | Ducat                   | Datare: 1830 Școală: Utrecht Descoperit: jud. Prahova, com. Filipeștii de Pădure, Filipeștii de Pădure Material: AV                        | Descriere avers: Cavaler cuirasat, spre dreapta, ținând snop de săgeți în stânga și lance în dreapta, sprijinită pe umărul drept. Lateral, stânga-dreapta 18-30. Descriere revers: Legendă pe patru rânduri în cartuș ornat Legendă revers: MO:AUR/REG.BELGII/AD LEGEM/IMPERII | Colecții particulare, Timiș                                | Cimec    |
|      | Ducat                   | Datare: 1830 Școală: Bruxelles? Descoperit: jud. Prahova, com. Filipeștii de Pădure, Filipeștii de Pădure Material: AV                     | Descriere avers: Cavaler cuirasat, spre dreapta, ținând snop de săgeți în stânga și lance în dreapta, sprijinită pe umărul drept. Lateral, stânga-dreapta 18-30. Descriere revers: Legendă pe patru rânduri în cartuș ornat Legendă revers: MO:AUR/REG.BELGII/AD LEGEM/IMPERII | Colecții particulare, Timiș                                | Cimec    |
|      | Ducat                   | Datare: 1830 Școală: ? Descoperit: jud. Prahova, com. Filipeștii de Pădure, Filipeștii de Pădure Material: AV                              | Descriere avers: Cavaler cuirasat, spre dreapta, ținând snop de săgeți în stânga și lance în dreapta, sprijinită pe umărul drept. Lateral, stânga-dreapta 18-30. Descriere revers: Legendă pe patru rânduri în cartuș ornat Legendă revers: MO:AUR/REG.BELGII/AD LEGEM/IMPERII | Colecții particulare, Timiș                                | Cimec    |
|      | Ducat                   | Datare: 1831 Școală: Bruxelles Descoperit: jud. Prahova, com. Filipeștii de Pădure, Filipeștii de Pădure Material: AV                      | Descriere avers: Cavaler cuirasat, spre dreapta, ținând snop de săgeți în stânga și lance în dreapta, sprijinită pe umărul drept. Lateral, stânga-dreapta 18-31. Descriere revers: Legendă pe patru rânduri în cartuș ornat Legendă revers: MO:AUR/REG.BELGII/AD LEGEM/IMPERII | Colecții particulare, Timiș                                | Cimec    |
|      | Ducat                   | Datare: 1835 Școală: Bruxelles (?) Descoperit: jud. Prahova, com. Filipeștii de Pădure, Filipeștii de Pădure Material: AV                  | Descriere avers: Cavaler cuirasat, spre dreapta, ținând snop de săgeți în stânga și lance în dreapta, sprijinită pe umărul drept. Lateral, stânga-dreapta 18-35. Descriere revers: Legendă pe patru rânduri în cartuș ornat Legendă revers: MO:AUR/REG.BELGII/AD LEGEM/IMPERII | Colecții particulare, Timiș                                | Cimec    |
|      | Ducat                   | Datare: 1833 Școală: Bruxelles (?) Descoperit: jud. Prahova, com. Filipeștii de Pădure, Filipeștii de Pădure Material: AV                  | Descriere avers: Cavaler cuirasat, spre dreapta, ținând snop de săgeți în stânga și lance în dreapta, sprijinită pe umărul drept. Lateral, stânga-dreapta 18-33. Descriere revers: Legendă pe patru rânduri în cartuș ornat Legendă revers: MO:AUR/REG.BELGII/AD LEGEM/IMPERII | Colecții particulare, Timiș                                | Cimec    |
|      | Ducat                   | Datare: 1835 Școală: Bruxelles (?) Descoperit: jud. Prahova, com. Filipeștii de Pădure, Filipeștii de Pădure Material: AV                  | Descriere avers: Cavaler cuirasat, spre dreapta, ținând snop de săgeți în stânga și lance în dreapta, sprijinită pe umărul drept. Lateral, stânga-dreapta 18-35. Descriere revers: Legendă pe patru rânduri în cartuș ornat Legendă revers: MO:AUR/REG.BELGII/AD LEGEM/IMPERII | Colecții particulare, Timiș                                | Cimec    |
|      | Ducat                   | Datare: 1837 Școală: ? Descoperit: jud. Prahova, com. Filipeștii de Pădure, Filipeștii de Pădure Material: AV                              | Descriere avers: Cavaler cuirasat, spre dreapta, ținând snop de săgeți în stânga și lance în dreapta, sprijinită pe umărul drept. Lateral, stânga-dreapta 18-37. Descriere revers: Legendă pe patru rânduri în cartuș ornat Legendă revers: MO:AUR/REG.BELGII/AD LEGEM/IMPERII | Colecții particulare, Timiș                                | Cimec    |
|      | Ducat                   | Datare: 1837 Școală: Bruxelles Descoperit: jud. Prahova, com. Filipeștii de Pădure, Filipeștii de Pădure Material: AV                      | Descriere avers: Cavaler cuirasat, spre dreapta, ținând snop de săgeți în stânga și lance în dreapta, sprijinită pe umărul drept. Lateral, stânga-dreapta 18-37. Descriere revers: Legendă pe patru rânduri în cartuș ornat Legendă revers: MO:AUR/REG.BELGII/AD LEGEM/IMPERII | Colecții particulare, Timiș                                | Cimec    |
|      | Ducat                   | Datare: 1837 Școală: Bruxelles Descoperit: jud. Prahova, com. Filipeștii de Pădure, Filipeștii de Pădure Material: AV                      | Descriere avers: Cavaler cuirasat, spre dreapta, ținând snop de săgeți în stânga și lance în dreapta, sprijinită pe umărul drept. Lateral, stânga-dreapta 18-37. Descriere revers: Legendă pe patru rânduri în cartuș ornat Legendă revers: MO:AUR/REG.BELGII/AD LEGEM/IMPERII | Colecții particulare, Timiș                                | Cimec    |
|      | Ducat                   | Datare: 1838 Școală: Bruxelles (?) Descoperit: jud. Prahova, com. Filipeștii de Pădure, Filipeștii de Pădure Material: AV                  | Descriere avers: Cavaler cuirasat, spre dreapta, ținând snop de săgeți în stânga și lance în dreapta, sprijinită pe umărul drept. Lateral, stânga-dreapta 18-38. Descriere revers: Legendă pe patru rânduri în cartuș ornat Legendă revers: MO:AUR/REG.BELGII/AD LEGEM/IMPERII | Colecții particulare, Timiș                                | Cimec    |
|      | Ducat                   | Datare: 1840 Școală: Bruxelles (?) Descoperit: jud. Prahova, com. Filipeștii de Pădure, Filipeștii de Pădure Material: AV                  | Descriere avers: Cavaler cuirasat, spre dreapta, ținând snop de săgeți în stânga și lance în dreapta, sprijinită pe umărul drept. Lateral, stânga-dreapta 18-40. Descriere revers: Legendă pe patru rânduri în cartuș ornat Legendă revers: MO:AUR/REG.BELGII/AD LEGEM/IMPERII | Colecții particulare, Timiș                                | Cimec    |
|      | Ducat                   | Datare: 1786 Școală: Viena Descoperit: jud. Prahova, com. Filipeștii de Pădure, Filipeștii de Pădure Material: AV                          | Descriere avers: Efigie laureată spre dreapta; sub gât sigla A Descriere revers: Acvilă bicefală încoronată și nimbată, ținând în gheara dreaptă sabie și în cea stângă sceptru; pe piept scutul Austriei timbrat de coroană Legendă revers: ARCH. A. D. BVRG. - LOTH. M. H. 1786 | Colecții particulare, Timiș                                | Cimec    |
|      | Ducat                   | Datare: 1786 Școală: Viena Descoperit: jud. Prahova, com. Filipeștii de Pădure, Filipeștii de Pădure Material: AV                          | Descriere avers: Efigie laureată spre dreapta; sub gât sigla A Descriere revers: Acvilă bicefală încoronată și nimbată, ținând în gheara dreaptă sabie și în cea stângă sceptru; pe piept scutul Austriei timbrat de coroană Legendă revers: ARCH. A. D. BVRG. - LOTH. M. H. 1786 | Colecții particulare, Timiș                                | Cimec    |
|      | Ducat                   | Datare: 1787 Școală: Viena Descoperit: jud. Prahova, com. Filipeștii de Pădure, Filipeștii de Pădure Material: AV                          | Descriere avers: Efigie laureată spre dreapta; sub gât sigla A Descriere revers: Acvilă bicefală încoronată și nimbată, ținând în gheara dreaptă sabie și în cea stângă sceptru; pe piept scutul Austriei timbrat de coroană Legendă revers: ARCH. A. D. BVRG. - LOTH. M. H. 1787 | Colecții particulare, Timiș                                | Cimec    |
|      | Ducat                   | Datare: 1787 Școală: Viena Descoperit: jud. Prahova, com. Filipeștii de Pădure, Filipeștii de Pădure Material: AV                          | Descriere avers: Efigie laureată spre dreapta; sub gât sigla A Descriere revers: Acvilă bicefală încoronată și nimbată, ținând în gheara dreaptă sabie și în cea stângă sceptru; pe piept scutul Austriei timbrat de coroană Legendă revers: ARCH. A. D. BVRG. - LOTH. M. H. 1787 | Colecții particulare, Timiș                                | Cimec    |
|      | Ducat                   | Datare: 1787 Școală: Viena Descoperit: jud. Prahova, com. Filipeștii de Pădure, Filipeștii de Pădure Material: AV                          | Descriere avers: Efigie laureată spre dreapta; sub gât sigla A Descriere revers: Acvilă bicefală încoronată și nimbată, ținând în gheara dreaptă sabie și în cea stângă sceptru; pe piept scutul Austriei timbrat de coroană Legendă revers: ARCH. A. D. BVRG. - LOTH. M. H. 1787 | Colecții particulare, Timiș                                | Cimec    |
|      | Ducat                   | Datare: 1787 Școală: Viena Descoperit: jud. Prahova, com. Filipeștii de Pădure, Filipeștii de Pădure Material: AV                          | Descriere avers: Efigie laureată spre dreapta; sub gât sigla A Descriere revers: Acvilă bicefală încoronată și nimbată, ținând în gheara dreaptă sabie și în cea stângă sceptru; pe piept scutul Austriei timbrat de coroană Legendă revers: ARCH. A. D. BVRG. - LOTH. M. H. 1787 | Colecții particulare, Timiș                                | Cimec    |
|      | Ducat                   | Datare: 1787 Școală: Viena Descoperit: jud. Prahova, com. Filipeștii de Pădure, Filipeștii de Pădure Material: AV                          | Descriere avers: Efigie laureată spre dreapta; sub gât sigla A Descriere revers: Acvilă bicefală încoronată și nimbată, ținând în gheara dreaptă sabie și în cea stângă sceptru; pe piept scutul Austriei timbrat de coroană Legendă revers: ARCH. A. D. BVRG. - LOTH. M. H. 1787 | Colecții particulare, Timiș                                | Cimec    |
|      | Ducat                   | Datare: 1806 Școală: Viena Descoperit: jud. Prahova, com. Filipeștii de Pădure, Filipeștii de Pădure Material: AV                          | Descriere avers: Efigie laureată spre dreapta; sub gât sigla A Descriere revers: Acvila bicefală încoronată și nimbată, ținând în gheara dreaptă sabie și în cea stângă un glob cruciger; pe piept este reprezentată avvila bicefală într-un scut timbrat de coroană Legendă revers: GER. HVN. BOH. REX. A. A.- D. LOTH. VEN. SAL. 1806 | Colecții particulare, Timiș                                | Cimec    |
|      | Ducat                   | Datare: 1807 Școală: Viena Descoperit: jud. Prahova, com. Filipeștii de Pădure, Filipeștii de Pădure Material: AV                          | Descriere avers: Efigie laureată spre dreapta; sub gât sigla A Descriere revers: Acvila bicefală încoronată și nimbată, ținând în gheara dreaptă sabie și în cea stângă un glob cruciger; pe piept scutul Austriei, pe laturi fiind dispuse coroane Legendă revers: HVN. BOH. REX. A. A.- D. LOD. SAL. WIRC. 1807 | Colecții particulare, Timiș                                | Cimec    |
|      | Ducat                   | Datare: 1810 Școală: Viena Descoperit: jud. Prahova, com. Filipeștii de Pădure, Filipeștii de Pădure Material: AV                          | Descriere avers: Efigie laureată spre dreapta; sub gât sigla A Descriere revers: Acvila bicefală încoronată și nimbată, ținând în gheara dreaptă sabie și în cea stângă un glob cruciger; pe piept scutul Austriei, pe laturi fiind dispuse coroane Legendă revers: HVN. BOH. REX. A. A.- D. LO. SAL. WIRC. 1810 | Colecții particulare, Timiș                                | Cimec    |
|      | Ducat                   | Datare: 1812 Școală: Viena Descoperit: jud. Prahova, com. Filipeștii de Pădure, Filipeștii de Pădure Material: AV                          | Descriere avers: Efigie laureată spre dreapta; sub gât sigla A Descriere revers: Acvila bicefală încoronată și nimbată, ținând în gheara dreaptă sabie și în cea stângă un glob cruciger; pe piept scutul Austriei, pe laturi fiind dispuse coroane Legendă revers: HVN. BOH. REX. A. A.- D. LO. SAL. WIRC. 1812 | Colecții particulare, Timiș                                | Cimec    |
|      | Ducat                   | Datare: 1813 Școală: Viena Descoperit: jud. Prahova, com. Filipeștii de Pădure, Filipeștii de Pădure Material: AV                          | Descriere avers: Efigie laureată spre dreapta, sub gât sigla A Descriere revers: Acvilă bicefală încoronată ținând în gheara dreaptă sabie și în cea stângă glob cruciger; pe piept scutul Austriei; pe laturi sunt dispuse coroane Legendă revers: HVN. BOH. GAL. REX. A.A.- LO: WI: ET IN. FR: DVX 1813 | Colecții particulare, Timiș                                | Cimec    |
|      | Ducat                   | Datare: 1815 Școală: Viena Descoperit: jud. Prahova, com. Filipeștii de Pădure, Filipeștii de Pădure Material: AV                          | Descriere avers: Efigie laureată spre dreapta, sub gât sigla A Descriere revers: Acvilă bicefală încoronată ținând în gheara dreaptă sabie și în cea stângă glob cruciger; pe piept scutul Austriei Legendă revers: HVN. BOH. GAL. REX. A.A.- LO: WI: ET IN. FR: DVX 1815 | Colecții particulare, Timiș                                | Cimec    |
|      | Ducat                   | Datare: 1817 Școală: Viena Descoperit: jud. Prahova, com. Filipeștii de Pădure, Filipeștii de Pădure Material: AV                          | Descriere avers: Efigie laureată spre dreapta, sub gât sigla A Descriere revers: Acvilă bicefală încoronată ținând în gheara dreaptă sabie și în cea stângă glob cruciger; pe piept scutul Austriei Legendă revers: HVN. BOH. LOM. ET. VEN. - GAL.LOD.IL.REX. A. A. 1817 | Colecții particulare, Timiș                                | Cimec    |
|      | Ducat                   | Datare: 1817 Școală: Viena Descoperit: jud. Prahova, com. Filipeștii de Pădure, Filipeștii de Pădure Material: AV                          | Descriere avers: Efigie laureată spre dreapta, sub gât sigla A Descriere revers: Acvilă bicefală încoronată ținând în gheara dreaptă sabie și în cea stângă glob cruciger; pe piept scutul Austriei Legendă revers: HVN. BOH. LOM. ET. VEN. - GAL.LOD.IL.REX. A. A. 1817 | Colecții particulare, Timiș                                | Cimec    |
|      | Ducat                   | Datare: 1817 Școală: Viena Descoperit: jud. Prahova, com. Filipeștii de Pădure, Filipeștii de Pădure Material: AV                          | Descriere avers: Efigie laureată spre dreapta, sub gât sigla A Descriere revers: Acvilă bicefală încoronată ținând în gheara dreaptă sabie și în cea stângă glob cruciger; pe piept scutul Austriei Legendă revers: HVN. BOH. LOM. ET. VEN. - GAL.LOD.IL.REX. A. A. 1817 | Colecții particulare, Timiș                                | Cimec    |
|      | Ducat                   | Datare: 1818 Școală: Viena Descoperit: jud. Prahova, com. Filipeștii de Pădure, Filipeștii de Pădure Material: AV                          | Descriere avers: Efigie laureată spre dreapta, sub gât sigla A Descriere revers: Acvilă bicefală încoronată ținând în gheara dreaptă sabie și în cea stângă glob cruciger; pe piept scutul Austriei Legendă revers: HVN. BOH. LOM. ET. VEN. - GAL.LOD.IL.REX. A. A. 1818 | Colecții particulare, Timiș                                | Cimec    |
|      | Ducat                   | Datare: 1820 Școală: Viena Descoperit: jud. Prahova, com. Filipeștii de Pădure, Filipeștii de Pădure Material: AV                          | Descriere avers: Efigie laureată spre dreapta, sub gât sigla A Descriere revers: Acvilă bicefală încoronată ținând în gheara dreaptă sabie și în cea stângă glob cruciger; pe piept scutul Austriei Legendă revers: HVN. BOH. LOM. ET. VEN. - GAL.LOD.IL.REX. A. A. 1820 | Colecții particulare, Timiș                                | Cimec    |
|      | Ducat                   | Datare: 1825 Școală: Viena Descoperit: jud. Prahova, com. Filipeștii de Pădure, Filipeștii de Pădure Material: AV                          | Descriere avers: Efigie laureată spre dreapta, sub gât sigla A Descriere revers: Acvilă bicefală încoronată ținând în gheara dreaptă sabie și în cea stângă glob cruciger; pe piept scutul Austriei Legendă revers: HVN. BOH. LOM. ET. VEN. - GAL.LOD.IL.REX. A. A. 1825 | Colecții particulare, Timiș                                | Cimec    |
|      | Ducat                   | Datare: 1827 Școală: Viena Descoperit: jud. Prahova, com. Filipeștii de Pădure, Filipeștii de Pădure Material: AV                          | Descriere avers: Efigie laureată spre dreapta, sub gât sigla A Descriere revers: Acvilă bicefală încoronată ținând în gheara dreaptă sabie și în cea stângă glob cruciger; pe piept scutul Austriei Legendă revers: HVN. BOH. LOM. ET. VEN. - GAL.LOD.IL.REX. A. A. 1827 | Colecții particulare, Timiș                                | Cimec    |
|      | Ducat                   | Datare: 1827 Școală: Viena Descoperit: jud. Prahova, com. Filipeștii de Pădure, Filipeștii de Pădure Material: AV                          | Descriere avers: Efigie laureată spre dreapta, sub gât sigla A Descriere revers: Acvilă bicefală încoronată ținând în gheara dreaptă sabie și în cea stângă glob cruciger; pe piept scutul Austriei Legendă revers: HVN. BOH. LOM. ET. VEN. - GAL.LOD.IL.REX. A. A. 1827 | Colecții particulare, Timiș                                | Cimec    |
|      | Ducat                   | Datare: 1828 Școală: Viena Descoperit: jud. Prahova, com. Filipeștii de Pădure, Filipeștii de Pădure Material: AV                          | Descriere avers: Efigie laureată spre dreapta, sub gât sigla A Descriere revers: Acvilă bicefală încoronată ținând în gheara dreaptă sabie și în cea stângă glob cruciger; pe piept scutul Austriei Legendă revers: HVN. BOH. LOM. ET. VEN. - GAL.LOD.IL.REX. A. A. 1828 | Colecții particulare, Timiș                                | Cimec    |
|      | Ducat                   | Datare: 1829 Școală: Viena Descoperit: jud. Prahova, com. Filipeștii de Pădure, Filipeștii de Pădure Material: AV                          | Descriere avers: Efigie laureată spre dreapta, sub gât sigla A Descriere revers: Acvilă bicefală încoronată ținând în gheara dreaptă sabie și în cea stângă glob cruciger; pe piept scutul Austriei Legendă revers: HVN. BOH. LOM. ET. VEN. - GAL.LOD.IL.REX. A. A. 1828 | Colecții particulare, Timiș                                | Cimec    |
|      | Ducat                   | Datare: 1787 Școală: Karlsburg/Alba Iulia Descoperit: jud. Prahova, com. Filipeștii de Pădure, Filipeștii de Pădure Material: AV           | Descriere avers: Efigie laureată spre dreapta, sub gât sigla E Descriere revers: Acvilă bicefală încoronată ținând în gheara dreaptă sabie și în cea stângă glob cruciger; pe piept scutul Austriei Legendă revers: ARCH:A. D. BVRG.- LOT. M. D. H. 1787 | Colecții particulare, Timiș                                | Cimec    |
|      | Ducat                   | Datare: 1787 Școală: Karlsburg/Alba Iulia Descoperit: jud. Prahova, com. Filipeștii de Pădure, Filipeștii de Pădure Material: AV           | Descriere avers: Efigie laureată spre dreapta, sub gât sigla E Descriere revers: Acvilă bicefală încoronată ținând în gheara dreaptă sabie și în cea stângă glob cruciger; pe piept scutul Austriei Legendă revers: ARCH:A. D. BVRG.- LOT. M. D. H. 1787 | Colecții particulare, Timiș                                | Cimec    |
|      | Ducat                   | Datare: 1818 Școală: Karlsburg/Alba Iulia Descoperit: jud. Prahova, com. Filipeștii de Pădure, Filipeștii de Pădure Material: AV           | Descriere avers: Efigie laureată spre dreapta, sub gât sigla E Descriere revers: Acvilă bicefală încoronată ținând în gheara dreaptă sabie și în cea stângă glob cruciger; pe piept scutul Austriei Legendă revers: HVN.BOH.LOMB.ET.VEN. - GAL.LOD.IL.REX.A.A. 1818 | Colecții particulare, Timiș                                | Cimec    |
|      | Ducat                   | Datare: 1818 Școală: Karlsburg/Alba Iulia Descoperit: jud. Prahova, com. Filipeștii de Pădure, Filipeștii de Pădure Material: AV           | Descriere avers: Efigie laureată spre dreapta, sub gât sigla E Descriere revers: Acvilă bicefală încoronată ținând în gheara dreaptă sabie și în cea stângă glob cruciger; pe piept scutul Austriei Legendă revers: HVN.BOH.LOMB.ET.VEN. - GAL.LOD.IL.REX.A.A. 1818 | Colecții particulare, Timiș                                | Cimec    |
|      | Ducat                   | Datare: 1819 Școală: Karlsburg/Alba Iulia Descoperit: jud. Prahova, com. Filipeștii de Pădure, Filipeștii de Pădure Material: AV           | Descriere avers: Efigie laureată spre dreapta, sub gât sigla E Descriere revers: Acvilă bicefală încoronată ținând în gheara dreaptă sabie și în cea stângă glob cruciger; pe piept scutul Austriei Legendă revers: HVN.BOH.LOMB.ET.VEN. - GAL.LOD.IL.REX.A.A. 1819 | Colecții particulare, Timiș                                | Cimec    |
|      | Ducat                   | Datare: 1819 Școală: Karlsburg/Alba Iulia Descoperit: jud. Prahova, com. Filipeștii de Pădure, Filipeștii de Pădure Material: AV           | Descriere avers: Efigie laureată spre dreapta, sub gât sigla E Descriere revers: Acvilă bicefală încoronată ținând în gheara dreaptă sabie și în cea stângă glob cruciger; pe piept scutul Austriei Legendă revers: HVN.BOH.LOMB.ET.VEN. - GAL.LOD.IL.REX.A.A. 1819 | Colecții particulare, Timiș                                | Cimec    |
|      | Ducat                   | Datare: 1823 Școală: Karlsburg/Alba Iulia Descoperit: jud. Prahova, com. Filipeștii de Pădure, Filipeștii de Pădure Material: AV           | Descriere avers: Efigie laureată spre dreapta, sub gât sigla E Descriere revers: Acvilă bicefală încoronată ținând în gheara dreaptă sabie și în cea stângă glob cruciger; pe piept scutul Austriei Legendă revers: HVN.BOH.LOMB.ET.VEN. - GAL.LOD.IL.REX.A.A. 1823 | Colecții particulare, Timiș                                | Cimec    |
|      | Ducat                   | Datare: 1825 Școală: Karlsburg/Alba Iulia Descoperit: jud. Prahova, com. Filipeștii de Pădure, Filipeștii de Pădure Material: AV           | Descriere avers: Efigie laureată spre dreapta, sub gât sigla E Descriere revers: Acvilă bicefală încoronată ținând în gheara dreaptă sabie și în cea stângă glob cruciger; pe piept scutul Austriei Legendă revers: HVN.BOH.LOMB.ET.VEN. - GAL.LOD.IL.REX.A.A. 1825 | Colecții particulare, Timiș                                | Cimec    |
|      | Ducat                   | Datare: 1826 Școală: Karlsburg/Alba Iulia Descoperit: jud. Prahova, com. Filipeștii de Pădure, Filipeștii de Pădure Material: AV           | Descriere avers: Efigie laureată spre dreapta, sub gât sigla E Descriere revers: Acvilă bicefală încoronată ținând în gheara dreaptă sabie și în cea stângă glob cruciger; pe piept scutul Austriei Legendă revers: HVN.BOH.LOMB.ET.VEN. - GAL.LOD.IL.REX.A.A. 1826 | Colecții particulare, Timiș                                | Cimec    |
|      | Ducat                   | Datare: 1827 Școală: Karlsburg/Alba Iulia Descoperit: jud. Prahova, com. Filipeștii de Pădure, Filipeștii de Pădure Material: AV           | Descriere avers: Efigie laureată spre dreapta, sub gât sigla E Descriere revers: Acvilă bicefală încoronată ținând în gheara dreaptă sabie și în cea stângă glob cruciger; pe piept scutul Austriei Legendă revers: HVN.BOH.LOMB.ET.VEN. - GAL.LOD.IL.REX.A.A. 1827 | Colecții particulare, Timiș                                | Cimec    |
|      | Ducat                   | Datare: 1827 Școală: Karlsburg/Alba Iulia Descoperit: jud. Prahova, com. Filipeștii de Pădure, Filipeștii de Pădure Material: AV           | Descriere avers: Efigie laureată spre dreapta, sub gât sigla E Descriere revers: Acvilă bicefală încoronată ținând în gheara dreaptă sabie și în cea stângă glob cruciger; pe piept scutul Austriei Legendă revers: HVN.BOH.LOMB.ET.VEN. - GAL.LOD.IL.REX.A.A. 1827 | Colecții particulare, Timiș                                | Cimec    |
|      | Ducat                   | Datare: 1827 Școală: Karlsburg/Alba Iulia Descoperit: jud. Prahova, com. Filipeștii de Pădure, Filipeștii de Pădure Material: AV           | Descriere avers: Efigie laureată spre dreapta, sub gât sigla E Descriere revers: Acvilă bicefală încoronată ținând în gheara dreaptă sabie și în cea stângă glob cruciger; pe piept scutul Austriei Legendă revers: HVN.BOH.LOMB.ET.VEN. - GAL.LOD.IL.REX.A.A. 1827 | Colecții particulare, Timiș                                | Cimec    |
|      | Ducat                   | Datare: 1827 Școală: Karlsburg/Alba Iulia Descoperit: jud. Prahova, com. Filipeștii de Pădure, Filipeștii de Pădure Material: AV           | Descriere avers: Efigie laureată spre dreapta, sub gât sigla E Descriere revers: Acvilă bicefală încoronată ținând în gheara dreaptă sabie și în cea stângă glob cruciger; pe piept scutul Austriei Legendă revers: HVN.BOH.LOMB.ET.VEN. - GAL.LOD.IL.REX.A.A. 1827 | Colecții particulare, Timiș                                | Cimec    |
|      | Ducat                   | Datare: 1827 Școală: Karlsburg/Alba Iulia Descoperit: jud. Prahova, com. Filipeștii de Pădure, Filipeștii de Pădure Material: AV           | Descriere avers: Efigie laureată spre dreapta; sub gât sigla E Descriere revers: Acvilă bicefală încoronată ținând în gheara dreaptă sabie și în cea stângă glob cruciger; pe piept scutul Austriei. Legendă revers: Legendă circulară: HVN. BOH. LOMB. ET. VEN. - GAL. LOD. IL. REX. A.A. 1827. | Colecții particulare, Timiș                                | Cimec    |
|      | Ducat                   | Datare: 1828 Școală: Karlsburg/Alba Iulia Descoperit: jud. Prahova, com. Filipeștii de Pădure, Filipeștii de Pădure Material: AV           | Descriere avers: Efigie laureată spre dreapta; sub gât sigla E Descriere revers: Acvilă bicefală încoronată ținând în gheara dreaptă sabie și în cea stângă glob cruciger; pe piept scutul Austriei. Legendă revers: Legendă circulară: HVN. BOH. LOMB. ET. VEN. - GAL. LOD. IL. REX. A.A. 1828. | Colecții particulare, Timiș                                | Cimec    |
|      | Ducat                   | Datare: 1828 Școală: Karlsburg/Alba Iulia Descoperit: jud. Prahova, com. Filipeștii de Pădure, Filipeștii de Pădure Material: AV           | Descriere avers: Efigie laureată spre dreapta; sub gât sigla E Descriere revers: Acvilă bicefală încoronată ținând în gheara dreaptă sabie și în cea stângă glob cruciger; pe piept scutul Austriei. Legendă revers: Legendă circulară: HVN. BOH. LOMB. ET. VEN. - GAL. LOD. IL. REX. A.A. 1828. | Colecții particulare, Timiș                                | Cimec    |
|      | Ducat                   | Datare: 1829 Școală: Karlsburg/Alba Iulia Descoperit: jud. Prahova, com. Filipeștii de Pădure, Filipeștii de Pădure Material: AV           | Descriere avers: Efigie laureată spre dreapta; sub gât sigla E Descriere revers: Acvilă bicefală încoronată ținând în gheara dreaptă sabie și în cea stângă glob cruciger; pe piept scutul Austriei. Legendă revers: Legendă circulară: HVN. BOH. LOMB. ET. VEN. - GAL. LOD. IL. REX. A.A. 1829. | Colecții particulare, Timiș                                | Cimec    |
|      | Ducat                   | Datare: 1829 Școală: Karlsburg/Alba Iulia Descoperit: jud. Prahova, com. Filipeștii de Pădure, Filipeștii de Pădure Material: AV           | Descriere avers: Efigie laureată spre dreapta; sub gât sigla E Descriere revers: Acvilă bicefală încoronată ținând în gheara dreaptă sabie și în cea stângă glob cruciger; pe piept scutul Austriei. Legendă revers: Legendă circulară: HVN. BOH. LOMB. ET. VEN. - GAL. LOD. IL. REX. A.A. 1829. | Colecții particulare, Timiș                                | Cimec    |
|      | Ducat                   | Datare: 1829 Școală: Karlsburg/Alba Iulia Descoperit: jud. Prahova, com. Filipeștii de Pădure, Filipeștii de Pădure Material: AV           | Descriere avers: Efigie laureată spre dreapta; sub gât sigla E Descriere revers: Acvilă bicefală încoronată ținând în gheara dreaptă sabie și în cea stângă glob cruciger; pe piept scutul Austriei. Legendă revers: Legendă circulară: HVN. BOH. LOMB. ET. VEN. - GAL. LOD. IL. REX. A.A. 1829. | Colecții particulare, Timiș                                | Cimec    |
|      | Ducat                   | Datare: 1829 Școală: Karlsburg/Alba Iulia Descoperit: jud. Prahova, com. Filipeștii de Pădure, Filipeștii de Pădure Material: AV           | Descriere avers: Efigie laureată spre dreapta; sub gât sigla E Descriere revers: Acvilă bicefală încoronată ținând în gheara dreaptă sabie și în cea stângă glob cruciger; pe piept scutul Austriei. Legendă revers: Legendă circulară: HVN. BOH. LOMB. ET. VEN. - GAL. LOD. IL. REX. A.A. 1830 | Colecții particulare, Timiș                                | Cimec    |
|      | Ducat                   | Datare: 1829 Școală: Karlsburg/Alba Iulia Descoperit: jud. Prahova, com. Filipeștii de Pădure, Filipeștii de Pădure Material: AV           | Descriere avers: Efigie laureată spre dreapta; sub gât sigla E Descriere revers: Acvilă bicefală încoronată ținând în gheara dreaptă sabie și în cea stângă glob cruciger; pe piept scutul Austriei. Legendă revers: Legendă circulară: HVN. BOH. LOMB. ET. VEN. - GAL. LOD. IL. REX. A.A. 1829. | Colecții particulare, Timiș                                | Cimec    |
|      | Ducat                   | Datare: 1830 Școală: Karlsburg/Alba Iulia Descoperit: jud. Prahova, com. Filipeștii de Pădure, Filipeștii de Pădure Material: AV           | Descriere avers: Efigie laureată spre dreapta; sub gât sigla E Descriere revers: Acvilă bicefală încoronată ținând în gheara dreaptă sabie și în cea stângă glob cruciger; pe piept scutul Austriei. Legendă revers: Legendă circulară: HVN. BOH. LOMB. ET. VEN. - GAL. LOD. IL. REX. A.A. 1829. | Colecții particulare, Timiș                                | Cimec    |
|      | Ducat                   | Datare: 1830 Școală: Karlsburg/Alba Iulia Descoperit: jud. Prahova, com. Filipeștii de Pădure, Filipeștii de Pădure Material: AV           | Descriere avers: Efigie laureată spre dreapta; sub gât sigla E Descriere revers: Acvilă bicefală încoronată ținând în gheara dreaptă sabie și în cea stângă glob cruciger; pe piept scutul Austriei. Legendă revers: Legendă circulară: HVN. BOH. LOMB. ET. VEN. - GAL. LOD. IL. REX. A.A. 1830.. | Colecții particulare, Timiș                                | Cimec    |
|      | Ducat                   | Datare: 1830 Școală: Karlsburg/Alba Iulia Descoperit: jud. Prahova, com. Filipeștii de Pădure, Filipeștii de Pădure Material: AV           | Descriere avers: Efigie laureată spre dreapta; sub gât sigla E Descriere revers: Acvilă bicefală încoronată ținând în gheara dreaptă sabie și în cea stângă glob cruciger; pe piept scutul Austriei. Legendă revers: Legendă circulară: HVN. BOH. LOMB. ET. VEN. - GAL. LOD. IL. REX. A.A. 1830. | Colecții particulare, Timiș                                | Cimec    |
|      | Ducat                   | Datare: 1830 Școală: Karlsburg/Alba Iulia Descoperit: jud. Prahova, com. Filipeștii de Pădure, Filipeștii de Pădure Material: AV           | Descriere avers: Efigie laureată spre dreapta; sub gât sigla E Descriere revers: Acvilă bicefală încoronată ținând în gheara dreaptă sabie și în cea stângă glob cruciger; pe piept scutul Austriei. Legendă revers: Legendă circulară: HVN. BOH. LOMB. ET. VEN. - GAL. LOD. IL. REX. A.A. 1830. | Colecții particulare, Timiș                                | Cimec    |
|      | Ducat                   | Datare: 1830 Școală: Karlsburg/Alba Iulia Descoperit: jud. Prahova, com. Filipeștii de Pădure, Filipeștii de Pădure Material: AV           | Descriere avers: Efigie laureată spre dreapta; sub gât sigla E Descriere revers: Acvilă bicefală încoronată ținând în gheara dreaptă sabie și în cea stângă glob cruciger; pe piept scutul Austriei. Legendă revers: Legendă circulară: HVN. BOH. LOMB. ET. VEN. - GAL. LOD. IL. REX. A.A. 1830. | Colecții particulare, Timiș                                | Cimec    |
|      | Ducat                   | Datare: 1830 Școală: Karlsburg/Alba Iulia Descoperit: jud. Prahova, com. Filipeștii de Pădure, Filipeștii de Pădure Material: AV           | Descriere avers: Efigie laureată spre dreapta; sub gât sigla E Descriere revers: Acvilă bicefală încoronată ținând în gheara dreaptă sabie și în cea stângă glob cruciger; pe piept scutul Austriei. Legendă revers: Legendă circulară: HVN. BOH. LOMB. ET. VEN. - GAL. LOD. IL. REX. A.A. 1830. | Colecții particulare, Timiș                                | Cimec    |
|      | Ducat                   | Datare: 1830 Școală: Karlsburg/Alba Iulia Descoperit: jud. Prahova, com. Filipeștii de Pădure, Filipeștii de Pădure Material: AV           | Descriere avers: Efigie laureată spre dreapta; sub gât sigla E Descriere revers: Acvilă bicefală încoronată ținând în gheara dreaptă sabie și în cea stângă glob cruciger; pe piept scutul Austriei. Legendă revers: Legendă circulară: HVN. BOH. LOMB. ET. VEN. - GAL. LOD. IL. REX. A.A. 1830. | Colecții particulare, Timiș                                | Cimec    |
|      | Ducat                   | Datare: 1830 Școală: Karlsburg/Alba Iulia Descoperit: jud. Prahova, com. Filipeștii de Pădure, Filipeștii de Pădure Material: AV           | Descriere avers: Efigie laureată spre dreapta; sub gât sigla E Descriere revers: Acvilă bicefală încoronată ținând în gheara dreaptă sabie și în cea stângă glob cruciger; pe piept scutul Austriei. Legendă revers: Legendă circulară: HVN. BOH. LOMB. ET. VEN. - GAL. LOD. IL. REX. A.A. 1830. | Colecții particulare, Timiș                                | Cimec    |
|      | Ducat                   | Datare: 1830 Școală: Karlsburg/Alba Iulia Descoperit: jud. Prahova, com. Filipeștii de Pădure, Filipeștii de Pădure Material: AV           | Descriere avers: Efigie laureată spre dreapta; sub gât sigla E Descriere revers: Acvilă bicefală încoronată ținând în gheara dreaptă sabie și în cea stângă glob cruciger; pe piept scutul Austriei. Legendă revers: Legendă circulară: HVN. BOH. LOMB. ET. VEN. - GAL. LOD. IL. REX. A.A. 1830. | Colecții particulare, Timiș                                | Cimec    |
|      | Ducat                   | Datare: 1830 Școală: Karlsburg/Alba Iulia Descoperit: jud. Prahova, com. Filipeștii de Pădure, Filipeștii de Pădure Material: AV           | Descriere avers: Efigie laureată spre dreapta; sub gât sigla E Descriere revers: Acvilă bicefală încoronată ținând în gheara dreaptă sabie și în cea stângă glob cruciger; pe piept scutul Austriei. Legendă revers: Legendă circulară: HVN. BOH. LOMB. ET. VEN. - GAL. LOD. IL. REX. A.A. 1830. | Colecții particulare, Timiș                                | Cimec    |
|      | Ducat                   | Datare: 1830 Școală: Karlsburg/Alba Iulia Descoperit: jud. Prahova, com. Filipeștii de Pădure, Filipeștii de Pădure Material: AV           | Descriere avers: Efigie laureată spre dreapta; sub gât sigla E Descriere revers: Acvilă bicefală încoronată ținând în gheara dreaptă sabie și în cea stângă glob cruciger; pe piept scutul Austriei. Legendă revers: Legendă circulară: HVN. BOH. LOMB. ET. VEN. - GAL. LOD. IL. REX. A.A. 1830. | Colecții particulare, Timiș                                | Cimec    |
|      | Ducat                   | Datare: 1830 Școală: Karlsburg/Alba Iulia Descoperit: jud. Prahova, com. Filipeștii de Pădure, Filipeștii de Pădure Material: AV           | Descriere avers: Efigie laureată spre dreapta; sub gât sigla E Descriere revers: Acvilă bicefală încoronată ținând în gheara dreaptă sabie și în cea stângă glob cruciger; pe piept scutul Austriei. Legendă revers: Legendă circulară: HVN. BOH. LOMB. ET. VEN. - GAL. LOD. IL. REX. A.A. 1830. | Colecții particulare, Timiș                                | Cimec    |
|      | Ducat                   | Datare: 1830 Școală: Karlsburg/Alba Iulia Descoperit: jud. Prahova, com. Filipeștii de Pădure, Filipeștii de Pădure Material: AV           | Descriere avers: Efigie laureată spre dreapta; sub gât sigla E Descriere revers: Acvilă bicefală încoronată ținând în gheara dreaptă sabie și în cea stângă glob cruciger; pe piept scutul Austriei. Legendă revers: Legendă circulară: HVN. BOH. LOMB. ET. VEN. - GAL. LOD. IL. REX. A.A. 1830. | Colecții particulare, Timiș                                | Cimec    |
|      | Ducat                   | Datare: 1833 Școală: Karlsburg/Alba Iulia Descoperit: jud. Prahova, com. Filipeștii de Pădure, Filipeștii de Pădure Material: AV           | Descriere avers: Efigie laureată spre dreapta; sub gât sigla E Descriere revers: Acvilă bicefală încoronată ținând în gheara dreaptă sabie și în cea stângă glob cruciger; pe piept scutul Austriei. Legendă revers: Legendă circulară: HVN. BOH. LOMB. ET. VEN. - GAL. LOD. IL. REX. A.A. 1833. | Colecții particulare, Timiș                                | Cimec    |
|      | Ducat                   | Datare: 1834 Școală: Karlsburg/Alba Iulia Descoperit: jud. Prahova, com. Filipeștii de Pădure, Filipeștii de Pădure Material: AV           | Descriere avers: Efigie laureată spre dreapta; sub gât sigla E Descriere revers: Acvilă bicefală încoronată ținând în gheara dreaptă sabie și în cea stângă glob cruciger; pe piept scutul Austriei. Legendă revers: Legendă circulară: HVN. BOH. LOMB. ET. VEN. - GAL. LOD. IL. REX. A.A. 1834. | Colecții particulare, Timiș                                | Cimec    |
|      | Ducat                   | Datare: 1834 Școală: Karlsburg/Alba Iulia Descoperit: jud. Prahova, com. Filipeștii de Pădure, Filipeștii de Pădure Material: AV           | Descriere avers: Efigie laureată spre dreapta; sub gât sigla E Descriere revers: Acvilă bicefală încoronată ținând în gheara dreaptă sabie și în cea stângă glob cruciger; pe piept scutul Austriei. Legendă revers: Legendă circulară: HVN. BOH. LOMB. ET. VEN. - GAL. LOD. IL. REX. A.A. 1834. | Colecții particulare, Timiș                                | Cimec    |
|      | Ducat                   | Datare: 1834 Școală: Karlsburg/Alba Iulia Descoperit: jud. Prahova, com. Filipeștii de Pădure, Filipeștii de Pădure Material: AV           | Descriere avers: Efigie laureată spre dreapta; sub gât sigla E Descriere revers: Acvilă bicefală încoronată ținând în gheara dreaptă sabie și în cea stângă glob cruciger; pe piept scutul Austriei. Legendă revers: Legendă circulară: HVN. BOH. LOMB. ET. VEN. - GAL. LOD. IL. REX. A.A. 1834. | Colecții particulare, Timiș                                | Cimec    |
|      | Ducat                   | Datare: 1835 Școală: Karlsburg/Alba Iulia Descoperit: jud. Prahova, com. Filipeștii de Pădure, Filipeștii de Pădure Material: AV           | Descriere avers: Efigie laureată spre dreapta; sub gât sigla E Descriere revers: Acvilă bicefală încoronată ținând în gheara dreaptă sabie și în cea stângă glob cruciger; pe piept scutul Austriei. Legendă revers: Legendă circulară: HVN. BOH. LOMB. ET. VEN. - GAL. LOD. IL. REX. A.A. 1835. | Colecții particulare, Timiș                                | Cimec    |
|      | Ducat                   | Datare: 1835 Școală: Karlsburg/Alba Iulia Descoperit: jud. Prahova, com. Filipeștii de Pădure, Filipeștii de Pădure Material: AV           | Descriere avers: Efigie laureată spre dreapta; sub gât sigla E Descriere revers: Acvilă bicefală încoronată ținând în gheara dreaptă sabie și în cea stângă glob cruciger; pe piept scutul Austriei. Legendă revers: Legendă circulară: HVN. BOH. LOMB. ET. VEN. - GAL. LOD. IL. REX. A.A. 1835. | Colecții particulare, Timiș                                | Cimec    |
|      | Ducat                   | Datare: 1835 Școală: Karlsburg/Alba Iulia Descoperit: jud. Prahova, com. Filipeștii de Pădure, Filipeștii de Pădure Material: AV           | Descriere avers: Efigie laureată spre dreapta; sub gât sigla E Descriere revers: Acvilă bicefală încoronată ținând în gheara dreaptă sabie și în cea stângă glob cruciger; pe piept scutul Austriei. Legendă revers: Legendă circulară: HVN. BOH. LOMB. ET. VEN. - GAL. LOD. IL. REX. A.A. 1835. | Colecții particulare, Timiș                                | Cimec    |
|      | Ducat                   | Datare: 1835 Școală: Karlsburg/Alba Iulia Descoperit: jud. Prahova, com. Filipeștii de Pădure, Filipeștii de Pădure Material: AV           | Descriere avers: Efigie laureată spre dreapta; sub gât sigla E Descriere revers: Acvilă bicefală încoronată ținând în gheara dreaptă sabie și în cea stângă glob cruciger; pe piept scutul Austriei. Legendă revers: Legendă circulară: HVN. BOH. LOMB. ET. VEN. - GAL. LOD. IL. REX. A.A. 1835. | Colecții particulare, Timiș                                | Cimec    |
|      | Ducat                   | Datare: 1835 Școală: Karlsburg/Alba Iulia Descoperit: jud. Prahova, com. Filipeștii de Pădure, Filipeștii de Pădure Material: AV           | Descriere avers: Efigie laureată spre dreapta; sub gât sigla E Descriere revers: Acvilă bicefală încoronată ținând în gheara dreaptă sabie și în cea stângă glob cruciger; pe piept scutul Austriei. Legendă revers: Legendă circulară: HVN. BOH. LOMB. ET. VEN. - GAL. LOD. IL. REX. A.A. 1835. | Colecții particulare, Timiș                                | Cimec    |
|      | Ducat                   | Datare: 1835 Școală: Karlsburg/Alba Iulia Descoperit: jud. Prahova, com. Filipeștii de Pădure, Filipeștii de Pădure Material: AV           | Descriere avers: Efigie laureată spre dreapta; sub gât sigla E Descriere revers: Acvilă bicefală încoronată ținând în gheara dreaptă sabie și în cea stângă glob cruciger; pe piept scutul Austriei. Legendă revers: Legendă circulară: HVN. BOH. LOMB. ET. VEN. - GAL. LOD. IL. REX. A.A. 1835. | Colecții particulare, Timiș                                | Cimec    |
|      | Ducat                   | Datare: 1835 Școală: Karlsburg/Alba Iulia Descoperit: jud. Prahova, com. Filipeștii de Pădure, Filipeștii de Pădure Material: AV           | Descriere avers: Efigie laureată spre dreapta; sub gât sigla E Descriere revers: Acvilă bicefală încoronată ținând în gheara dreaptă sabie și în cea stângă glob cruciger; pe piept scutul Austriei. Legendă revers: Legendă circulară: HVN. BOH. LOMB. ET. VEN. - GAL. LOD. IL. REX. A.A. 1835. | Colecții particulare, Timiș                                | Cimec    |
|      | Ducat                   | Datare: 1835 Școală: Karlsburg/Alba Iulia Descoperit: jud. Prahova, com. Filipeștii de Pădure, Filipeștii de Pădure Material: AV           | Descriere avers: Efigie laureată spre dreapta; sub gât sigla E Descriere revers: Acvilă bicefală încoronată ținând în gheara dreaptă sabie și în cea stângă glob cruciger; pe piept scutul Austriei. Legendă revers: Legendă circulară: HVN. BOH. LOMB. ET. VEN. - GAL. LOD. IL. REX. A.A. 1835. | Colecții particulare, Timiș                                | Cimec    |
|      | Ducat                   | Datare: 1836 Școală: Karlsburg/Alba Iulia Descoperit: jud. Prahova, com. Filipeștii de Pădure, Filipeștii de Pădure Material: AV           | Descriere avers: Efigie laureată spre dreapta; sub gât sigla E Descriere revers: Acvilă bicefală încoronată ținând în gheara dreaptă sabie și în cea stângă glob cruciger; pe piept scutul Austriei. Legendă revers: Legendă circulară: HVN. BOH. LOMB. ET. VEN. - GAL. LOD. IL. REX. A.A. 1836. | Colecții particulare, Timiș                                | Cimec    |
|      | Ducat                   | Datare: 1836 Școală: Karlsburg/Alba Iulia Descoperit: jud. Prahova, com. Filipeștii de Pădure, Filipeștii de Pădure Material: AV           | Descriere avers: Efigie laureată spre dreapta; sub gât sigla E Descriere revers: Acvilă bicefală încoronată ținând în gheara dreaptă sabie și în cea stângă glob cruciger; pe piept scutul Austriei. Legendă revers: Legendă circulară: HVN. BOH. LOMB. ET. VEN. - GAL. LOD. IL. REX. A.A. 1836. | Colecții particulare, Timiș                                | Cimec    |
|      | Ducat                   | Datare: 1836 Școală: Karlsburg/Alba Iulia Descoperit: jud. Prahova, com. Filipeștii de Pădure, Filipeștii de Pădure Material: AV           | Descriere avers: Efigie laureată spre dreapta; sub gât sigla E Descriere revers: Acvilă bicefală încoronată ținând în gheara dreaptă sabie și în cea stângă glob cruciger; pe piept scutul Austriei. Legendă revers: Legendă circulară: HVN. BOH. LOMB. ET. VEN. - GAL. LOD. IL. REX. A.A. 1836. | Colecții particulare, Timiș                                | Cimec    |
|      | Ducat                   | Datare: 1837 Școală: Karlsburg/Alba Iulia Descoperit: jud. Prahova, com. Filipeștii de Pădure, Filipeștii de Pădure Material: AV           | Descriere avers: Efigie laureată spre dreapta; sub gât sigla E Descriere revers: Acvilă bicefală încoronată ținând în gheara dreaptă sabie și în cea stângă glob cruciger; pe piept scutul Austriei. Legendă revers: Legendă circulară: HVN. BOH. LOMB. ET. VEN. - GAL. LOD. IL. REX. A.A. 1837. | Colecții particulare, Timiș                                | Cimec    |
|      | Ducat                   | Datare: 1837 Școală: Karlsburg/Alba Iulia Descoperit: jud. Prahova, com. Filipeștii de Pădure, Filipeștii de Pădure Material: AV           | Descriere avers: Efigie laureată spre dreapta; sub gât sigla E Descriere revers: Acvilă bicefală încoronată ținând în gheara dreaptă sabie și în cea stângă glob cruciger; pe piept scutul Austriei. Legendă revers: Legendă circulară: HVN. BOH. LOMB. ET. VEN. - GAL. LOD. IL. REX. A.A. 1837. | Colecții particulare, Timiș                                | Cimec    |
|      | Ducat                   | Datare: 1838 Școală: Karlsburg/Alba Iulia Descoperit: jud. Prahova, com. Filipeștii de Pădure, Filipeștii de Pădure Material: AV           | Descriere avers: Efigie laureată spre dreapta; sub gât sigla E Descriere revers: Acvilă bicefală încoronată ținând în gheara dreaptă sabie și în cea stângă glob cruciger; pe piept scutul Austriei. Legendă revers: Legendă circulară: HVN. BOH. LOMB. ET. VEN. - GAL. LOD. IL. REX. A.A. 1838. | Colecții particulare, Timiș                                | Cimec    |
|      | Ducat                   | Datare: 1838 Școală: Karlsburg/Alba Iulia Descoperit: jud. Prahova, com. Filipeștii de Pădure, Filipeștii de Pădure Material: AV           | Descriere avers: Efigie laureată spre dreapta; sub gât sigla E Descriere revers: Acvilă bicefală încoronată ținând în gheara dreaptă sabie și în cea stângă glob cruciger; pe piept scutul Austriei. Legendă revers: Legendă circulară: HVN. BOH. LOMB. ET. VEN. - GAL. LOD. IL. REX. A.A. 1838. | Colecții particulare, Timiș                                | Cimec    |
|      | Ducat                   | Datare: 1838 Școală: Karlsburg/Alba Iulia Descoperit: jud. Prahova, com. Filipeștii de Pădure, Filipeștii de Pădure Material: AV           | Descriere avers: Efigie laureată spre dreapta; sub gât sigla E Descriere revers: Acvilă bicefală încoronată ținând în gheara dreaptă sabie și în cea stângă glob cruciger; pe piept scutul Austriei. Legendă revers: Legendă circulară: HVN. BOH. LOMB. ET. VEN. - GAL. LOD. IL. REX. A.A. 1838. | Colecții particulare, Timiș                                | Cimec    |
|      | Ducat                   | Datare: 1838 Școală: Karlsburg/Alba Iulia Descoperit: jud. Prahova, com. Filipeștii de Pădure, Filipeștii de Pădure Material: AV           | Descriere avers: Efigie laureată spre dreapta; sub gât sigla E Descriere revers: Acvilă bicefală încoronată ținând în gheara dreaptă sabie și în cea stângă glob cruciger; pe piept scutul Austriei. Legendă revers: Legendă circulară: HVN. BOH. LOMB. ET. VEN. - GAL. LOD. IL. REX. A.A. 1838. | Colecții particulare, Timiș                                | Cimec    |
|      | Ducat                   | Datare: 1838 Școală: Karlsburg/Alba Iulia Descoperit: jud. Prahova, com. Filipeștii de Pădure, Filipeștii de Pădure Material: AV           | Descriere avers: Efigie laureată spre dreapta; sub gât sigla E Descriere revers: Acvilă bicefală încoronată ținând în gheara dreaptă sabie și în cea stângă glob cruciger; pe piept scutul Austriei. Legendă revers: Legendă circulară: HVN. BOH. LOMB. ET. VEN. - GAL. LOD. IL. REX. A.A. 1838. | Colecții particulare, Timiș                                | Cimec    |
|      | Ducat                   | Datare: 1838 Școală: Karlsburg/ Alba Iulia Descoperit: jud. Prahova, com. FILIPEȘTII DE PĂDURE, FILIPEȘTII DE PĂDURE Material: AV          | Descriere avers: Efigie laureată spre dreapta; sub gât sigla E. Descriere revers: Acvilă bicefală încoronată ținând în gheara dreaptă sabie și în cea stângă glob criciger; pe piept scutul Austriei. Legendă revers: REX. LOMB. ET. VEN. DALM. - GAL. LOD. ILL. A. A. 1838 | Colecții particulare, Timiș                                | Cimec    |
|      | Ducat                   | Datare: 1838 Școală: Karlsburg/ Alba Iulia Descoperit: jud. Prahova, com. FILIPEȘTII DE PĂDURE, FILIPEȘTII DE PĂDURE Material: AV          | Descriere avers: Efigie laureată spre dreapta; sub gât sigla E. Descriere revers: Acvilă bicefală încoronată ținând în gheara dreaptă sabie și în cea stângă glob criciger; pe piept scutul Austriei. Legendă revers: REX. LOMB. ET. VEN. DALM. - GAL. LOD. ILL. A. A. 1838 | Colecții particulare, Timiș                                | Cimec    |
|      | Ducat                   | Datare: 1838 Școală: Karlsburg/ Alba Iulia Descoperit: jud. Prahova, com. FILIPEȘTII DE PĂDURE, FILIPEȘTII DE PĂDURE Material: AV          | Descriere avers: Efigie laureată spre dreapta; sub gât sigla E. Descriere revers: Acvilă bicefală încoronată ținând în gheara dreaptă sabie și în cea stângă glob criciger; pe piept scutul Austriei. Legendă revers: REX. LOMB. ET. VEN. DALM. - GAL. LOD. ILL. A. A. 1838 | Colecții particulare, Timiș                                | Cimec    |
|      | Ducat                   | Datare: 1838 Școală: Karlsburg/ Alba Iulia Descoperit: jud. Prahova, com. FILIPEȘTII DE PĂDURE, FILIPEȘTII DE PĂDURE Material: AV          | Descriere avers: Efigie laureată spre dreapta; sub gât sigla E. Descriere revers: Acvilă bicefală încoronată ținând în gheara dreaptă sabie și în cea stângă glob criciger; pe piept scutul Austriei. Legendă revers: REX. LOMB. ET. VEN. DALM. - GAL. LOD. ILL. A. A. 1838 | Colecții particulare, Timiș                                | Cimec    |
|      | Ducat                   | Datare: 1838 Școală: Karlsburg/ Alba Iulia Descoperit: jud. Prahova, com. FILIPEȘTII DE PĂDURE, FILIPEȘTII DE PĂDURE Material: AV          | Descriere avers: Efigie laureată spre dreapta; sub gât sigla E. Descriere revers: Acvilă bicefală încoronată ținând în gheara dreaptă sabie și în cea stângă glob criciger; pe piept scutul Austriei. Legendă revers: REX. LOMB. ET. VEN. DALM. - GAL. LOD. ILL. A. A. 1838 | Colecții particulare, Timiș                                | Cimec    |
|      | Ducat                   | Datare: 1838 Școală: Karlsburg/ Alba Iulia Descoperit: jud. Prahova, com. FILIPEȘTII DE PĂDURE, FILIPEȘTII DE PĂDURE Material: AV          | Descriere avers: Efigie laureată spre dreapta; sub gât sigla E. Descriere revers: Acvilă bicefală încoronată ținând în gheara dreaptă sabie și în cea stângă glob criciger; pe piept scutul Austriei. Legendă revers: REX. LOMB. ET. VEN. DALM. - GAL. LOD. ILL. A. A. 1838 | Colecții particulare, Timiș                                | Cimec    |
|      | Ducat                   | Datare: 1838 Școală: Karlsburg/ Alba Iulia Descoperit: jud. Prahova, com. FILIPEȘTII DE PĂDURE, FILIPEȘTII DE PĂDURE Material: AV          | Descriere avers: Efigie laureată spre dreapta; sub gât sigla E. Descriere revers: Acvilă bicefală încoronată ținând în gheara dreaptă sabie și în cea stângă glob criciger; pe piept scutul Austriei. Legendă revers: REX. LOMB. ET. VEN. DALM. - GAL. LOD. ILL. A. A. 1838 | Colecții particulare, Timiș                                | Cimec    |
|      | Ducat                   | Datare: 1838 Școală: Karlsburg/ Alba Iulia Descoperit: jud. Prahova, com. FILIPEȘTII DE PĂDURE, FILIPEȘTII DE PĂDURE Material: AV          | Descriere avers: Efigie laureată spre dreapta; sub gât sigla E. Descriere revers: Acvilă bicefală încoronată ținând în gheara dreaptă sabie și în cea stângă glob criciger; pe piept scutul Austriei. Legendă revers: REX. LOMB. ET. VEN. DALM. - GAL. LOD. ILL. A. A. 1838 | Colecții particulare, Timiș                                | Cimec    |
|      | Ducat                   | Datare: 1838 Școală: Karlsburg/ Alba Iulia Descoperit: jud. Prahova, com. FILIPEȘTII DE PĂDURE, FILIPEȘTII DE PĂDURE Material: AV          | Descriere avers: Efigie laureată spre dreapta; sub gât sigla E. Descriere revers: Acvilă bicefală încoronată ținând în gheara dreaptă sabie și în cea stângă glob criciger; pe piept scutul Austriei. Legendă revers: REX. LOMB. ET. VEN. DALM. - GAL. LOD. ILL. A. A. 1838 | Colecții particulare, Timiș                                | Cimec    |
|      | Ducat                   | Datare: 1838 Școală: Karlsburg/ Alba Iulia Descoperit: jud. Prahova, com. FILIPEȘTII DE PĂDURE, FILIPEȘTII DE PĂDURE Material: AV          | Descriere avers: Efigie laureată spre dreapta; sub gât sigla E. Descriere revers: Acvilă bicefală încoronată ținând în gheara dreaptă sabie și în cea stângă glob criciger; pe piept scutul Austriei. Legendă revers: REX. LOMB. ET. VEN. DALM. - GAL. LOD. ILL. A. A. 1838 | Colecții particulare, Timiș                                | Cimec    |
|      | Ducat                   | Datare: 1838 Școală: Karlsburg/ Alba Iulia Descoperit: jud. Prahova, com. FILIPEȘTII DE PĂDURE, FILIPEȘTII DE PĂDURE Material: AV          | Descriere avers: Efigie laureată spre dreapta; sub gât sigla E. Descriere revers: Acvilă bicefală încoronată ținând în gheara dreaptă sabie și în cea stângă glob criciger; pe piept scutul Austriei. Legendă revers: REX. LOMB. ET. VEN. DALM. - GAL. LOD. ILL. A. A. 1838 | Colecții particulare, Timiș                                | Cimec    |
|      | Ducat                   | Datare: 1838 Școală: Karlsburg/ Alba Iulia Descoperit: jud. Prahova, com. FILIPEȘTII DE PĂDURE, FILIPEȘTII DE PĂDURE Material: AV          | Descriere avers: Efigie laureată spre dreapta; sub gât sigla E. Descriere revers: Acvilă bicefală încoronată ținând în gheara dreaptă sabie și în cea stângă glob criciger; pe piept scutul Austriei. Legendă revers: REX. LOMB. ET. VEN. DALM. - GAL. LOD. ILL. A. A. 1838 | Colecții particulare, Timiș                                | Cimec    |
|      | Ducat                   | Datare: 1838 Școală: Karlsburg/ Alba Iulia Descoperit: jud. Prahova, com. FILIPEȘTII DE PĂDURE, FILIPEȘTII DE PĂDURE Material: AV          | Descriere avers: Efigie laureată spre dreapta; sub gât sigla E. Descriere revers: Acvilă bicefală încoronată ținând în gheara dreaptă sabie și în cea stângă glob criciger; pe piept scutul Austriei. Legendă revers: REX. LOMB. ET. VEN. DALM. - GAL. LOD. ILL. A. A. 1838 | Colecții particulare, Timiș                                | Cimec    |
|      | Ducat                   | Datare: 1838 Școală: Karlsburg/ Alba Iulia Descoperit: jud. Prahova, com. FILIPEȘTII DE PĂDURE, FILIPEȘTII DE PĂDURE Material: AV          | Descriere avers: Efigie laureată spre dreapta; sub gât sigla E. Descriere revers: Acvilă bicefală încoronată ținând în gheara dreaptă sabie și în cea stângă glob criciger; pe piept scutul Austriei. Legendă revers: REX. LOMB. ET. VEN. DALM. - GAL. LOD. ILL. A. A. 1838 | Colecții particulare, Timiș                                | Cimec    |
|      | Ducat                   | Datare: 1838 Școală: Karlsburg/ Alba Iulia Descoperit: jud. Prahova, com. FILIPEȘTII DE PĂDURE, FILIPEȘTII DE PĂDURE Material: AV          | Descriere avers: Efigie laureată spre dreapta; sub gât sigla E. Descriere revers: Acvilă bicefală încoronată ținând în gheara dreaptă sabie și în cea stângă glob criciger; pe piept scutul Austriei. Legendă revers: REX. LOMB. ET. VEN. DALM. - GAL. LOD. ILL. A. A. 1838 | Colecții particulare, Timiș                                | Cimec    |
|      | Ducat                   | Datare: 1838 Școală: Karlsburg/ Alba Iulia Descoperit: jud. Prahova, com. FILIPEȘTII DE PĂDURE, FILIPEȘTII DE PĂDURE Material: AV          | Descriere avers: Efigie laureată spre dreapta; sub gât sigla E. Descriere revers: Acvilă bicefală încoronată ținând în gheara dreaptă sabie și în cea stângă glob criciger; pe piept scutul Austriei. Legendă revers: REX. LOMB. ET. VEN. DALM. - GAL. LOD. ILL. A. A. 1838 | Colecții particulare, Timiș                                | Cimec    |
|      | Ducat                   | Datare: 1838 Școală: Karlsburg/ Alba Iulia Descoperit: jud. Prahova, com. FILIPEȘTII DE PĂDURE, FILIPEȘTII DE PĂDURE Material: AV          | Descriere avers: Efigie laureată spre dreapta; sub gât sigla E. Descriere revers: Acvilă bicefală încoronată ținând în gheara dreaptă sabie și în cea stângă glob criciger; pe piept scutul Austriei. Legendă revers: REX. LOMB. ET. VEN. DALM. - GAL. LOD. ILL. A. A. 1839 | Colecții particulare, Timiș                                | Cimec    |
|      | Ducat                   | Datare: 1838 Școală: Karlsburg/ Alba Iulia Descoperit: jud. Prahova, com. FILIPEȘTII DE PĂDURE, FILIPEȘTII DE PĂDURE Material: AV          | Descriere avers: Efigie laureată spre dreapta; sub gât sigla E. Descriere revers: Acvilă bicefală încoronată ținând în gheara dreaptă sabie și în cea stângă glob criciger; pe piept scutul Austriei. Legendă revers: REX. LOMB. ET. VEN. DALM. - GAL. LOD. ILL. A. A. 1839 | Colecții particulare, Timiș                                | Cimec    |
|      | Ducat                   | Datare: 1838 Școală: Karlsburg/ Alba Iulia Descoperit: jud. Prahova, com. FILIPEȘTII DE PĂDURE, FILIPEȘTII DE PĂDURE Material: AV          | Descriere avers: Efigie laureată spre dreapta; sub gât sigla E. Descriere revers: Acvilă bicefală încoronată ținând în gheara dreaptă sabie și în cea stângă glob criciger; pe piept scutul Austriei. Legendă revers: REX. LOMB. ET. VEN. DALM. - GAL. LOD. ILL. A. A. 1839 | Colecții particulare, Timiș                                | Cimec    |
|      | Ducat                   | Datare: 1838 Școală: Karlsburg/ Alba Iulia Descoperit: jud. Prahova, com. FILIPEȘTII DE PĂDURE, FILIPEȘTII DE PĂDURE Material: AV          | Descriere avers: Efigie laureată spre dreapta; sub gât sigla E. Descriere revers: Acvilă bicefală încoronată ținând în gheara dreaptă sabie și în cea stângă glob criciger; pe piept scutul Austriei. Legendă revers: REX. LOMB. ET. VEN. DALM. - GAL. LOD. ILL. A. A. 1839 | Colecții particulare, Timiș                                | Cimec    |
|      | Ducat                   | Datare: 1838 Școală: Karlsburg/ Alba Iulia Descoperit: jud. Prahova, com. FILIPEȘTII DE PĂDURE, FILIPEȘTII DE PĂDURE Material: AV          | Descriere avers: Efigie laureată spre dreapta; sub gât sigla E. Descriere revers: Acvilă bicefală încoronată ținând în gheara dreaptă sabie și în cea stângă glob criciger; pe piept scutul Austriei. Legendă revers: REX. LOMB. ET. VEN. DALM. - GAL. LOD. ILL. A. A. 1840 | Colecții particulare, Timiș                                | Cimec    |
|      | Ducat                   | Datare: 1838 Școală: Karlsburg/ Alba Iulia Descoperit: jud. Prahova, com. FILIPEȘTII DE PĂDURE, FILIPEȘTII DE PĂDURE Material: AV          | Descriere avers: Efigie laureată spre dreapta; sub gât sigla E. Descriere revers: Acvilă bicefală încoronată ținând în gheara dreaptă sabie și în cea stângă glob criciger; pe piept scutul Austriei. Legendă revers: REX. LOMB. ET. VEN. DALM. - GAL. LOD. ILL. A. A. 1840 | Colecții particulare, Timiș                                | Cimec    |
|      | Ducat                   | Datare: 1838 Școală: Karlsburg/ Alba Iulia Descoperit: jud. Prahova, com. FILIPEȘTII DE PĂDURE, FILIPEȘTII DE PĂDURE Material: AV          | Descriere avers: Efigie laureată spre dreapta; sub gât sigla E. Descriere revers: Acvilă bicefală încoronată ținând în gheara dreaptă sabie și în cea stângă glob criciger; pe piept scutul Austriei. Legendă revers: REX. LOMB. ET. VEN. DALM. - GAL. LOD. ILL. A. A. 1840 | Colecții particulare, Timiș                                | Cimec    |
|      | Ducat                   | Datare: 1840 Școală: Karlsburg/ Alba Iulia Descoperit: jud. Prahova, com. FILIPEȘTII DE PĂDURE, FILIPEȘTII DE PĂDURE Material: AV          | Descriere avers: Efigie laureată spre dreapta; sub gât sigla E. Descriere revers: Acvilă bicefală încoronată ținând în gheara dreaptă sabie și în cea stângă glob criciger; pe piept scutul Austriei. Legendă revers: REX. LOMB. ET. VEN. DALM. - GAL. LOD. ILL. A. A. 1840 | Colecții particulare, Timiș                                | Cimec    |
|      | Ducat                   | Datare: 1841 Școală: Karlsburg/ Alba Iulia Descoperit: jud. Prahova, com. FILIPEȘTII DE PĂDURE, FILIPEȘTII DE PĂDURE Material: AV          | Descriere avers: Efigie laureată spre dreapta; sub gât sigla E. Descriere revers: Acvilă bicefală încoronată ținând în gheara dreaptă sabie și în cea stângă glob criciger; pe piept scutul Austriei. Legendă revers: REX. LOMB. ET. VEN. DALM. - GAL. LOD. ILL. A. A. 1841 | Colecții particulare, Timiș                                | Cimec    |
|      | Ducat                   | Datare: 1841 Școală: Karlsburg/ Alba Iulia Descoperit: jud. Prahova, com. FILIPEȘTII DE PĂDURE, FILIPEȘTII DE PĂDURE Material: AV          | Descriere avers: Efigie laureată spre dreapta; sub gât sigla E. Descriere revers: Acvilă bicefală încoronată ținând în gheara dreaptă sabie și în cea stângă glob criciger; pe piept scutul Austriei. Legendă revers: REX. LOMB. ET. VEN. DALM. - GAL. LOD. ILL. A. A. 1841 | Colecții particulare, Timiș                                | Cimec    |
|      | Ducat                   | Datare: 1841 Școală: Karlsburg/ Alba Iulia Descoperit: jud. Prahova, com. FILIPEȘTII DE PĂDURE, FILIPEȘTII DE PĂDURE Material: AV          | Descriere avers: Efigie laureată spre dreapta; sub gât sigla E. Descriere revers: Acvilă bicefală încoronată ținând în gheara dreaptă sabie și în cea stângă glob criciger; pe piept scutul Austriei. Legendă revers: REX. LOMB. ET. VEN. DALM. - GAL. LOD. ILL. A. A. 1841 | Colecții particulare, Timiș                                | Cimec    |
|      | Ducat                   | Datare: 1841 Școală: Karlsburg/ Alba Iulia Descoperit: jud. Prahova, com. FILIPEȘTII DE PĂDURE, FILIPEȘTII DE PĂDURE Material: AV          | Descriere avers: Efigie laureată spre dreapta; sub gât sigla E. Descriere revers: Acvilă bicefală încoronată ținând în gheara dreaptă sabie și în cea stângă glob criciger; pe piept scutul Austriei. Legendă revers: REX. LOMB. ET. VEN. DALM. - GAL. LOD. ILL. A. A. 1841 | Colecții particulare, Timiș                                | Cimec    |
|      | Ducat                   | Datare: 1841 Școală: Karlsburg/ Alba Iulia Descoperit: jud. Prahova, com. FILIPEȘTII DE PĂDURE, FILIPEȘTII DE PĂDURE Material: AV          | Descriere avers: Efigie laureată spre dreapta; sub gât sigla E. Descriere revers: Acvilă bicefală încoronată ținând în gheara dreaptă sabie și în cea stângă glob criciger; pe piept scutul Austriei. Legendă revers: REX. LOMB. ET. VEN. DALM. - GAL. LOD. ILL. A. A. 1841 | Colecții particulare, Timiș                                | Cimec    |
|      | Ducat                   | Datare: 1841 Școală: Karlsburg/ Alba Iulia Descoperit: jud. Prahova, com. FILIPEȘTII DE PĂDURE, FILIPEȘTII DE PĂDURE Material: AV          | Descriere avers: Efigie laureată spre dreapta; sub gât sigla E. Descriere revers: Acvilă bicefală încoronată ținând în gheara dreaptă sabie și în cea stângă glob criciger; pe piept scutul Austriei. Legendă revers: REX. LOMB. ET. VEN. DALM. - GAL. LOD. ILL. A. A. 1841 | Colecții particulare, Timiș                                | Cimec    |
|      | Ducat                   | Datare: 1842 Școală: Karlsburg/ Alba Iulia Descoperit: jud. Prahova, com. FILIPEȘTII DE PĂDURE, FILIPEȘTII DE PĂDURE Material: AV          | Descriere avers: Efigie laureată spre dreapta; sub gât sigla E. Descriere revers: Acvilă bicefală încoronată ținând în gheara dreaptă sabie și în cea stângă glob criciger; pe piept scutul Austriei. Legendă revers: REX. LOMB. ET. VEN. DALM. - GAL. LOD. ILL. A. A. 1842 | Colecții particulare, Timiș                                | Cimec    |
|      | Ducat                   | Datare: 1842 Școală: Karlsburg/ Alba Iulia Descoperit: jud. Prahova, com. FILIPEȘTII DE PĂDURE, FILIPEȘTII DE PĂDURE Material: AV          | Descriere avers: Efigie laureată spre dreapta; sub gât sigla E. Descriere revers: Acvilă bicefală încoronată ținând în gheara dreaptă sabie și în cea stângă glob criciger; pe piept scutul Austriei. Legendă revers: REX. LOMB. ET. VEN. DALM. - GAL. LOD. ILL. A. A. 1842 | Colecții particulare, Timiș                                | Cimec    |
|      | Ducat                   | Datare: 1843 Școală: Karlsburg/ Alba Iulia Descoperit: jud. Prahova, com. FILIPEȘTII DE PĂDURE, FILIPEȘTII DE PĂDURE Material: AV          | Descriere avers: Efigie laureată spre dreapta; sub gât sigla E. Descriere revers: Acvilă bicefală încoronată ținând în gheara dreaptă sabie și în cea stângă glob criciger; pe piept scutul Austriei. Legendă revers: REX. LOMB. ET. VEN. DALM. - GAL. LOD. ILL. A. A. 1843 | Colecții particulare, Timiș                                | Cimec    |
|      | Ducat                   | Datare: 1843 Școală: Karlsburg/ Alba Iulia Descoperit: jud. Prahova, com. FILIPEȘTII DE PĂDURE, FILIPEȘTII DE PĂDURE Material: AV          | Descriere avers: Efigie laureată spre dreapta; sub gât sigla E. Descriere revers: Acvilă bicefală încoronată ținând în gheara dreaptă sabie și în cea stângă glob criciger; pe piept scutul Austriei. Legendă revers: REX. LOMB. ET. VEN. DALM. - GAL. LOD. ILL. A. A. 1843 | Colecții particulare, Timiș                                | Cimec    |
|      | Ducat                   | Datare: 1843 Școală: Karlsburg/ Alba Iulia Descoperit: jud. Prahova, com. FILIPEȘTII DE PĂDURE, FILIPEȘTII DE PĂDURE Material: AV          | Descriere avers: Efigie laureată spre dreapta; sub gât sigla E. Descriere revers: Acvilă bicefală încoronată ținând în gheara dreaptă sabie și în cea stângă glob criciger; pe piept scutul Austriei. Legendă revers: REX. LOMB. ET. VEN. DALM. - GAL. LOD. ILL. A. A. 1843 | Colecții particulare, Timiș                                | Cimec    |
|      | Ducat                   | Datare: 1814 Școală: Kremnitz Descoperit: jud. Prahova, com. FILIPEȘTII DE PĂDURE, FILIPEȘTII DE PĂDURE Material: AV                       | Descriere avers: Efigie laureată spre dreapta; sub gât sigla B. Descriere revers: Acvilă bicefală încoronată ținând în gheara dreaptă sabie și în cea stângă glob criciger; pe piept scutul Austriei. Legendă revers: HVN. MOH. GAL. REX. A. A. - LO. WI. ET. IN. FR. DVX. 1814 | Colecții particulare, Timiș                                | Cimec    |
|      | Ducat                   | Datare: 1815 Școală: Kremnitz Descoperit: jud. Prahova, com. FILIPEȘTII DE PĂDURE, FILIPEȘTII DE PĂDURE Material: AV                       | Descriere avers: Efigie laureată spre dreapta; sub gât sigla B. Descriere revers: Acvilă bicefală încoronată ținând în gheara dreaptă sabie și în cea stângă glob criciger; pe piept scutul Austriei. Legendă revers: HVN. MOH. GAL. REX. A. A. - LO. WI. ET. IN. FR. DVX. 1815 | Colecții particulare, Timiș                                | Cimec    |
|      | Ducat                   | Datare: 1825 Școală: Kremnitz Descoperit: jud. Prahova, com. FILIPEȘTII DE PĂDURE, FILIPEȘTII DE PĂDURE Material: AV                       | Descriere avers: Efigie laureată spre dreapta; sub gât sigla B. Descriere revers: Acvilă bicefală încoronată ținând în gheara dreaptă sabie și în cea stângă glob criciger; pe piept scutul Austriei. Legendă revers: HVN. MOH. GAL. REX. A. A. - LO. WI. ET. IN. FR. DVX. 1825 | Colecții particulare, Timiș                                | Cimec    |
|      | Ducat                   | Datare: 1826 Școală: Kremnitz Descoperit: jud. Prahova, com. FILIPEȘTII DE PĂDURE, FILIPEȘTII DE PĂDURE Material: AV                       | Descriere avers: Efigie laureată spre dreapta; sub gât sigla B. Descriere revers: Acvilă bicefală încoronată ținând în gheara dreaptă sabie și în cea stângă glob criciger; pe piept scutul Austriei. Legendă revers: HVN. MOH. GAL. REX. A. A. - LO. WI. ET. IN. FR. DVX. 1826 | Colecții particulare, Timiș                                | Cimec    |
|      | Ducat                   | Datare: 1828 Școală: Kremnitz Descoperit: jud. Prahova, com. FILIPEȘTII DE PĂDURE, FILIPEȘTII DE PĂDURE Material: AV                       | Descriere avers: Efigie laureată spre dreapta; sub gât sigla B. Descriere revers: Acvilă bicefală încoronată ținând în gheara dreaptă sabie și în cea stângă glob criciger; pe piept scutul Austriei. Legendă revers: HVN. MOH. GAL. REX. A. A. - LO. WI. ET. IN. FR. DVX. 1828 | Colecții particulare, Timiș                                | Cimec    |
|      | Ducat                   | Datare: 1838 Școală: Kremnitz Descoperit: jud. Prahova, com. FILIPEȘTII DE PĂDURE, FILIPEȘTII DE PĂDURE Material: AV                       | Descriere avers: Efigie laureată spre dreapta; sub gât sigla B. Descriere revers: Acvilă bicefală încoronată ținând în gheara dreaptă sabie și în cea stângă glob criciger; pe piept scutul Austriei. Legendă revers: REX. LOMB. ET. VEN. DALM. - GAL. LOD. ILL. A. A. 1838 | Colecții particulare, Timiș                                | Cimec    |
|      | Ducat                   | Datare: 1838 Școală: Kremnitz Descoperit: jud. Prahova, com. FILIPEȘTII DE PĂDURE, FILIPEȘTII DE PĂDURE Material: AV                       | Descriere avers: Efigie laureată spre dreapta; sub gât sigla B. Descriere revers: Acvilă bicefală încoronată ținând în gheara dreaptă sabie și în cea stângă glob criciger; pe piept scutul Austriei. Legendă revers: REX. LOMB. ET. VEN. DALM. - GAL. LOD. ILL. A. A. 1838 | Colecții particulare, Timiș                                | Cimec    |
|      | Ducat                   | Datare: 1839 Școală: Kremnitz Descoperit: jud. Prahova, com. FILIPEȘTII DE PĂDURE, FILIPEȘTII DE PĂDURE Material: AV                       | Descriere avers: Efigie laureată spre dreapta; sub gât sigla B. Descriere revers: Acvilă bicefală încoronată ținând în gheara dreaptă sabie și în cea stângă glob criciger; pe piept scutul Austriei. Legendă revers: REX. LOMB. ET. VEN. DALM. - GAL. LOD. ILL. A. A. 1839 | Colecții particulare, Timiș                                | Cimec    |
|      | Ducat                   | Datare: 1844 Școală: Kremnitz Descoperit: jud. Prahova, com. FILIPEȘTII DE PĂDURE, FILIPEȘTII DE PĂDURE Material: AV                       | Descriere avers: Efigie laureată spre dreapta; sub gât sigla B. Descriere revers: Acvilă bicefală încoronată ținând în gheara dreaptă sabie și în cea stângă glob criciger; pe piept scutul Austriei. Legendă revers: REX. LOMB. ET. VEN. DALM. - GAL. LOD. ILL. A. A. 1844 | Colecții particulare, Timiș                                | Cimec    |
|      | Ducat                   | Datare: 1786 Școală: Hall/Tirol Descoperit: jud. Prahova, com. FILIPEȘTII DE PĂDURE, FILIPEȘTII DE PĂDURE Material: AV                     | Descriere avers: Efigie laureată spre dreapta; împăratul poartă armură și mantie care lasă liber umărul drept; sub mânecă sigla F Descriere revers: Acvilă bicefală încoronată, nimbată și limbată ținând în gheara dreaptă sabie și în cea stângă sceptru; pe piept scutul Austriei timbrat de coroană Legendă revers: ARCH. A. D. BVRG. - LOTH. M. D. H. 1786 | Colecții particulare, Timiș                                | Cimec    |
|      | Ducat                   | Datare: 1814 Școală: Graz/Styria Descoperit: jud. Prahova, com. FILIPEȘTII DE PĂDURE, FILIPEȘTII DE PĂDURE Material: AV                    | Descriere avers: Efigie laureată spre dreapta; sub gât sigla G Descriere revers: Acvilă bicefală încoronată și limbată ținând în gheara dreaptă sabie și în cea stângă glob cruciger; pe piept scutul Austriei având pe laturi câte o coroană stilizată Legendă revers: HVN. BOH. GAL. REX. A: A: - LO. WI. ET.IN. FR. DVX. 1814 | Colecții particulare, Timiș                                | Cimec    |
|      | Ducat                   | Datare: 1814 Școală: Graz/Styria Descoperit: jud. Prahova, com. FILIPEȘTII DE PĂDURE, FILIPEȘTII DE PĂDURE Material: AV                    | Descriere avers: Efigie laureată spre dreapta; sub gât sigla G Descriere revers: Acvilă bicefală încoronată și limbată ținând în gheara dreaptă sabie și în cea stângă glob cruciger; pe piept scutul Austriei având pe laturi câte o coroană stilizată Legendă revers: HVN. BOH. GAL. REX. A: A: - LO. WI. ET.IN. FR. DVX. 1814 | Colecții particulare, Timiș                                | Cimec    |
|      | Ducat                   | Datare: 1821 Școală: Graz/Styria Descoperit: jud. Prahova, com. FILIPEȘTII DE PĂDURE, FILIPEȘTII DE PĂDURE Material: AV                    | Descriere avers: Efigie laureată spre dreapta; sub gât sigla G Descriere revers: Acvilă bicefală încoronată și limbată ținând în gheara dreaptă sabie și în cea stângă glob cruciger; pe piept scutul Austriei Legendă revers: HVN. BOH. GAL. REX. A: A: - LO. WI. ET.IN. FR. DVX. 1814 | Colecții particulare, Timiș                                | Cimec    |
|      | Ducat                   | Datare: 1786 Școală: Milano Descoperit: jud. Prahova, com. FILIPEȘTII DE PĂDURE, FILIPEȘTII DE PĂDURE Material: AV                         | Descriere avers: Efigie laureată spre dreapta; sub gât sigla M Descriere revers: Acvilă bicefală încoronată și nimbată ținând în gheara dreaptă sabie și în cea stângă sceptru; pe piept scutul Austriei timbrat de coroană Legendă revers: ARCH. A. D. BVRG. - LOTH. M. D. H. 1786 | Colecții particulare, Timiș                                | Cimec    |
|      | Ducat                   | Datare: 1824 Școală: Veneția Descoperit: jud. Prahova, com. FILIPEȘTII DE PĂDURE, FILIPEȘTII DE PĂDURE Material: AV                        | Descriere avers: Efigie laureată spre dreapta; sub gât sigla V Descriere revers: Acvilă bicefală încoronată și nimbată ținând în gheara dreaptă sabie și în cea stângă glob cruciger; pe piept scutul Austriei Legendă revers: HVN. BOH. LOMB. ET. VEN. - GAL. LOD. IL. REX. A. A. 1824 | Colecții particulare, Timiș                                | Cimec    |
|      | Ducat                   | Datare: 1831 Școală: Viena Descoperit: jud. Prahova, com. FILIPEȘTII DE PĂDURE, FILIPEȘTII DE PĂDURE Material: AV                          | Descriere avers: Efigie laureată spre dreapta; sub gât sigla A Descriere revers: Acvilă bicefală încoronată și nimbată ținând în gheara dreaptă sabie și în cea stângă glob cruciger; pe piept scutul Austriei Legendă revers: HVN. BOH. LOMB. ET. VEN. - GAL. LOD. IL. REX. A. A. 1831 | Colecții particulare, Timiș                                | Cimec    |
|      | Ducat                   | Datare: 1836 Școală: Viena Descoperit: jud. Prahova, com. FILIPEȘTII DE PĂDURE, FILIPEȘTII DE PĂDURE Material: AV                          | Descriere avers: Efigie laureată spre dreapta; sub gât sigla A Descriere revers: Acvilă bicefală încoronată și nimbată ținând în gheara dreaptă sabie și în cea stângă glob cruciger; pe piept scutul Austriei Legendă revers: HVN. BOH. LOMB. ET. VEN. - GAL. LOD. IL. REX. A. A. 1836 | Colecții particulare, Timiș                                | Cimec    |
|      | Ducat                   | Datare: 1838 Școală: Viena Descoperit: jud. Prahova, com. FILIPEȘTII DE PĂDURE, FILIPEȘTII DE PĂDURE Material: AV                          | Descriere avers: Efigie laureată spre dreapta; sub gât sigla A Descriere revers: Acvilă bicefală încoronată și nimbată ținând în gheara dreaptă sabie și în cea stângă glob cruciger; pe piept scutul Austriei Legendă revers: REX. LOMB. ET. VEN. DALM. - GAL. LOD. ILI. A. A. 1838 | Colecții particulare, Timiș                                | Cimec    |
|      | Ducat                   | Datare: 1838 Școală: Viena Descoperit: jud. Prahova, com. FILIPEȘTII DE PĂDURE, FILIPEȘTII DE PĂDURE Material: AV                          | Descriere avers: Efigie laureată spre dreapta; sub gât sigla A Descriere revers: Acvilă bicefală încoronată ținând în gheara dreaptă sabie și în cea stângă glob cruciger; pe piept scutul Austriei Legendă revers: REX. LOMB. ET. VEN. DALM. - GAL. LOD. ILI. A. A. 1838 | Colecții particulare, Timiș                                | Cimec    |
|      | Ducat                   | Datare: 1838 Școală: Viena Descoperit: jud. Prahova, com. FILIPEȘTII DE PĂDURE, FILIPEȘTII DE PĂDURE Material: AV                          | Descriere avers: Efigie laureată spre dreapta; sub gât sigla A Descriere revers: Acvilă bicefală încoronată ținând în gheara dreaptă sabie și în cea stângă glob cruciger; pe piept scutul Austriei Legendă revers: REX. LOMB. ET. VEN. DALM. - GAL. LOD. ILI. A. A. 1838 | Colecții particulare, Timiș                                | Cimec    |
|      | Ducat                   | Datare: 1838 Școală: Viena Descoperit: jud. Prahova, com. FILIPEȘTII DE PĂDURE, FILIPEȘTII DE PĂDURE Material: AV                          | Descriere avers: Efigie laureată spre dreapta; sub gât sigla A Descriere revers: Acvilă bicefală încoronată ținând în gheara dreaptă sabie și în cea stângă glob cruciger; pe piept scutul Austriei Legendă revers: REX. LOMB. ET. VEN. DALM. - GAL. LOD. ILI. A. A. 1838 | Colecții particulare, Timiș                                | Cimec    |
|      | Ducat                   | Datare: 1839 Școală: Viena Descoperit: jud. Prahova, com. FILIPEȘTII DE PĂDURE, FILIPEȘTII DE PĂDURE Material: AV                          | Descriere avers: Efigie laureată spre dreapta; sub gât sigla A Descriere revers: Acvilă bicefală încoronată ținând în gheara dreaptă sabie și în cea stângă glob cruciger; pe piept scutul Austriei Legendă revers: REX. LOMB. ET. VEN. DALM. - GAL. LOD. ILI. A. A. 1838 | Colecții particulare, Timiș                                | Cimec    |
|      | Ducat                   | Datare: 1840 Școală: Viena Descoperit: jud. Prahova, com. FILIPEȘTII DE PĂDURE, FILIPEȘTII DE PĂDURE Material: AV                          | Descriere avers: Efigie laureată spre dreapta; sub gât sigla A Descriere revers: Acvilă bicefală încoronată ținând în gheara dreaptă sabie și în cea stângă glob cruciger; pe piept scutul Austriei Legendă revers: REX. LOMB. ET. VEN. DALM. - GAL. LOD. ILI. A. A. 1838 | Colecții particulare, Timiș                                | Cimec    |
|      | Ducat                   | Datare: 1840 Școală: Viena Descoperit: jud. Prahova, com. FILIPEȘTII DE PĂDURE, FILIPEȘTII DE PĂDURE Material: AV                          | Descriere avers: Efigie laureată spre dreapta; sub gât sigla A Descriere revers: Acvilă bicefală încoronată ținând în gheara dreaptă sabie și în cea stângă glob cruciger; pe piept scutul Austriei Legendă revers: REX. LOMB. ET. VEN. DALM. - GAL. LOD. ILI. A. A. 1838 | Colecții particulare, Timiș                                | Cimec    |
|      | Ducat                   | Datare: 1841 Școală: Viena Descoperit: jud. Prahova, com. FILIPEȘTII DE PĂDURE, FILIPEȘTII DE PĂDURE Material: AV                          | Descriere avers: Efigie laureată spre dreapta; sub gât sigla A Descriere revers: Acvilă bicefală încoronată ținând în gheara dreaptă sabie și în cea stângă glob cruciger; pe piept scutul Austriei Legendă revers: REX. LOMB. ET. VEN. DALM. - GAL. LOD. ILI. A. A. 1838 | Colecții particulare, Timiș                                | Cimec    |
|      | Ducat                   | Datare: 1842 Școală: Viena Descoperit: jud. Prahova, com. FILIPEȘTII DE PĂDURE, FILIPEȘTII DE PĂDURE Material: AV                          | Descriere avers: Efigie laureată spre dreapta; sub gât sigla A Descriere revers: Acvilă bicefală încoronată ținând în gheara dreaptă sabie și în cea stângă glob cruciger; pe piept scutul Austriei Legendă revers: REX. LOMB. ET. VEN. DALM. - GAL. LOD. ILI. A. A. 1838 | Colecții particulare, Timiș                                | Cimec    |
|      | Ducat                   | Datare: 1843 Școală: Viena Descoperit: jud. Prahova, com. FILIPEȘTII DE PĂDURE, FILIPEȘTII DE PĂDURE Material: AV                          | Descriere avers: Efigie laureată spre dreapta; sub gât sigla A Descriere revers: Acvilă bicefală încoronată ținând în gheara dreaptă sabie și în cea stângă glob cruciger; pe piept scutul Austriei Legendă revers: REX. LOMB. ET. VEN. DALM. - GAL. LOD. ILI. A. A. 1838 | Colecții particulare, Timiș                                | Cimec    |
|      | Ducat                   | Datare: 1842 Școală: Viena Descoperit: jud. Prahova, com. FILIPEȘTII DE PĂDURE, FILIPEȘTII DE PĂDURE Material: AV                          | Descriere avers: Efigie laureată spre dreapta; sub gât sigla A Descriere revers: Acvilă bicefală încoronată ținând în gheara dreaptă sabie și în cea stângă glob cruciger; pe piept scutul Austriei Legendă revers: REX. LOMB. ET. VEN. DALM. - GAL. LOD. ILI. A. A. 1838 | Colecții particulare, Timiș                                | Cimec    |
|      | Ducat                   | Datare: 1834 Școală: necunoscut Descoperit: jud. Prahova, com. FILIPEȘTII DE PĂDURE, FILIPEȘTII DE PĂDURE Material: AV                     | Descriere avers: Efigie laureată spre dreapta; sub gât sigla nu este vizibilă din cauza perforației Descriere revers: Acvilă bicefală încoronată ținând în gheara dreaptă sabie și în cea stângă glob cruciger; pe piept scutul Austriei Legendă revers: HVN. BOH. LOMB. ET. VEN. - GAL. LOD. IL. REX. A. A. 1834 | Colecții particulare, Timiș                                | Cimec    |
|      | Ducat                   | Datare: 1761 Școală: Baia Mare Descoperit: jud. Prahova, com. FILIPEȘTII DE PĂDURE, FILIPEȘTII DE PĂDURE Material: AV                      | Descriere avers: În câmp, efigie din profil spre dreapta, pe cap cu diademă Descriere revers: În câmp, Madona, încoronată și nimbată, cu pruncul Iisus în stânga și sceptru în dreapta. Stă pe semilună, înconjurată de raze. Legendă revers: PATRONA REGNI - HUNHGARIAE 1761 / N - B | Colecții particulare, Timiș                                | Cimec    |
|      | Ducat                   | Datare: 1763 Școală: Kremnitz Descoperit: jud. Prahova, com. FILIPEȘTII DE PĂDURE, FILIPEȘTII DE PĂDURE Material: AV                       | Descriere avers: În câmp, împărăteasa în picioare, în rochie de aparat, cu coroană, în semiprofil spre dreapta. În dreapta ține sceptrul, în stânga globul cruciger. Lateral, dreapta-stânga K-B Descriere revers: În câmp, Madona, încoronată și nimbată, cu pruncul Iisus în stânga și sceptru în dreapta. Stă pe semilună, înconjurată de raze. Legendă revers: legendă circulară, întreruptă de scutul Ungariei, timbrat de coroana imperială: PATRONA REGNI - HUNHGARIAE 1763 | Colecții particulare, Timiș                                | Cimec    |
|      | Ducat                   | Datare: 1835 Școală: Kremnitz Descoperit: jud. Prahova, com. FILIPEȘTII DE PĂDURE, FILIPEȘTII DE PĂDURE Material: AV                       | Descriere avers: În câmp, împăratul în picioare, în costum de aparat, cu cororană, în semiprofil spre dreapta, cu sabie la șold. În dreapta ține sceptrul, în stânga globul cruciger. Descriere revers: În câmp, Madona, încoronată și nimbată, cu pruncul Iisus în stânga și sceptru în dreapta. Stă pe semilună, înconjurată de raze. Legendă revers: legendă circulară, întreruptă de scutul Ungariei, timbrat de coroana imperială: S.MARIA MATER DEI - PATRONA HVNG.1835      | Colecții particulare, Timiș                                | Cimec    |
|      | Ducat                   | Datare: 1835 Școală: Kremnitz Descoperit: jud. Prahova, com. FILIPEȘTII DE PĂDURE, FILIPEȘTII DE PĂDURE Material: AV                       | Descriere avers: În câmp, împăratul în picioare, în costum de aparat, cu cororană, în semiprofil spre dreapta, cu sabie la șold. În dreapta ține sceptrul, în stânga globul cruciger. Descriere revers: În câmp, Madona, încoronată și nimbată, cu pruncul Iisus în stânga și sceptru în dreapta. Stă pe semilună, înconjurată de raze. Legendă revers: legendă circulară, întreruptă de scutul Ungariei, timbrat de coroana imperială: S.MARIA MATER DEI - PATRONA HVNG.1835      | Colecții particulare, Timiș                                | Cimec    |
|      | Ducat                   | Datare: 1837 Școală: Kremnitz Descoperit: jud. Prahova, com. FILIPEȘTII DE PĂDURE, FILIPEȘTII DE PĂDURE Material: AV                       | Descriere avers: În câmp, împăratul în picioare, în costum de aparat, cu cororană, în semiprofil spre dreapta, cu sabie la șold. În dreapta ține sceptrul, în stânga globul cruciger. Descriere revers: În câmp, Madona, încoronată și nimbată, cu pruncul Iisus în stânga și sceptru în dreapta. Stă pe semilună, înconjurată de raze. Legendă revers: legendă circulară, întreruptă de scutul Ungariei, timbrat de coroana imperială: S.MARIA MATER DEI - PATRONA HVNG.1837      | Colecții particulare, Timiș                                | Cimec    |
|      | Ducat                   | Datare: 1838 Școală: Kremnitz Descoperit: jud. Prahova, com. FILIPEȘTII DE PĂDURE, FILIPEȘTII DE PĂDURE Material: AV                       | Descriere avers: În câmp, împăratul în picioare, în costum de aparat, cu cororană, în semiprofil spre dreapta, cu sabie la șold. În dreapta ține sceptrul, în stânga globul cruciger. Descriere revers: În câmp, Madona, încoronată și nimbată, cu pruncul Iisus în stânga și sceptru în dreapta. Stă pe semilună, înconjurată de raze. Legendă revers: legendă circulară, întreruptă de scutul Ungariei, timbrat de coroana imperială: S.MARIA MATER DEI - PATRONA HVNG.1838      | Colecții particulare, Timiș                                | Cimec    |
|      | Ducat                   | Datare: 1838 Școală: Kremnitz Descoperit: jud. Prahova, com. FILIPEȘTII DE PĂDURE, FILIPEȘTII DE PĂDURE Material: AV                       | Descriere avers: În câmp, împăratul în picioare, în costum de aparat, cu cororană, în semiprofil spre dreapta, cu sabie la șold. În dreapta ține sceptrul, în stânga globul cruciger. Descriere revers: În câmp, Madona, încoronată și nimbată, cu pruncul Iisus în stânga și sceptru în dreapta. Stă pe semilună, înconjurată de raze. Legendă revers: legendă circulară, întreruptă de scutul Ungariei, timbrat de coroana imperială: S.MARIA MATER DEI - PATRONA HVNG.1838      | Colecții particulare, Timiș                                | Cimec    |
|      | Ducat                   | Datare: 1841 Școală: Kremnitz Descoperit: jud. Prahova, com. FILIPEȘTII DE PĂDURE, FILIPEȘTII DE PĂDURE Material: AV                       | Descriere avers: În câmp, împăratul în picioare, în costum de aparat, cu cororană, în semiprofil spre dreapta, cu sabie la șold. În dreapta ține sceptrul, în stânga globul cruciger. Descriere revers: În câmp, Madona, încoronată și nimbată, cu pruncul Iisus în stânga și sceptru în dreapta. Stă pe semilună, înconjurată de raze. Legendă revers: legendă circulară, întreruptă de scutul Ungariei, timbrat de coroana imperială: S.MARIA MATER DEI - PATRONA HVNG.1838      | Colecții particulare, Timiș                                | Cimec    |
|      | Ducat                   | Datare: 1841 Școală: Kremnitz Descoperit: jud. Prahova, com. FILIPEȘTII DE PĂDURE, FILIPEȘTII DE PĂDURE Material: AV                       | Descriere avers: În câmp, împăratul în picioare, în costum de aparat, cu cororană, în semiprofil spre dreapta, cu sabie la șold. În dreapta ține sceptrul, în stânga globul cruciger. Descriere revers: În câmp, Madona, încoronată și nimbată, cu pruncul Iisus în stânga și sceptru în dreapta. Stă pe semilună, înconjurată de raze. Legendă revers: legendă circulară, întreruptă de scutul Ungariei, timbrat de coroana imperială: S.MARIA MATER DEI - PATRONA HVNG.1838      | Colecții particulare, Timiș                                | Cimec    |
|      | Ducat                   | Datare: 1842 Școală: Kremnitz Descoperit: jud. Prahova, com. FILIPEȘTII DE PĂDURE, FILIPEȘTII DE PĂDURE Material: AV                       | Descriere avers: În câmp, împăratul în picioare, în costum de aparat, cu cororană, în semiprofil spre dreapta, cu sabie la șold. În dreapta ține sceptrul, în stânga globul cruciger. Descriere revers: În câmp, Madona, încoronată și nimbată, cu pruncul Iisus în stânga și sceptru în dreapta. Stă pe semilună, înconjurată de raze. Legendă revers: legendă circulară, întreruptă de scutul Ungariei, timbrat de coroana imperială: S.MARIA MATER DEI - PATRONA HVNG.1838      | Colecții particulare, Timiș                                | Cimec    |
|      | Ducat                   | Datare: 1845 Școală: Kremnitz Descoperit: jud. Prahova, com. FILIPEȘTII DE PĂDURE, FILIPEȘTII DE PĂDURE Material: AV                       | Descriere avers: În câmp, împăratul în picioare, în costum de aparat, cu cororană, în semiprofil spre dreapta, cu sabie la șold. În dreapta ține sceptrul, în stânga globul cruciger. Descriere revers: În câmp, Madona, încoronată și nimbată, cu pruncul Iisus în stânga și sceptru în dreapta. Stă pe semilună, înconjurată de raze. Legendă revers: legendă circulară, întreruptă de scutul Ungariei, timbrat de coroana imperială: S.MARIA MATER DEI - PATRONA HVNG.1838      | Colecții particulare, Timiș                                | Cimec    |
|      | 2 hayriye altân         | Datare: 21 Școală: Qostantiniyeh Descoperit: jud. Prahova, com. FILIPEȘTII DE PĂDURE, FILIPEȘTII DE PĂDURE Material: AV                    | Descriere avers: Tughraua sultanului, pe margine în cartușe ovale: Adlî; Sulthan; Selâtini; Dhaman, între ramuri de trandafir Descriere revers: pe margine în cartușe ovale: Ghazi; Mahmud; khan; între ramuri de trandafir Legendă revers: 21/ duribe fi/ Qostantiniyeh/1223 | Colecții particulare, Timiș                                | Cimec    |
|      | 2 hayriye altân         | Datare: An 21 Școală: Qostantiniyeh Descoperit: jud. Prahova, com. Filipeștii de Pădure, Filipeștii de Pădure Material: AV                 | Descriere avers: Tughraua sultanului, pe margine în cartușe ovale, legenda între ramuri de trandafir Descriere revers: Legenda între ramuri de trandafir Legendă revers: Ghazi; Mahmud; khan - 21/ duribe fi/ Quostantiniyeh/1223 | Colecții particulare, Timiș                                | Cimec    |
|      | 2 hayriye altân         | Datare: An 21 Școală: Qostantiniyeh Descoperit: jud. Prahova, com. Filipeștii de Pădure, Filipeștii de Pădure Material: AV                 | Descriere avers: Tughraua sultanului, pe margine în cartușe ovale, legenda între ramuri de trandafir Descriere revers: Legenda între ramuri de trandafir Legendă revers: Ghazi; Mahmud; khan - 21/ duribe fi/ Quostantiniyeh/1223 | Colecții particulare, Timiș                                | Cimec    |
|      | Hayriye altân           | Datare: An 25 Școală: Qostantiniyeh Descoperit: jud. Prahova, com. Filipeștii de Pădure, Filipeștii de Pădure Material: AV                 | Descriere avers: Tughraua sultanului, pe margine în cartușe ovale, legenda între ramuri de trandafir Descriere revers: Legenda între ramuri de trandafir Legendă revers: Ghazi; Mahmud; khan - 25/ duribe fi/ Quostantiniyeh/1223 | Colecții particulare, Timiș                                | Cimec    |
|      | Hayriye altân           | Datare: An 25 Școală: Qostantiniyeh Descoperit: jud. Prahova, com. Filipeștii de Pădure, Filipeștii de Pădure Material: AV                 | Descriere avers: Tughraua sultanului, pe margine în cartușe ovale, legenda între ramuri de trandafir Descriere revers: Legenda între ramuri de trandafir Legendă revers: Ghazi; Mahmud; khan - 25/ duribe fi/ Quostantiniyeh/1223 | Colecții particulare, Timiș                                | Cimec    |
|      | Hayriye altân           | Datare: An 21 Școală: Qostantiniyeh Descoperit: jud. Prahova, com. Filipeștii de Pădure, Filipeștii de Pădure Material: AV                 | Descriere avers: Tughraua sultanului, pe margine în cartușe ovale, între ramuri de trandafir Descriere revers: Pe margine în cartușe ovale, între ramuri de tandafir Legendă revers: 21/ duribe fi/ Qostantiniyeh/1223 - Ghazi; Mahmud; khan | Colecții particulare, Timiș                                | Cimec    |
|      | Hayriye altân           | Școală: Qostantiniyeh Descoperit: jud. Prahova, com. Filipeștii de Pădure, Filipeștii de Pădure Material: AV                               | Descriere avers: Tughraua sultanului, pe margine în cartușe ovale, între ramuri de trandafir Descriere revers: Pe margine în cartușe ovale, între ramuri de tandafir Legendă revers: 21/ duribe fi/ Qostantiniyeh/1223 - Ghazi; Mahmud; khan | Colecții particulare, Timiș                                | Cimec    |
|      | Hayriye altân           | Datare: An 21 Școală: Qostantiniyeh Descoperit: jud. Prahova, com. Filipeștii de Pădure, Filipeștii de Pădure Material: AV                 | Descriere avers: Tughraua sultanului, pe margine în cartușe ovale, între ramuri de trandafir Descriere revers: Pe margine în cartușe ovale, între ramuri de tandafir Legendă revers: 21/ duribe fi/ Qostantiniyeh/1223 - Ghazi; Mahmud; khan | Colecții particulare, Timiș                                | Cimec    |
|      | Hayriye altân           | Datare: An 21 Școală: Qostantiniyeh Descoperit: jud. Prahova, com. Filipeștii de Pădure, Filipeștii de Pădure Material: AV                 | Descriere avers: Tughraua sultanului, pe margine în cartușe ovale, între ramuri de trandafir Descriere revers: Pe margine în cartușe ovale, între ramuri de tandafir Legendă revers: 21/ duribe fi/ Qostantiniyeh/1223 - Ghazi; Mahmud; khan | Colecții particulare, Timiș                                | Cimec    |
|      | Hayriye altân           | Datare: An 21 Școală: Qostantiniyeh Descoperit: jud. Prahova, com. Filipeștii de Pădure, Filipeștii de Pădure Material: AV                 | Descriere avers: Tughraua sultanului, pe margine în cartușe ovale, între ramuri de trandafir Descriere revers: Pe margine în cartușe ovale, între ramuri de tandafir Legendă revers: 21/ duribe fi/ Qostantiniyeh/1223 - Ghazi; Mahmud; khan | Colecții particulare, Timiș                                | Cimec    |
|      | Hayriye altân           | Datare: An 25 Școală: Qostantiniyeh Descoperit: jud. Prahova, com. Filipeștii de Pădure, Filipeștii de Pădure Material: AV                 | Descriere avers: Tughraua sultanului, pe margine în cartușe ovale, între ramuri de trandafir Descriere revers: Pe margine în cartușe ovale, între ramuri de tandafir Legendă revers: 25/ duribe fi/ Qostantiniyeh/1223 - Ghazi; Mahmud; khan | Colecții particulare, Timiș                                | Cimec    |
|      | Hayriye altân           | Datare: An 21 Școală: Qostantiniyeh Descoperit: jud. Prahova, com. Filipeștii de Pădure, Filipeștii de Pădure Material: AV                 | Descriere avers: Tughraua sultanului, pe margine în cartușe ovale, între ramuri de trandafir Descriere revers: Pe margine în cartușe ovale, între ramuri de tandafir Legendă revers: 21/ duribe fi/ Qostantiniyeh/1223 - Ghazi; Mahmud; khan | Colecții particulare, Timiș                                | Cimec    |
|      | Hayriye altân           | Datare: An 21 Școală: Qostantiniyeh Descoperit: jud. Prahova, com. Filipeștii de Pădure, Filipeștii de Pădure Material: AV                 | Descriere avers: Tughraua sultanului, pe margine în cartușe ovale, între ramuri de trandafir Descriere revers: Pe margine în cartușe ovale, între ramuri de tandafir Legendă revers: 21/ duribe fi/ Qostantiniyeh/1223 - Ghazi; Mahmud; khan | Colecții particulare, Timiș                                | Cimec    |
|      | Hayriye altân           | Datare: An 22 Școală: Qostantiniyeh Descoperit: jud. Prahova, com. Filipeștii de Pădure, Filipeștii de Pădure Material: AV                 | Descriere avers: Tughraua sultanului, pe margine în cartușe ovale, între ramuri de trandafir Descriere revers: Pe margine în cartușe ovale, între ramuri de tandafir Legendă revers: 22/ duribe fi/ Qostantiniyeh/1223 - Ghazi; Mahmud; khan | Colecții particulare, Timiș                                | Cimec    |
|      | Hayriye altân           | Datare: An 22 Școală: Qostantiniyeh Descoperit: jud. Prahova, com. Filipeștii de Pădure, Filipeștii de Pădure Material: AV                 | Descriere avers: Tughraua sultanului, pe margine în cartușe ovale, între ramuri de trandafir Descriere revers: Pe margine în cartușe ovale, între ramuri de tandafir Legendă revers: 22/ duribe fi/ Qostantiniyeh/1223 - Ghazi; Mahmud; khan | Colecții particulare, Timiș                                | Cimec    |
|      | Hayriye altân           | Datare: An 22 Școală: Qostantiniyeh Descoperit: jud. Prahova, com. Filipeștii de Pădure, Filipeștii de Pădure Material: AV                 | Descriere avers: Tughraua sultanului, pe margine în cartușe ovale, între ramuri de trandafir Descriere revers: Pe margine în cartușe ovale, între ramuri de tandafir Legendă revers: 22/ duribe fi/ Qostantiniyeh/1223 - Ghazi; Mahmud; khan | Colecții particulare, Timiș                                | Cimec    |
|      | Hayriye altân           | Datare: An 22 Școală: Qostantiniyeh Descoperit: jud. Prahova, com. Filipeștii de Pădure, Filipeștii de Pădure Material: AV                 | Descriere avers: Tughraua sultanului, pe margine în cartușe ovale, între ramuri de trandafir Descriere revers: Pe margine în cartușe ovale, între ramuri de tandafir Legendă revers: 22/ duribe fi/ Qostantiniyeh/1223 - Ghazi; Mahmud; khan | Colecții particulare, Timiș                                | Cimec    |
|      | Hayriye altân           | Datare: An 22 Școală: Qostantiniyeh Descoperit: jud. Prahova, com. Filipeștii de Pădure, Filipeștii de Pădure Material: AV                 | Descriere avers: Tughraua sultanului, pe margine în cartușe ovale, între ramuri de trandafir Descriere revers: Pe margine în cartușe ovale, între ramuri de tandafir Legendă revers: 22/ duribe fi/ Qostantiniyeh/1223 - Ghazi; Mahmud; khan | Colecții particulare, Timiș                                | Cimec    |
|      | Hayriye altân           | Datare: An 25 Școală: Qostantiniyeh Descoperit: jud. Prahova, com. Filipeștii de Pădure, Filipeștii de Pădure Material: AV                 | Descriere avers: Tughraua sultanului, pe margine în cartușe ovale, între ramuri de trandafir Descriere revers: Pe margine în cartușe ovale, între ramuri de tandafir Legendă revers: 25/ duribe fi/ Qostantiniyeh/1223 - Ghazi; Mahmud; khan | Colecții particulare, Timiș                                | Cimec    |
|      | Hayriye altân           | Datare: An 22 Școală: Qostantiniyeh Descoperit: jud. Prahova, com. Filipeștii de Pădure, Filipeștii de Pădure Material: AV                 | Descriere avers: Tughraua sultanului, pe margine în cartușe ovale, între ramuri de trandafir Descriere revers: Pe margine în cartușe ovale, între ramuri de tandafir Legendă revers: 22/ duribe fi/ Qostantiniyeh/1223 - Ghazi; Mahmud; khan | Colecții particulare, Timiș                                | Cimec    |
|      | Hayriye altân           | Datare: An 24 Școală: Qostantiniyeh Descoperit: jud. Prahova, com. Filipeștii de Pădure, Filipeștii de Pădure Material: AV                 | Descriere avers: Tughraua sultanului, pe margine în cartușe ovale, între ramuri de trandafir Descriere revers: Pe margine în cartușe ovale, între ramuri de tandafir Legendă revers: 24/ duribe fi/ Qostantiniyeh/1223 - Ghazi; Mahmud; khan | Colecții particulare, Timiș                                | Cimec    |
|      | Hayriye altân           | Datare: An 24 Școală: Qostantiniyeh Descoperit: jud. Prahova, com. Filipeștii de Pădure, Filipeștii de Pădure Material: AV                 | Descriere avers: Tughraua sultanului, pe margine în cartușe ovale, între ramuri de trandafir Descriere revers: Pe margine în cartușe ovale, între ramuri de tandafir Legendă revers: 24/ duribe fi/ Qostantiniyeh/1223 - Ghazi; Mahmud; khan | Colecții particulare, Timiș                                | Cimec    |
|      | Hayriye altân           | Datare: An 24 Școală: Qostantiniyeh Descoperit: jud. Prahova, com. Filipeștii de Pădure, Filipeștii de Pădure Material: AV                 | Descriere avers: Tughraua sultanului, pe margine în cartușe ovale, între ramuri de trandafir Descriere revers: Pe margine în cartușe ovale, între ramuri de tandafir Legendă revers: 24/ duribe fi/ Qostantiniyeh/1223 - Ghazi; Mahmud; khan | Colecții particulare, Timiș                                | Cimec    |
|      | Hayriye altân           | Datare: An 25 Școală: Qostantiniyeh Descoperit: jud. Prahova, com. Filipeștii de Pădure, Filipeștii de Pădure Material: AV                 | Descriere avers: Tughraua sultanului, pe margine în cartușe ovale, între ramuri de trandafir Descriere revers: Pe margine în cartușe ovale, între ramuri de tandafir Legendă revers: 25/ duribe fi/ Qostantiniyeh/1223 - Ghazi; Mahmud; khan | Colecții particulare, Timiș                                | Cimec    |
|      | 1/2 hayriye altân       | Datare: An 25 Școală: Qostantiniyeh Descoperit: jud. Prahova, com. Filipeștii de Pădure, Filipeștii de Pădure Material: AV                 | Descriere avers: Tughraua sultanului, pe margine în cartușe ovale, între ramuri de trandafir Descriere revers: Pe margine în cartușe ovale, între ramuri de tandafir Legendă revers: 25/ duribe fi/ Qostantiniyeh/1223 - Ghazi; Mahmud; khan | Colecții particulare, Timiș                                | Cimec    |
|      | 1/2 hayriye altân       | Datare: An 2? Școală: Qostantiniyeh Descoperit: jud. Prahova, com. Filipeștii de Pădure, Filipeștii de Pădure Material: AV                 | Descriere avers: Tughraua sultanului, pe margine în cartușe ovale, între ramuri de trandafir Descriere revers: Pe margine în cartușe ovale, între ramuri de tandafir Legendă revers: 2?/ duribe fi/ Qostantiniyeh/1223 - Ghazi; Mahmud; khan | Colecții particulare, Timiș                                | Cimec    |
|      | 1/2 cedid mahmudiyeh    | Datare: An 28 Școală: Qostantiniyeh Descoperit: jud. Prahova, com. Filipeștii de Pădure, Filipeștii de Pădure Material: AV                 | Descriere avers: Tughraua sultanului, pe margine în câmp, ramuri înflorite de trandafir în câmp, totul în chenar de frunze de acant Descriere revers: Ramuri înflorite de trandafir în câmp, totul în chenar de frunze de acant Legendă revers: 28/ duribe fi/ Qostantiniyeh/1223 - Ghazi; Mahmud; khan | Colecții particulare, Timiș                                | Cimec    |
|      | 1/2 cedid mahmudiyeh    | Datare: An 28 Școală: Qostantiniyeh Descoperit: jud. Prahova, com. Filipeștii de Pădure, Filipeștii de Pădure Material: AV                 | Descriere avers: Tughraua sultanului, ramuri înflorite de trandafir în câmp, totul în chenar de frunze de acant Descriere revers: Ramuri înflorite de trandafir în câmp, totul în chenar de frunze de acant Legendă revers: 28/ duribe fi/Qostantiniyeh/1223 | Colecții particulare, Timiș                                | Cimec    |
|      | 1/2 cedid mahmudiyeh    | Datare: An 28 Școală: Qostantiniyeh Descoperit: jud. Prahova, com. Filipeștii de Pădure, Filipeștii de Pădure Material: AV                 | Descriere avers: Tughraua sultanului, ramuri înflorite de trandafir în câmp, totul în chenar de frunze de acant Descriere revers: Ramuri înflorite de trandafir în câmp, totul în chenar de frunze de acant Legendă revers: 28/ duribe fi/Qostantiniyeh/1223 | Colecții particulare, Timiș                                | Cimec    |
|      | 1/2 cedid mahmudiyeh    | Datare: An 29 Școală: Qostantiniyeh Descoperit: jud. Prahova, com. Filipeștii de Pădure, Filipeștii de Pădure Material: AV                 | Descriere avers: Tughraua sultanului, ramuri înflorite de trandafir în câmp, totul în chenar de frunze de acant Descriere revers: Ramuri înflorite de trandafir în câmp, totul în chenar de frunze de acant Legendă revers: 29/ duribe fi/Qostantiniyeh/1223 | Colecții particulare, Timiș                                | Cimec    |
|      | 1/2 cedid mahmudiyeh    | Datare: An 31 Școală: Qostantiniyeh Descoperit: jud. Prahova, com. Filipeștii de Pădure, Filipeștii de Pădure Material: AV                 | Descriere avers: Tughraua sultanului, ramuri înflorite de trandafir în câmp, totul în chenar de frunze de acant Descriere revers: Ramuri înflorite de trandafir în câmp, totul în chenar de frunze de acant Legendă revers: 31/ duribe fi/Qostantiniyeh/1223 | Colecții particulare, Timiș                                | Cimec    |
|      | 1/2 cedid mahmudiyeh    | Datare: An 31 Școală: Qostantiniyeh Descoperit: jud. Prahova, com. Filipeștii de Pădure, Filipeștii de Pădure Material: AV                 | Descriere avers: Tughraua sultanului, ramuri înflorite de trandafir în câmp, totul în chenar de frunze de acant Descriere revers: Ramuri înflorite de trandafir în câmp, totul în chenar de frunze de acant Legendă revers: 31/ duribe fi/Qostantiniyeh/1223 | Colecții particulare, Timiș                                | Cimec    |
|      | 1/2 cedid mahmudiyeh    | Datare: An 31 Școală: Qostantiniyeh Descoperit: jud. Prahova, com. Filipeștii de Pădure, Filipeștii de Pădure Material: AV                 | Descriere avers: Tughraua sultanului, ramuri înflorite de trandafir în câmp, totul în chenar de frunze de acant Descriere revers: Ramuri înflorite de trandafir în câmp, totul în chenar de frunze de acant Legendă revers: 31/ duribe fi/Qostantiniyeh/1223 | Colecții particulare, Timiș                                | Cimec    |
|      | 1/2 cedid mahmudiyeh    | Datare: An 32 Școală: Qostantiniyeh Descoperit: jud. Prahova, com. Filipeștii de Pădure, Filipeștii de Pădure Material: AV                 | Descriere avers: Tughraua sultanului, ramuri înflorite de trandafir în câmp, totul în chenar de frunze de acant Descriere revers: Ramuri înflorite de trandafir în câmp, totul în chenar de frunze de acant Legendă revers: 32/ duribe fi/Qostantiniyeh/1223 | Colecții particulare, Timiș                                | Cimec    |
|      | Dar-ul-halifeh          | Datare: An 15 Școală: Dar-ul-Halifeh(Qostantiniyeh) Descoperit: jud. Prahova, com. Filipeștii de Pădure, Filipeștii de Pădure Material: AV | Descriere avers: Tughraua sultanului, totul înconjurat de garoafe Descriere revers: Totul în chenar de stele Legendă revers: 15/ duribe fi/Dar-ul-Halifeh/1223 | Colecții particulare, Timiș                                | Cimec    |
|      | Memduhiyeh altân        | Datare: An 1 Școală: Qostantiniyeh Descoperit: jud. Prahova, com. Filipeștii de Pădure, Filipeștii de Pădure Material: AV                  | Descriere avers: Tughraua sultanului, pe margine în câmp dr. floare de crin Legendă revers: 1/ duribe fi/Qostantiniyeh/1225 | Colecții particulare, Timiș                                | Cimec    |
|      | Memduhiyeh altân        | Datare: An 2 Școală: Qostantiniyeh Descoperit: jud. Prahova, com. Filipeștii de Pădure, Filipeștii de Pădure Material: AV                  | Descriere avers: Tughraua sultanului, pe margine în câmp dr. floare de crin Legendă revers: 2/ duribe fi/Qostantiniyeh/1225 | Colecții particulare, Timiș                                | Cimec    |
|      | Memduhiyeh altân        | Datare: An 2 Școală: Qostantiniyeh Descoperit: jud. Prahova, com. Filipeștii de Pădure, Filipeștii de Pădure Material: AV                  | Descriere avers: Tughraua sultanului, pe margine în câmp dr. floare de crin Legendă revers: 2/ duribe fi/Qostantiniyeh/1225 | Colecții particulare, Timiș                                | Cimec    |
|      | Memduhiyeh altân        | Datare: An 2 Școală: Qostantiniyeh Descoperit: jud. Prahova, com. Filipeștii de Pădure, Filipeștii de Pădure Material: AV                  | Descriere avers: Tughraua sultanului, pe margine în câmp dr. floare de crin Legendă revers: 2/ duribe fi/Qostantiniyeh/1225 | Colecții particulare, Timiș                                | Cimec    |
|      | Memduhiyeh altân        | Datare: An 2 Școală: Qostantiniyeh Descoperit: jud. Prahova, com. Filipeștii de Pădure, Filipeștii de Pădure Material: AV                  | Descriere avers: Tughraua sultanului, pe margine în câmp dr. floare de crin Legendă revers: 2/ duribe fi/Qostantiniyeh/1225 | Colecții particulare, Timiș                                | Cimec    |
|      | Memduhiyeh altân        | Datare: An 2 Școală: Qostantiniyeh Descoperit: jud. Prahova, com. Filipeștii de Pădure, Filipeștii de Pădure Material: AV                  | Descriere avers: Tughraua sultanului, pe margine în câmp dr. floare de crin Legendă revers: 2/ duribe fi/Qostantiniyeh/1225 | Colecții particulare, Timiș                                | Cimec    |
|      | Memduhiyeh altân        | Datare: An 3 Școală: Qostantiniyeh Descoperit: jud. Prahova, com. Filipeștii de Pădure, Filipeștii de Pădure Material: AV                  | Descriere avers: Tughraua sultanului, pe margine în câmp dr. floare de crin Legendă revers: 3/ duribe fi/Qostantiniyeh/1225 | Colecții particulare, Timiș                                | Cimec    |
|      | Memduhiyeh altân        | Datare: An 3 Școală: Qostantiniyeh Descoperit: jud. Prahova, com. Filipeștii de Pădure, Filipeștii de Pădure Material: AV                  | Descriere avers: Tughraua sultanului, pe margine în câmp dr. floare de crin Legendă revers: 3/ duribe fi/Qostantiniyeh/1225 | Colecții particulare, Timiș                                | Cimec    |
|      | Memduhiyeh altân        | Datare: An 4 Școală: Qostantiniyeh Descoperit: jud. Prahova, com. Filipeștii de Pădure, Filipeștii de Pădure Material: AV                  | Descriere avers: Tughraua sultanului, pe margine în câmp dr. floare de crin Legendă revers: 4/ duribe fi/Qostantiniyeh/1225 | Colecții particulare, Timiș                                | Cimec    |
|      | 1/2 memduhiyeh altân    | Datare: An 1? Școală: Qostantiniyeh Descoperit: jud. Prahova, com. Filipeștii de Pădure, Filipeștii de Pădure Material: AV                 | Descriere avers: Tughraua sultanului, pe margine în câmp dr. floare de crin Legendă revers: 1?/ duribe fi/Qostantiniyeh/1225 | Colecții particulare, Timiș                                | Cimec    |
|      | Cedid mahmudiyeh        | Datare: An 26 Școală: Qostantiniyeh Descoperit: jud. Prahova, com. Filipeștii de Pădure, Filipeștii de Pădure Material: AV                 | Descriere avers: Tughraua sultanului, pe margine în câmp dr.; ramuri inflorite de trandafir în câmp, totul în chenar de frunze de acant Descriere revers: Inscripție arabă, ramuri înflorite de trandafir în câmp, totul în chenar de frunze de acant. Legendă revers: 26/duribe fi/ Qonstantiniyeh/1223 | Colecții particulare, Timiș                                | Cimec    |
|      | Cedid mahmudiyeh        | Datare: An 26 Școală: Qostantiniyeh Descoperit: jud. Prahova, com. Filipeștii de Pădure, Filipeștii de Pădure Material: AV                 | Descriere avers: Tughraua sultanului, pe margine în câmp dr.; ramuri inflorite de trandafir în câmp, totul în chenar de frunze de acant Descriere revers: Inscripție arabă, ramuri înflorite de trandafir în câmp, totul în chenar de frunze de acant. Legendă revers: 26/duribe fi/ Qonstantiniyeh/1223 | Colecții particulare, Timiș                                | Cimec    |
|      | Cedid mahmudiyeh        | Datare: An 26 Școală: Qostantiniyeh Descoperit: jud. Prahova, com. Filipeștii de Pădure, Filipeștii de Pădure Material: AV                 | Descriere avers: Tughraua sultanului, pe margine în câmp dr.; ramuri inflorite de trandafir în câmp, totul în chenar de frunze de acant Descriere revers: Inscripție arabă, ramuri înflorite de trandafir în câmp, totul în chenar de frunze de acant. Legendă revers: 26/duribe fi/ Qonstantiniyeh/1223 | Colecții particulare, Timiș                                | Cimec    |
|      | Cedid mahmudiyeh        | Datare: An 26 Școală: Qostantiniyeh Descoperit: jud. Prahova, com. Filipeștii de Pădure, Filipeștii de Pădure Material: AV                 | Descriere avers: Tughraua sultanului, pe margine în câmp dr.; ramuri inflorite de trandafir în câmp, totul în chenar de frunze de acant Descriere revers: Inscripție arabă, ramuri înflorite de trandafir în câmp, totul în chenar de frunze de acant. Legendă revers: 26/duribe fi/ Qonstantiniyeh/1223 | Colecții particulare, Timiș                                | Cimec    |
|      | Cedid mahmudiyeh        | Datare: An 27 Școală: Qostantiniyeh Descoperit: jud. Prahova, com. Filipeștii de Pădure, Filipeștii de Pădure Material: AV                 | Descriere avers: Tughraua sultanului, pe margine în câmp dr.; ramuri inflorite de trandafir în câmp, totul în chenar de frunze de acant Descriere revers: Inscripție arabă, ramuri înflorite de trandafir în câmp, totul în chenar de frunze de acant. Legendă revers: 27/duribe fi/ Qonstantiniyeh/1223 | Colecții particulare, Timiș                                | Cimec    |
|      | Cedid mahmudiyeh        | Datare: An 27 Școală: Qostantiniyeh Descoperit: jud. Prahova, com. Filipeștii de Pădure, Filipeștii de Pădure Material: AV                 | Descriere avers: Tughraua sultanului, pe margine în câmp dr.; ramuri inflorite de trandafir în câmp, totul în chenar de frunze de acant Descriere revers: Inscripție arabă, ramuri înflorite de trandafir în câmp, totul în chenar de frunze de acant. Legendă revers: 27/duribe fi/ Qonstantiniyeh/1223 | Colecții particulare, Timiș                                | Cimec    |
|      | Cedid mahmudiyeh        | Datare: An 27 Școală: Qostantiniyeh Descoperit: jud. Prahova, com. Filipeștii de Pădure, Filipeștii de Pădure Material: AV                 | Descriere avers: Tughraua sultanului, pe margine în câmp dr.; ramuri inflorite de trandafir în câmp, totul în chenar de frunze de acant Descriere revers: Inscripție arabă, ramuri înflorite de trandafir în câmp, totul în chenar de frunze de acant. Legendă revers: 27/duribe fi/ Qonstantiniyeh/1223 | Colecții particulare, Timiș                                | Cimec    |
|      | Cedid mahmudiyeh        | Datare: An 27 Școală: Qostantiniyeh Descoperit: jud. Prahova, com. Filipeștii de Pădure, Filipeștii de Pădure Material: AV                 | Descriere avers: Tughraua sultanului, pe margine în câmp dr.; ramuri inflorite de trandafir în câmp, totul în chenar de frunze de acant Descriere revers: Inscripție arabă, ramuri înflorite de trandafir în câmp, totul în chenar de frunze de acant. Legendă revers: 27/duribe fi/ Qonstantiniyeh/1223 | Colecții particulare, Timiș                                | Cimec    |
|      | Cedid mahmudiyeh        | Datare: An 27 Școală: Qostantiniyeh Descoperit: jud. Prahova, com. Filipeștii de Pădure, Filipeștii de Pădure Material: AV                 | Descriere avers: Tughraua sultanului, pe margine în câmp dr.; ramuri inflorite de trandafir în câmp, totul în chenar de frunze de acant Descriere revers: Inscripție arabă, ramuri înflorite de trandafir în câmp, totul în chenar de frunze de acant. Legendă revers: 27/duribe fi/ Qonstantiniyeh/1223 | Colecții particulare, Timiș                                | Cimec    |
|      | Cedid mahmudiyeh        | Datare: An 27 Școală: Qostantiniyeh Descoperit: jud. Prahova, com. Filipeștii de Pădure, Filipeștii de Pădure Material: AV                 | Descriere avers: Tughraua sultanului, pe margine în câmp dr.; ramuri inflorite de trandafir în câmp, totul în chenar de frunze de acant Descriere revers: Inscripție arabă, ramuri înflorite de trandafir în câmp, totul în chenar de frunze de acant. Legendă revers: 27/duribe fi/ Qonstantiniyeh/1223 | Colecții particulare, Timiș                                | Cimec    |
|      | Cedid mahmudiyeh        | Datare: An 27 Școală: Qostantiniyeh Descoperit: jud. Prahova, com. Filipeștii de Pădure, Filipeștii de Pădure Material: AV                 | Descriere avers: Tughraua sultanului, pe margine în câmp dr.; ramuri inflorite de trandafir în câmp, totul în chenar de frunze de acant Descriere revers: Inscripție arabă, ramuri înflorite de trandafir în câmp, totul în chenar de frunze de acant. Legendă revers: 27/duribe fi/ Qonstantiniyeh/1223 | Colecții particulare, Timiș                                | Cimec    |
|      | Cedid mahmudiyeh        | Datare: An 27 Școală: Qostantiniyeh Descoperit: jud. Prahova, com. Filipeștii de Pădure, Filipeștii de Pădure Material: AV                 | Descriere avers: Tughraua sultanului, pe margine în câmp dr.; ramuri inflorite de trandafir în câmp, totul în chenar de frunze de acant Descriere revers: Inscripție arabă, ramuri înflorite de trandafir în câmp, totul în chenar de frunze de acant. Legendă revers: 27/duribe fi/ Qonstantiniyeh/1223 | Colecții particulare, Timiș                                | Cimec    |
|      | Cedid mahmudiyeh        | Datare: An 27 Școală: Qostantiniyeh Descoperit: jud. Prahova, com. Filipeștii de Pădure, Filipeștii de Pădure Material: AV                 | Descriere avers: Tughraua sultanului, pe margine în câmp dr.; ramuri inflorite de trandafir în câmp, totul în chenar de frunze de acant Descriere revers: Inscripție arabă, ramuri înflorite de trandafir în câmp, totul în chenar de frunze de acant. Legendă revers: 27/duribe fi/ Qonstantiniyeh/1223 | Colecții particulare, Timiș                                | Cimec    |
|      | Cedid mahmudiyeh        | Datare: An 27 Școală: Qostantiniyeh Descoperit: jud. Prahova, com. Filipeștii de Pădure, Filipeștii de Pădure Material: AV                 | Descriere avers: Tughraua sultanului, pe margine în câmp dr.; ramuri inflorite de trandafir în câmp, totul în chenar de frunze de acant Descriere revers: Inscripție arabă, ramuri înflorite de trandafir în câmp, totul în chenar de frunze de acant. Legendă revers: 27/duribe fi/ Qonstantiniyeh/1223 | Colecții particulare, Timiș                                | Cimec    |
|      | Cedid mahmudiyeh        | Datare: An 27 Școală: Qostantiniyeh Descoperit: jud. Prahova, com. Filipeștii de Pădure, Filipeștii de Pădure Material: AV                 | Descriere avers: Tughraua sultanului, pe margine în câmp dr.; ramuri inflorite de trandafir în câmp, totul în chenar de frunze de acant Descriere revers: Inscripție arabă, ramuri înflorite de trandafir în câmp, totul în chenar de frunze de acant. Legendă revers: 27/duribe fi/ Qonstantiniyeh/1223 | Colecții particulare, Timiș                                | Cimec    |
|      | Cedid mahmudiyeh        | Datare: An 27 Școală: Qostantiniyeh Descoperit: jud. Prahova, com. Filipeștii de Pădure, Filipeștii de Pădure Material: AV                 | Descriere avers: Tughraua sultanului, pe margine în câmp dr.; ramuri inflorite de trandafir în câmp, totul în chenar de frunze de acant Descriere revers: Inscripție arabă, ramuri înflorite de trandafir în câmp, totul în chenar de frunze de acant. Legendă revers: 27/duribe fi/ Qonstantiniyeh/1223 | Colecții particulare, Timiș                                | Cimec    |
|      | Cedid mahmudiyeh        | Datare: An 27 Școală: Qostantiniyeh Descoperit: jud. Prahova, com. Filipeștii de Pădure, Filipeștii de Pădure Material: AV                 | Descriere avers: Tughraua sultanului, pe margine în câmp dr.; ramuri inflorite de trandafir în câmp, totul în chenar de frunze de acant Descriere revers: Inscripție arabă, ramuri înflorite de trandafir în câmp, totul în chenar de frunze de acant. Legendă revers: 27/duribe fi/ Qonstantiniyeh/1223 | Colecții particulare, Timiș                                | Cimec    |
|      | Cedid mahmudiyeh        | Datare: An 28 Școală: Qostantiniyeh Descoperit: jud. Prahova, com. Filipeștii de Pădure, Filipeștii de Pădure Material: AV                 | Descriere avers: Tughraua sultanului, pe margine în câmp dr.; ramuri inflorite de trandafir în câmp, totul în chenar de frunze de acant Descriere revers: Inscripție arabă, ramuri înflorite de trandafir în câmp, totul în chenar de frunze de acant. Legendă revers: 27/duribe fi/ Qonstantiniyeh/1223 | Colecții particulare, Timiș                                | Cimec    |
|      | Cedid mahmudiyeh        | Datare: An 28 Școală: Qostantiniyeh Descoperit: jud. Prahova, com. Filipeștii de Pădure, Filipeștii de Pădure Material: AV                 | Descriere avers: Tughraua sultanului, pe margine în câmp dr.; ramuri inflorite de trandafir în câmp, totul în chenar de frunze de acant Descriere revers: Inscripție arabă, ramuri înflorite de trandafir în câmp, totul în chenar de frunze de acant. Legendă revers: 28/duribe fi/ Qonstantiniyeh/1223 | Colecții particulare, Timiș                                | Cimec    |
|      | Cedid mahmudiyeh        | Datare: An 28 Școală: Qostantiniyeh Descoperit: jud. Prahova, com. Filipeștii de Pădure, Filipeștii de Pădure Material: AV                 | Descriere avers: Tughraua sultanului, pe margine în câmp dr.; ramuri inflorite de trandafir în câmp, totul în chenar de frunze de acant Descriere revers: Inscripție arabă, ramuri înflorite de trandafir în câmp, totul în chenar de frunze de acant. Legendă revers: 28/duribe fi/ Qonstantiniyeh/1223 | Colecții particulare, Timiș                                | Cimec    |
|      | Cedid mahmudiyeh        | Datare: An 28 Școală: Qostantiniyeh Descoperit: jud. Prahova, com. Filipeștii de Pădure, Filipeștii de Pădure Material: AV                 | Descriere avers: Tughraua sultanului, pe margine în câmp dr.; ramuri inflorite de trandafir în câmp, totul în chenar de frunze de acant Descriere revers: Inscripție arabă, ramuri înflorite de trandafir în câmp, totul în chenar de frunze de acant. Legendă revers: 28/duribe fi/ Qonstantiniyeh/1223 | Colecții particulare, Timiș                                | Cimec    |
|      | Cedid mahmudiyeh        | Datare: An 28 Școală: Qostantiniyeh Descoperit: jud. Prahova, com. Filipeștii de Pădure, Filipeștii de Pădure Material: AV                 | Descriere avers: Tughraua sultanului, pe margine în câmp dr.; ramuri inflorite de trandafir în câmp, totul în chenar de frunze de acant Descriere revers: Inscripție arabă, ramuri înflorite de trandafir în câmp, totul în chenar de frunze de acant. Legendă revers: 28/duribe fi/ Qonstantiniyeh/1223 | Colecții particulare, Timiș                                | Cimec    |
|      | Cedid mahmudiyeh        | Datare: An 28 Școală: Qostantiniyeh Descoperit: jud. Prahova, com. Filipeștii de Pădure, Filipeștii de Pădure Material: AV                 | Descriere avers: Tughraua sultanului, pe margine în câmp dr.; ramuri inflorite de trandafir în câmp, totul în chenar de frunze de acant Descriere revers: Inscripție arabă, ramuri înflorite de trandafir în câmp, totul în chenar de frunze de acant. Legendă revers: 28/duribe fi/ Qonstantiniyeh/1223 | Colecții particulare, Timiș                                | Cimec    |
|      | Cedid mahmudiyeh        | Datare: An 28 Școală: Qostantiniyeh Descoperit: jud. Prahova, com. Filipeștii de Pădure, Filipeștii de Pădure Material: AV                 | Descriere avers: Tughraua sultanului, pe margine în câmp dr.; ramuri inflorite de trandafir în câmp, totul în chenar de frunze de acant Descriere revers: Inscripție arabă, ramuri înflorite de trandafir în câmp, totul în chenar de frunze de acant. Legendă revers: 28/duribe fi/ Qonstantiniyeh/1223 | Colecții particulare, Timiș                                | Cimec    |
|      | Cedid mahmudiyeh        | Datare: An 28 Școală: Qostantiniyeh Descoperit: jud. Prahova, com. Filipeștii de Pădure, Filipeștii de Pădure Material: AV                 | Descriere avers: Tughraua sultanului, pe margine în câmp dr.; ramuri inflorite de trandafir în câmp, totul în chenar de frunze de acant Descriere revers: Inscripție arabă, ramuri înflorite de trandafir în câmp, totul în chenar de frunze de acant. Legendă revers: 28/duribe fi/ Qonstantiniyeh/1223 | Colecții particulare, Timiș                                | Cimec    |
|      | Cedid mahmudiyeh        | Datare: An 28 Școală: Qostantiniyeh Descoperit: jud. Prahova, com. Filipeștii de Pădure, Filipeștii de Pădure Material: AV                 | Descriere avers: Tughraua sultanului, pe margine în câmp dr.; ramuri inflorite de trandafir în câmp, totul în chenar de frunze de acant Descriere revers: Inscripție arabă, ramuri înflorite de trandafir în câmp, totul în chenar de frunze de acant. Legendă revers: 28/duribe fi/ Qonstantiniyeh/1223 | Colecții particulare, Timiș                                | Cimec    |
|      | Cedid mahmudiyeh        | Datare: An 28 Școală: Qostantiniyeh Descoperit: jud. Prahova, com. Filipeștii de Pădure, Filipeștii de Pădure Material: AV                 | Descriere avers: Tughraua sultanului, pe margine în câmp dr.; ramuri inflorite de trandafir în câmp, totul în chenar de frunze de acant Descriere revers: Inscripție arabă, ramuri înflorite de trandafir în câmp, totul în chenar de frunze de acant. Legendă revers: 28/duribe fi/ Qonstantiniyeh/1223 | Colecții particulare, Timiș                                | Cimec    |
|      | Cedid mahmudiyeh        | Datare: 28 Școală: Qostantiniyeh Descoperit: jud. Prahova, com. Filipeștii de Pădure, Filipeștii de Pădure Material: AV                    | Descriere avers: Tughraua sultanului, pe margine în câmp dr. Adlî; ramuriînflorite de trandafir în câmp, totul în chenar de frunze de acant. Descriere revers: Ramuri înflorite de trandafie de câmp, totul în chenar de frunze de acant. Legendă revers: 28/ duribe fi/ Qostantiniyeh/ 1223 | Colecții particulare, Timiș                                | Cimec    |
|      | Cedid mahmudiyeh        | Datare: An 28 Școală: Qostantiniyeh Descoperit: jud. Prahova, com. Filipeștii de Pădure, Filipeștii de Pădure Material: AV                 | Descriere avers: Tughraua sultanului, pe margine în câmp dr. Adlî; ramuri înflorite de trandafir în câmp, totul în chenar de frunze de acant. Descriere revers: Ramuri înflorite de trandafir în câmp, totul în chenar de frunze de acant. Legendă revers: 28/ duribe fi/ Qostantiniyeh/ 1223 | Colecții particulare, Timiș                                | Cimec    |
|      | Cedid mahmudiyeh        | Datare: An 28 Școală: Qostantiniyeh Descoperit: jud. Prahova, com. Filipeștii de Pădure, Filipeștii de Pădure Material: AV                 | Descriere avers: Tughraua sultanului, pe margine în câmp dr. Adlî; ramuri înflorite de trandafir în câmp, totul în chenar de frunze de acant. Descriere revers: Ramuri înflorite de trandafir în câmp, totul în chenar de frunze de acant. Legendă revers: 28/duribe fi/ Qostantiniyeh/1223 | Colecții particulare, Timiș                                | Cimec    |
|      | Cedid mahmudiyeh        | Datare: An 28 Școală: Qostantiniyeh Descoperit: jud. Prahova, com. Filipeștii de Pădure, Filipeștii de Pădure Material: AV                 | Descriere avers: Tughraua sultanului, pe margine în câmp dr. Adlî; ramuri înflorite de trandafir în câmp, totul în chenar de frunze de acant. Descriere revers: Ramuri înflorite de trandafir în câmp, totul în chenar de frunze de acant. Legendă revers: 28/duribe fi/ Qostantiniyeh/1223 | Colecții particulare, Timiș                                | Cimec    |
|      | Cedid mahmudiyeh        | Datare: An 28 Școală: Qostantiniyeh Descoperit: jud. Prahova, com. Filipeștii de Pădure, Filipeștii de Pădure Material: AV                 | Descriere avers: Tughraua sultanului, pe margine în câmp dr. Adlî; ramuri înflorite de trandafir în câmp, totul în chenar de frunze de acant. Descriere revers: Ramuri înflorite de trandafir în câmp, totul în chenar de frunze de acant. Legendă revers: 28/duribe fi/ Qostantiniyeh/1223 | Colecții particulare, Timiș                                | Cimec    |
|      | Cedid mahmudiyeh        | Datare: An 28 Școală: Qostantiniyeh Descoperit: jud. Prahova, com. Filipeștii de Pădure, Filipeștii de Pădure Material: AV                 | Descriere avers: Tughraua sultanului, pe margine în câmp dr. Adlî; ramuri înflorite de trandafir în câmp, totul în chenar de frunze de acant. Descriere revers: Ramuri înflorite de trandafir în câmp, totul în chenar de frunze de acant. Legendă revers: 28/duribe fi/ Qostantiniyeh/1223 | Colecții particulare, Timiș                                | Cimec    |
|      | Cedid mahmudiyeh        | Datare: An 28 Școală: Qostantiniyeh Descoperit: jud. Prahova, com. Filipeștii de Pădure, Filipeștii de Pădure Material: AV                 | Descriere avers: Tughraua sultanului, pe margine în câmp dr. Adlî; ramuri înflorite de trandafir în câmp, totul în chenar de frunze de acant. Descriere revers: Ramuri înflorite de trandafir în câmp, totul în chenar de frunze de acant. Legendă revers: 28/duribe fi/ Qostantiniyeh/1223 | Colecții particulare, Timiș                                | Cimec    |
|      | Cedid mahmudiyeh        | Datare: An 28 Școală: Qostantiniyeh Descoperit: jud. Prahova, com. Filipeștii de Pădure, Filipeștii de Pădure Material: AV                 | Descriere avers: Tughraua sultanului, pe margine în câmp dr. Adlî; ramuri înflorite de trandafir în câmp, totul în chenar de frunze de acant. Descriere revers: Ramuri înflorite de trandafir în câmp, totul în chenar de frunze de acant. Legendă revers: 28/duribe fi/ Qostantiniyeh/1223 | Colecții particulare, Timiș                                | Cimec    |
|      | Cedid mahmudiyeh        | Datare: An 28 Școală: Qostantiniyeh Descoperit: jud. Prahova, com. Filipeștii de Pădure, Filipeștii de Pădure Material: AV                 | Descriere avers: Tughraua sultanului, pe margine în câmp dr. Adlî; ramuri înflorite de trandafir în câmp, totul în chenar de frunze de acant. Descriere revers: Ramuri înflorite de trandafir în câmp, totul în chenar de frunze de acant. Legendă revers: 28/duribe fi/ Qostantiniyeh/1223 | Colecții particulare, Timiș                                | Cimec    |
|      | Cedid mahmudyieh        | Datare: An 28 Școală: Qostantiniyeh Descoperit: jud. Prahova, com. Filipeștii de Pădure, Filipeștii de Pădure Material: AV                 | Descriere avers: Tughraua sultanului, pe margine în câmp dr. Adlî; ramuri înflorite de trandafir în câmp, totul în chenar de frunze de acant. Descriere revers: Ramuri înflorite de trandafir în câmp, totul în chenar de frunze de acant. Legendă revers: 28/duribe fi/ Qostantiniyeh/1223 | Colecții particulare, Timiș                                | Cimec    |
|      | Cedid mahmudyieh        | Datare: An 28 Școală: Qostantiniyeh Descoperit: jud. Prahova, com. Filipeștii de Pădure, Filipeștii de Pădure                              | Descriere avers: Tughraua sultanului, pe margine în câmp dr. Adlî; ramuri înflorite de trandafir în câmp, totul în chenar de frunze de acant. Descriere revers: Ramuri înflorite de trandafir în câmp, totul în chenar de frunze de acant. Legendă revers: 28/duribe fi/ Qostantiniyeh/1223 | Colecții particulare, Timiș                                | Cimec    |
|      | Cedid mahmudyieh        | Datare: An 28 Școală: Qostantiniyeh Descoperit: jud. Prahova, com. Filipeștii de Pădure, Filipeștii de Pădure Material: AV                 | Descriere avers: Tughraua sultanului, pe margine în câmp dr. Adlî; ramuri înflorite de trandafir în câmp, totul în chenar de frunze de acant. Descriere revers: Ramuri înflorite de trandafir în câmp, totul în chenar de frunze de acant. Legendă revers: 28/duribe fi/ Qostantiniyeh/1223 | Colecții particulare, Timiș                                | Cimec    |
|      | Cedid mahmudyieh        | Datare: An 28 Școală: Qostantiniyeh Descoperit: jud. Prahova, com. Filipeștii de Pădure, Filipeștii de Pădure Material: AV                 | Descriere avers: Tughraua sultanului, pe margine în câmp dr. Adlî; ramuri înflorite de trandafir în câmp, totul în chenar de frunze de acant. Descriere revers: Ramuri înflorite de trandafir în câmp, totul în chenar de frunze de acant. Legendă revers: 28/duribe fi/ Qostantiniyeh/1223 | Colecții particulare, Timiș                                | Cimec    |
|      | Cedid mahmudyieh        | Datare: An 28 Școală: Qostantiniyeh Descoperit: jud. Prahova, com. Filipeștii de Pădure, Filipeștii de Pădure Material: AV                 | Descriere avers: Tughraua sultanului, pe margine în câmp dr. Adlî; ramuri înflorite de trandafir în câmp, totul în chenar de frunze de acant. Descriere revers: Ramuri înflorite de trandafir în câmp, totul în chenar de frunze de acant. Legendă revers: 28/duribe fi/ Qostantiniyeh/1223 | Colecții particulare, Timiș                                | Cimec    |
|      | Cedid mahmudyieh        | Datare: An28 Școală: Qostantiniyeh Descoperit: jud. Prahova, com. Filipeștii de Pădure, Filipeștii de Pădure Material: AV                  | Descriere avers: Tughraua sultanului, pe margine în câmp dr. Adlî; ramuri înflorite de trandafir în câmp, totul în chenar de frunze de acant. Descriere revers: Ramuri înflorite de trandafir în câmp, totul în chenar de frunze de acant. Legendă revers: 28/duribe fi/ Qostantiniyeh/1223 | Colecții particulare, Timiș                                | Cimec    |
|      | Cedid mahmudyieh        | Datare: An 28 Școală: Qostantiniyeh Descoperit: jud. Prahova, com. Filipeștii de Pădure, Filipeștii de Pădure Material: AV                 | Descriere avers: Tughraua sultanului, pe margine în câmp dr. Adlî; ramuri înflorite de trandafir în câmp, totul în chenar de frunze de acant. Descriere revers: Ramuri înflorite de trandafir în câmp, totul în chenar de frunze de acant. Legendă revers: 28/duribe fi/ Qostantiniyeh/1223 | Colecții particulare, Timiș                                | Cimec    |
|      | Cedid mahmudyieh        | Datare: An 28 Școală: Qostantiniyeh Descoperit: jud. Prahova, com. Filipeștii de Pădure, Filipeștii de Pădure Material: AV                 | Descriere avers: Tughraua sultanului, pe margine în câmp dr. Adlî; ramuri înflorite de trandafir în câmp, totul în chenar de frunze de acant. Descriere revers: Ramuri înflorite de trandafir în câmp, totul în chenar de frunze de acant. Legendă revers: 28/duribe fi/ Qostantiniyeh/1223 | Colecții particulare, Timiș                                | Cimec    |
|      | Cedid mahmudyieh        | Datare: An 28 Școală: Qostantiniyeh Descoperit: jud. Prahova, com. Filipeștii de Pădure, Filipeștii de Pădure Material: AV                 | Descriere avers: Tughraua sultanului, pe margine în câmp dr. Adlî; ramuri înflorite de trandafir în câmp, totul în chenar de frunze de acant. Descriere revers: Ramuri înflorite de trandafir în câmp, totul în chenar de frunze de acant. Legendă revers: 29/duribe fi/ Qostantiniyeh/1223 | Colecții particulare, Timiș                                | Cimec    |
|      | Cedid mahmudyieh        | Datare: An 29 Școală: Qostantiniyeh Descoperit: jud. Prahova, com. Filipeștii de Pădure, Filipeștii de Pădure Material: AV                 | Descriere avers: Tughraua sultanului, pe margine în câmp dr. Adlî; ramuri înflorite de trandafir în câmp, totul în chenar de frunze de acant. Descriere revers: Ramuri înflorite de trandafir în câmp, totul în chenar de frunze de acant. Legendă revers: 29/duribe fi/ Qostantiniyeh/1223 | Colecții particulare, Timiș                                | Cimec    |
|      | Cedid mahmudyieh        | Datare: An 29 Școală: Qostantiniyeh Descoperit: jud. Prahova, com. Filipeștii de Pădure, Filipeștii de Pădure Material: AV                 | Descriere avers: Tughraua sultanului, pe margine în câmp dr. Adlî; ramuri înflorite de trandafir în câmp, totul în chenar de frunze de acant. Descriere revers: Ramuri înflorite de trandafir în câmp, totul în chenar de frunze de acant. Legendă revers: 29/duribe fi/ Qostantiniyeh/1223 | Colecții particulare, Timiș                                | Cimec    |
|      | Cedid mahmudyieh        | Datare: An 29 Școală: Qostantiniyeh Descoperit: jud. Prahova, com. Filipeștii de Pădure, Filipeștii de Pădure Material: AV                 | Descriere avers: Tughraua sultanului, pe margine în câmp dr. Adlî; ramuri înflorite de trandafir în câmp, totul în chenar de frunze de acant. Descriere revers: Ramuri înflorite de trandafir în câmp, totul în chenar de frunze de acant. Legendă revers: 29/duribe fi/ Qostantiniyeh/1223 | Colecții particulare, Timiș                                | Cimec    |
|      | Cedid mahmudiyeh        | Datare: An 29 Școală: Qostantiniyeh Descoperit: jud. Prahova, com. Filipeștii de Pădure, Filipeștii de Pădure Material: AV                 | Descriere avers: Tughraua sultanului, pe margine în câmp dr. Adlî; ramuri înflorite de trandafir în câmp, totul în chenar de frunze de acant. Descriere revers: Ramuri înflorite de trandafir în câmp, totul în chenar de frunze de acant. Legendă revers: 29/duribe fi/ Qostantiniyeh/1223 | Colecții particulare, Timiș                                | Cimec    |
|      | Cedid mahmudiyeh        | Datare: An 29 Școală: Qostantiniyeh Descoperit: jud. Prahova, com. Filipeștii de Pădure, Filipeștii de Pădure Material: AV                 | Descriere avers: Tughraua sultanului, pe margine în câmp dr. Adlî; ramuri înflorite de trandafir în câmp, totul în chenar de frunze de acant. Descriere revers: Ramuri înflorite de trandafir în câmp, totul în chenar de frunze de acant. Legendă revers: 29/duribe fi/ Qostantiniyeh/1223 | Colecții particulare, Timiș                                | Cimec    |
|      | Cedid mahmudiyeh        | Datare: An 29 Școală: Qostantiniyeh Descoperit: jud. Prahova, com. Filipeștii de Pădure, Filipeștii de Pădure Material: AV                 | Descriere avers: Tughraua sultanului, pe margine în câmp dr. Adlî; ramuri înflorite de trandafir în câmp, totul în chenar de frunze de acant. Descriere revers: Ramuri înflorite de trandafir în câmp, totul în chenar de frunze de acant. Legendă revers: 29/duribe fi/ Qostantiniyeh/1223 | Colecții particulare, Timiș                                | Cimec    |
|      | Cedid mahmudiyeh        | Datare: An 29 Școală: Qostantiniyeh Descoperit: jud. Prahova, com. Filipeștii de Pădure, Filipeștii de Pădure Material: AV                 | Descriere avers: Tughraua sultanului, pe margine în câmp dr. Adlî; ramuri înflorite de trandafir în câmp, totul în chenar de frunze de acant. Descriere revers: Ramuri înflorite de trandafir în câmp, totul în chenar de frunze de acant. Legendă revers: 29/duribe fi/ Qostantiniyeh/1223 | Colecții particulare, Timiș                                | Cimec    |
|      | Cedid mahmudiyeh        | Datare: An 29 Școală: Qostantiniyeh Descoperit: jud. Prahova, com. Filipeștii de Pădure, Filipeștii de Pădure Material: AV                 | Descriere avers: Tughraua sultanului, pe margine în câmp dr. Adlî; ramuri înflorite de trandafir în câmp, totul în chenar de frunze de acant. Descriere revers: Ramuri înflorite de trandafir în câmp, totul în chenar de frunze de acant. Legendă revers: 29/duribe fi/ Qostantiniyeh/1223 | Colecții particulare, Timiș                                | Cimec    |
|      | Cedid mahmudiyeh        | Datare: An 29 Școală: Qostantiniyeh Descoperit: jud. Prahova, com. Filipeștii de Pădure, Filipeștii de Pădure Material: AV                 | Descriere avers: Tughraua sultanului, pe margine în câmp dr. Adlî; ramuri înflorite de trandafir în câmp, totul în chenar de frunze de acant. Descriere revers: Ramuri înflorite de trandafir în câmp, totul în chenar de frunze de acant. Legendă revers: 29/duribe fi/ Qostantiniyeh/1223 | Colecții particulare, Timiș                                | Cimec    |
|      | Cedid mahmudiyeh        | Datare: An 29 Școală: Qostantiniyeh Descoperit: jud. Prahova, com. Filipeștii de Pădure, Filipeștii de Pădure Material: AV                 | Descriere avers: Tughraua sultanului, pe margine în câmp dr. Adlî; ramuri înflorite de trandafir în câmp, totul în chenar de frunze de acant. Descriere revers: Ramuri înflorite de trandafir în câmp, totul în chenar de frunze de acant. Legendă revers: 29/duribe fi/ Qostantiniyeh/1223 | Colecții particulare, Timiș                                | Cimec    |
|      | Cedid mahmudiyeh        | Datare: An 29 Școală: Qostantiniyeh Descoperit: jud. Prahova, com. Filipeștii de Pădure, Filipeștii de Pădure Material: AV                 | Descriere avers: Tughraua sultanului, pe margine în câmp dr. Adlî; ramuri înflorite de trandafir în câmp, totul în chenar de frunze de acant. Descriere revers: Ramuri înflorite de trandafir în câmp, totul în chenar de frunze de acant. Legendă revers: 29/duribe fi/ Qostantiniyeh/1223 | Colecții particulare, Timiș                                | Cimec    |
|      | Cedid mahmudiyeh        | Datare: An 29 Școală: Qostantiniyeh Descoperit: jud. Prahova, com. Filipeștii de Pădure, Filipeștii de Pădure Material: AV                 | Descriere avers: Tughraua sultanului, pe margine în câmp dr. Adlî; ramuri înflorite de trandafir în câmp, totul în chenar de frunze de acant. Descriere revers: Ramuri înflorite de trandafir în câmp, totul în chenar de frunze de acant. Legendă revers: 29/duribe fi/ Qostantiniyeh/1223 | Colecții particulare, Timiș                                | Cimec    |
|      | Cedid mahmudiyeh        | Datare: An 29 Școală: Qostantiniyeh Descoperit: jud. Prahova, com. Filipeștii de Pădure, Filipeștii de Pădure Material: AV                 | Descriere avers: Tughraua sultanului, pe margine în câmp dr. Adlî; ramuri înflorite de trandafir în câmp, totul în chenar de frunze de acant. Descriere revers: Ramuri înflorite de trandafir în câmp, totul în chenar de frunze de acant. Legendă revers: 29/duribe fi/ Qostantiniyeh/1223 | Colecții particulare, Timiș                                | Cimec    |
|      | Cedid mahmudiyeh        | Datare: An 29 Școală: Qostantiniyeh Descoperit: jud. Prahova, com. Filipeștii de Pădure, Filipeștii de Pădure Material: AV                 | Descriere avers: Tughraua sultanului, pe margine în câmp dr. Adlî; ramuri înflorite de trandafir în câmp, totul în chenar de frunze de acant. Descriere revers: Ramuri înflorite de trandafir în câmp, totul în chenar de frunze de acant. Legendă revers: 29/duribe fi/ Qostantiniyeh/1223 | Colecții particulare, Timiș                                | Cimec    |
|      | Cedid mahmudiyeh        | Datare: An 29 Școală: Qostantiniyeh Descoperit: jud. Prahova, com. Filipeștii de Pădure, Filipeștii de Pădure Material: AV                 | Descriere avers: Tughraua sultanului, pe margine în câmp dr. Adlî; ramuri înflorite de trandafir în câmp, totul în chenar de frunze de acant. Descriere revers: Ramuri înflorite de trandafir în câmp, totul în chenar de frunze de acant. Legendă revers: 29/duribe fi/ Qostantiniyeh/1223 | Colecții particulare, Timiș                                | Cimec    |
|      | Cedid mahmudiyeh        | Datare: An 29 Școală: Qostantiniyeh Descoperit: jud. Prahova, com. Filipeștii de Pădure, Filipeștii de Pădure Material: AV                 | Descriere avers: Tughraua sultanului, pe margine în câmp dr. Adlî; ramuri înflorite de trandafir în câmp, totul în chenar de frunze de acant. Descriere revers: Ramuri înflorite de trandafir în câmp, totul în chenar de frunze de acant. Legendă revers: 29/duribe fi/ Qostantiniyeh/1223 | Colecții particulare, Timiș                                | Cimec    |
|      | Cedid mahmudiyeh        | Datare: An 29 Școală: Qostantiniyeh Descoperit: jud. Prahova, com. Filipeștii de Pădure, Filipeștii de Pădure Material: AV                 | Descriere avers: Tughraua sultanului, pe margine în câmp dr. Adlî; ramuri înflorite de trandafir în câmp, totul în chenar de frunze de acant. Descriere revers: Ramuri înflorite de trandafir în câmp, totul în chenar de frunze de acant. Legendă revers: 29/duribe fi/ Qostantiniyeh/1223 | Colecții particulare, Timiș                                | Cimec    |
|      | Cedid mahmudiyeh        | Datare: An 29 Școală: Qostantiniyeh Descoperit: jud. Prahova, com. Filipeștii de Pădure, Filipeștii de Pădure Material: AV                 | Descriere avers: Tughraua sultanului, pe margine în câmp dr. Adlî; ramuri înflorite de trandafir în câmp, totul în chenar de frunze de acant. Descriere revers: Ramuri înflorite de trandafir în câmp, totul în chenar de frunze de acant. Legendă revers: 29/duribe fi/ Qostantiniyeh/1223 | Colecții particulare, Timiș                                | Cimec    |
|      | Cedid mahmudiyeh        | Datare: An 29 Școală: Qostantiniyeh Descoperit: jud. Prahova, com. Filipeștii de Pădure, Filipeștii de Pădure Material: AV                 | Descriere avers: Tughraua sultanului, pe margine în câmp dr. Adlî; ramuri înflorite de trandafir în câmp, totul în chenar de frunze de acant. Descriere revers: Ramuri înflorite de trandafir în câmp, totul în chenar de frunze de acant. Legendă revers: 29/duribe fi/ Qostantiniyeh/1223 | Colecții particulare, Timiș                                | Cimec    |
|      | Cedid mahmudiyeh        | Datare: An 29 Școală: Qostantiniyeh Descoperit: jud. Prahova, com. Filipeștii de Pădure, Filipeștii de Pădure Material: AV                 | Descriere avers: Tughraua sultanului, pe margine în câmp dr. Adlî; ramuri înflorite de trandafir în câmp, totul în chenar de frunze de acant. Descriere revers: Ramuri înflorite de trandafir în câmp, totul în chenar de frunze de acant. Legendă revers: 29/duribe fi/ Qostantiniyeh/1223 | Colecții particulare, Timiș                                | Cimec    |
|      | Cedid mahmudiyeh        | Datare: An 29 Școală: Qostantiniyeh Descoperit: jud. Prahova, com. Filipeștii de Pădure, Filipeștii de Pădure Material: AV                 | Descriere avers: Tughraua sultanului, pe margine în câmp dr. Adlî; ramuri înflorite de trandafir în câmp, totul în chenar de frunze de acant. Descriere revers: Ramuri înflorite de trandafir în câmp, totul în chenar de frunze de acant. Legendă revers: 29/duribe fi/ Qostantiniyeh/1223 | Colecții particulare, Timiș                                | Cimec    |
|      | Cedid mahmudiyeh        | Datare: An 29 Școală: Qostantiniyeh Descoperit: jud. Prahova, com. Filipeștii de Pădure, Filipeștii de Pădure Material: AV                 | Descriere avers: Tughraua sultanului, pe margine în câmp dr. Adlî; ramuri înflorite de trandafir în câmp, totul în chenar de frunze de acant. Descriere revers: Ramuri înflorite de trandafir în câmp, totul în chenar de frunze de acant. Legendă revers: 29/duribe fi/ Qostantiniyeh/1223 | Colecții particulare, Timiș                                | Cimec    |
|      | Cedid mahmudiyeh        | Datare: An 29 Școală: Qostantiniyeh Descoperit: jud. Prahova, com. Filipeștii de Pădure, Filipeștii de Pădure Material: AV                 | Descriere avers: Tughraua sultanului, pe margine în câmp dr. Adlî; ramuri înflorite de trandafir în câmp, totul în chenar de frunze de acant. Descriere revers: Ramuri înflorite de trandafir în câmp, totul în chenar de frunze de acant. Legendă revers: 29/duribe fi/ Qostantiniyeh/1223 | Colecții particulare, Timiș                                | Cimec    |
|      | Cedid mahmudiyeh        | Datare: An 30 Școală: Qostantiniyeh Descoperit: jud. Prahova, com. Filipeștii de Pădure, Filipeștii de Pădure Material: AV                 | Descriere avers: Tughraua sultanului, pe margine în câmp dr. Adlî; ramuri înflorite de trandafir în câmp, totul în chenar de frunze de acant. Descriere revers: Ramuri înflorite de trandafir în câmp, totul în chenar de frunze de acant. Legendă revers: 30/duribe fi/ Qostantiniyeh/1223 | Colecții particulare, Timiș                                | Cimec    |
|      | Cedid mahmudiyeh        | Datare: An 30 Școală: Qostantiniyeh Descoperit: jud. Prahova, com. Filipeștii de Pădure, Filipeștii de Pădure Material: AV                 | Descriere avers: Tughraua sultanului, pe margine în câmp dr. Adlî; ramuri înflorite de trandafir în câmp, totul în chenar de frunze de acant. Descriere revers: Ramuri înflorite de trandafir în câmp, totul în chenar de frunze de acant. Legendă revers: 30/duribe fi/ Qostantiniyeh/1223 | Colecții particulare, Timiș                                | Cimec    |
|      | Cedid mahmudiyeh        | Datare: An 30 Școală: Qostantiniyeh Descoperit: jud. Prahova, com. Filipeștii de Pădure, Filipeștii de Pădure Material: AV                 | Descriere avers: Tughraua sultanului, pe margine în câmp dr. Adlî; ramuri înflorite de trandafir în câmp, totul în chenar de frunze de acant. Descriere revers: Ramuri înflorite de trandafir în câmp, totul în chenar de frunze de acant. Legendă revers: 30/duribe fi/ Qostantiniyeh/1223 | Colecții particulare, Timiș                                | Cimec    |
|      | Cedid mahmudiyeh        | Datare: An 30 Școală: Qostantiniyeh Descoperit: jud. Prahova, com. Filipeștii de Pădure, Filipeștii de Pădure Material: AV                 | Descriere avers: Tughraua sultanului, pe margine în câmp dr. Adlî; ramuri înflorite de trandafir în câmp, totul în chenar de frunze de acant. Descriere revers: Ramuri înflorite de trandafir în câmp, totul în chenar de frunze de acant. Legendă revers: 30/duribe fi/ Qostantiniyeh/1223 | Colecții particulare, Timiș                                | Cimec    |
|      | Cedid mahmudiyeh        | Datare: An 32 Școală: Qostantiniyeh Descoperit: jud. Prahova, com. Filipeștii de Pădure, Filipeștii de Pădure Material: AV                 | Descriere avers: Tughraua sultanului, pe margine în câmp dr. Adlî; ramuri înflorite de trandafir în câmp, totul în chenar de frunze de acant. Descriere revers: Ramuri înflorite de trandafir în câmp, totul în chenar de frunze de acant. Legendă revers: 32/duribe fi/ Qostantiniyeh/1223 | Colecții particulare, Timiș                                | Cimec    |
|      | Cedid mahmudiyeh        | Datare: An 32 Școală: Qostantiniyeh Descoperit: jud. Prahova, com. Filipeștii de Pădure, Filipeștii de Pădure Material: AV                 | Descriere avers: Tughraua sultanului, pe margine în câmp dr. Adlî; ramuri înflorite de trandafir în câmp, totul în chenar de frunze de acant. Descriere revers: Ramuri înflorite de trandafir în câmp, totul în chenar de frunze de acant. Legendă revers: 32/duribe fi/ Qostantiniyeh/1223 | Colecții particulare, Timiș                                | Cimec    |
|      | Cedid mahmudiyeh - fals | Datare: An 29 Școală: Neprecizat Descoperit: jud. Prahova, com. Filipeștii de Pădure, Filipeștii de Pădure Material: AE aurit              | Descriere avers: Tughraua sultanului, pe margine în câmp dr. Adlî; ramuri înflorite de trandafir în câmp, totul în chenar de frunze de acant. Descriere revers: Ramuri înflorite de trandafir în câmp, totul în chenar de frunze de acant. Legendă revers: Inscripție arabă stângace 29/duribe fi/ Qostantiniyeh/1223 | Colecții particulare, Timiș                                | Cimec    |
|      | Dublu ducat             | Datare: 1765 Școală: Karlsburg / Alba Iulia Descoperit: jud. Prahova, com. Filipeștii de Pădure, Filipeștii de Pădure Material: AV         | Descriere avers: În câmp, bust din profil spre dreapta, cu diademă. Descriere revers: În câmp acvila bicefală încoronată și nimbată, pe piept cu scutul Transilvaniei, timbrat de coroană imperială Legendă revers: AR. AU. DUX. BU. ME.P. - (2). TRAN. CO. TYR. 1765 Legendă circulară | Colecții particulare, Timiș                                | Cimec    |
|      | Dublu ducat             | Datare: 1771 Școală: Karlsburg / Alba Iulia Descoperit: jud. Prahova, com. Filipeștii de Pădure, Filipeștii de Pădure Material: AV         | Descriere avers: În câmp, bust din profil spre dreapta, cu văl de văduvă. Legenda este regravată peste o piesă din 1769 Descriere revers: În câmp acvila bicefală încoronată și nimbată, pe piept cu scutul Transilvaniei, timbrat de coroană imperială. De o parte și de alta a cozii sigla monetarului: H - G. Legendă revers: Legendă circulară: AR.AU.DUX.BU.M.P. -(2) -.TRAN.CO.TYR.1771                                                                                      | Colecții particulare, Timiș                                | Cimec    |
|      | Zecchino                | Datare: (1789 - 1797) Școală: Veneția Descoperit: jud. Prahova, com. Filipeștii de Pădure, Filipeștii de Pădure Material: AV               | Descriere avers: În câmp, Sf. Marcus binecuvântând dogele îngenunchiat, care primește de la el vexillum. Descriere revers: Christ în picioare, nimbat, în mandoliu și elipsă de 16 stele, binecuvântând cu dreapta, iar stânga ținând evanghelia. Legendă revers: Legendă circulară: SIT.T.XPE.DAT.Q.TV. - REGIS.ISTE.DVCA. | Colecții particulare, Timiș                                | Cimec    |
|      | Stater                  | Școală: Sarmisegetuza Material: AV | Descriere avers: Acvilă stând pe un sceptru, spre stânga, ținând cunună în gheară Descriere revers: Consul încadrat de doi lictori. Legendă revers: // KOS[WN], monograma în stânga | Muzeul Județean de Istorie și Arheologie Prahova, Ploiești | Cimec    |
|      | Florin                  | Școală: Buda Material: AV | Descriere avers: Floare de crin stilizată Descriere revers: Sfântul Ioan Botezătorul în picioare, din față Legendă revers: S •IOHA – ии ES B (la sfârșitul legendei coroană) | Muzeul Județean de Istorie și Arheologie Prahova, Ploiești | Cimec    |
|      | Ducat                   | Școală: Sibiu Material: AV | Descriere avers: Scur scartelat; cartier 1 patru fascii, cartier 2 vultur cu aripile desfăcute, cartier 3 călărețul lituanian, cartier 4 cruce dubă Descriere revers: Sfântul Ladislau în picioare din față cu secure în mâna dreaptă și glob cruciger în mâna stângă Legendă revers: S•LADISL - AVS•REX/ h – | Muzeul Județean de Istorie și Arheologie Prahova, Ploiești | Cimec    |
|      | Gulden                  | Datare: 1676 Școală: München Material: AV                                                                                                  | Descriere avers: Bustul suveranului, cuirasat, spre dreapta. Descriere revers: Fecioara‚ ținând pruncul cu mâna stângă. Stema Bavariei Legendă revers: INTESPERANTIB? – CLVPEVSOMNIB?/ 16 – 76 / C – [Z] | Muzeul Județean de Istorie și Arheologie Prahova, Ploiești | Cimec    |
|      | Reis 6400 (4 Escudos)   | Datare: 1780 Școală: Rio de Janeiro Material: AV                                                                                           | Descriere avers: Busturile acolate ale celor doi suverani spre dreapta. Jos anul și marca monetăriei: R Descriere revers: Scut timbrat de coroană | Muzeul Județean de Istorie și Arheologie Prahova, Ploiești | Cimec    |
|      | Reis 6400 (4 Escudos)   | Datare: 1792 Școală: Rio de Janeiro Material: AV                                                                                           | Descriere avers: Bustul reginei spre dreapta. Jos anul și marca monetăriei: R Descriere revers: Scut timbrat de coroană | Muzeul Județean de Istorie și Arheologie Prahova, Ploiești | Cimec    |
|      | 2 ducați                | Datare: 1787 Școală: Alba Iulia (Karsburg) Material: AV                                                                                    | Descriere avers: Bustul suveranului, laureat, spre dreapta. Descriere revers: Acvilă bicefală încoronată, ținând în gheare spada și sceptrul; pe piept stema Austriei Legendă revers: ARCH•AVST•D•BVRG•- LOTH•M•D•HET•1787•/ (2) | Muzeul Județean de Istorie și Arheologie Prahova, Ploiești | Cimec    |
|      | 50 lei                  | Datare: 1906 Școală: Bruxelles Material: AV                                                                                                | Descriere avers: Bustul suveranului spre stânga; deasupra umărului stâng, numele gravorului A. Michaux. Descriere revers: Principele Carol I, călare, spre dreapta. Legendă revers: •CAROL I DOMNUL ROMÂNIEI • 50 LEI | Muzeul Județean de Istorie și Arheologie Prahova, Ploiești | Cimec    |
|      | 25 lei                  | Datare: 1906 Școală: Bruxelles Material: AV                                                                                                | Descriere avers: Bustul suveranului spre stânga; deasupra umărului stâng, numele gravorului A. Michaux. Descriere revers: Acvilă încoronată, crucigeră, ținând în gheare sabia și sceptrul; dedesubt, deviza și valoarea nominală Legendă revers: PRIN STATORNICIE LA ISBÂNDĂ/ 25 LEI | Muzeul Județean de Istorie și Arheologie Prahova, Ploiești | Cimec    |
|      | Groș                    | Școală: Vidin Descoperit: jud. Prahova, Neprecizată Material: AR                                                                           | Descriere avers: Bustul lui Iisus Christos Pantocrator purtând nimb cruciger și tunică, binecuvântând cu mâna dr. și ținând Evangheliile în mâna st. Descriere revers: Ivan Stracimir stând pe tron fără spătar, decorat cu flori de crin heraldice, din față, purtând nimb, stemma, divitision și loros, ținând în mâna dr. sceptru cu floare de crin, iar în st. anexikakia. Legendă revers: +IωCPAЧHMI-PЧ-PББΛ                                                                  | Muzeul Județean de Istorie și Arheologie Prahova, Ploiești | Cimec    |
|      | Groș                    | Școală: Vidin Descoperit: jud. Prahova, Neprecizată Material: AR                                                                           | Descriere avers: Bustul lui Iisus Christos Pantocrator purtând nimb cruciger și tunică, binecuvântând cu mâna dr. și ținând Evangheliile în mâna st. Descriere revers: Ivan Stracimir stând pe tron fără spătar, decorat cu flori de crin heraldice, din față, purtând nimb, stemma, divitision și loros, ținând în mâna dr. sceptru cu floare de crin, iar în st. anexikakia. Descriere exergă: Stea cu mai multe raze Legendă revers: +IωCPAKNH-PЧ-PББ                           | Muzeul Județean de Istorie și Arheologie Prahova, Ploiești | Cimec    |
|      | Groș                    | Școală: Vidin Descoperit: jud. Prahova, Neprecizată Material: AR                                                                           | Descriere avers: Bustul lui Iisus Christos Pantocrator purtând nimb cruciger și tunică, binecuvântând cu mâna dr. și ținând Evangheliile în mâna st. Descriere revers: Ivan Stracimir stând pe tron fără spătar, decorat cu flori de crin heraldice, din față, purtând nimb, stemma, divitision și loros, ținând în mâna dr. sceptru cu floare de crin, iar în st. anexikakia. Descriere exergă: Stea cu mai multe raze Legendă revers: +[…]CPAЧCCI-PЧ-PII                         | Muzeul Județean de Istorie și Arheologie Prahova, Ploiești | Cimec    |
|      | Groș                    | Școală: Vidin Descoperit: jud. Prahova, Neprecizată Material: AR                                                                           | Descriere avers: Bustul lui Iisus Christos Pantocrator purtând nimb cruciger și tunică, binecuvântând cu mâna dr. și ținând Evangheliile în mâna st. Descriere revers: Ivan Stracimir stând pe tron fără spătar, decorat cu flori de crin heraldice, din față, purtând nimb, stemma, divitision și loros, ținând în mâna dr. sceptru cu floare de crin, iar în st. anexikakia. Descriere exergă: Stea cu mai multe raze Legendă revers: +IωCPAЧNMI[…]Ч-PББ                         | Muzeul Județean de Istorie și Arheologie Prahova, Ploiești | Cimec    |
|      | Groș                    | Școală: Vidin Descoperit: jud. Prahova, Neprecizată Material: AR                                                                           | Descriere avers: Bustul lui Iisus Christos Pantocrator purtând nimb cruciger și tunică, binecuvântând cu mâna dr. și ținând Evangheliile în mâna st. Descriere revers: Ivan Stracimir stând pe tron fără spătar, decorat cu flori de crin heraldice, din față, purtând nimb, stemma, divitision și loros, ținând în mâna dr. sceptru cu floare de crin, iar în st. anexikakia. Descriere exergă: Secure spre st. Legendă revers: +IωΛN-MHБ                                         | Muzeul Județean de Istorie și Arheologie Prahova, Ploiești | Cimec    |
|      | Groș                    | Școală: Vidin Descoperit: jud. Prahova, Neprecizată Material: AR                                                                           | Descriere avers: Bustul lui Iisus Christos Pantocrator purtând nimb cruciger și tunică, binecuvântând cu mâna dr. și ținând Evangheliile în mâna st. Descriere revers: Ivan Stracimir stând pe tron fără spătar, decorat cu flori de crin heraldice, din față, purtând nimb, stemma, divitision și loros, ținând în mâna dr. sceptru cu floare de crin, iar în st. anexikakia. Descriere exergă: Secure spre st. Legendă revers: +IωCPAЧMI-PLPББ                                   | Muzeul Județean de Istorie și Arheologie Prahova, Ploiești | Cimec    |
|      | Groș                    | Școală: Vidin Descoperit: jud. Prahova, Neprecizată Material: AR                                                                           | Descriere avers: Bustul lui Iisus Christos Pantocrator purtând nimb cruciger și tunică, binecuvântând cu mâna dr. și ținând Evangheliile în mâna st. Descriere revers: Ivan Stracimir stând pe tron fără spătar, decorat cu flori de crin heraldice, din față, purtând nimb, stemma, divitision și loros, ținând în mâna dr. sceptru cu floare de crin, iar în st. anexikakia. Descriere exergă: Secure spre st. Legendă revers: +IωCPAЧNIII-PЧ-PББ                                | Muzeul Județean de Istorie și Arheologie Prahova, Ploiești | Cimec    |
|      | Groș                    | Școală: Vidin Descoperit: jud. Prahova, Neprecizată Material: AR                                                                           | Descriere avers: Bustul lui Iisus Christos Pantocrator purtând nimb cruciger și tunică, binecuvântând cu mâna dr. și ținând Evangheliile în mâna st. Descriere revers: Ivan Stracimir stând pe tron fără spătar, decorat cu flori de crin heraldice, din față, purtând nimb, stemma, divitision și loros, ținând în mâna dr. sceptru cu floare de crin, iar în st. anexikakia. Descriere exergă: Stea cu mai multe raze. Legendă revers: +IωCPAЧNMMI-PЧ-P[…]                       | Muzeul Județean de Istorie și Arheologie Prahova, Ploiești | Cimec    |
|      | Groș                    | Școală: Vidin Descoperit: jud. Prahova, Neprecizată Material: AR                                                                           | Descriere avers: Bustul lui Iisus Christos Pantocrator purtând nimb cruciger și tunică, binecuvântând cu mâna dr. și ținând Evangheliile în mâna st. Descriere revers: Ivan Stracimir stând pe tron fără spătar, decorat cu flori de crin heraldice, din față, purtând nimb, stemma, divitision și loros, ținând în mâna dr. sceptru cu floare de crin, iar în st. anexikakia. Descriere exergă: Stea cu mai multe raze. Legendă revers: +IωCPANMI-PLPББ                           | Muzeul Județean de Istorie și Arheologie Prahova, Ploiești | Cimec    |
|      | Groș                    | Școală: Vidin Descoperit: jud. Prahova, Neprecizată Material: AR                                                                           | Descriere avers: Bustul lui Iisus Christos Pantocrator purtând nimb cruciger și tunică, binecuvântând cu mâna dr. și ținând Evangheliile în mâna st. Descriere revers: Ivan Stracimir stând pe tron fără spătar, decorat cu flori de crin heraldice, din față, purtând nimb, stemma, divitision și loros, ținând în mâna dr. sceptru cu floare de crin, iar în st. anexikakia. Descriere exergă: Stea cu mai multe raze. Legendă revers: +IωCPANMHЧ-PPББ                           | Muzeul Județean de Istorie și Arheologie Prahova, Ploiești | Cimec    |
|      | Groș                    | Școală: Vidin Descoperit: jud. Prahova, Neprecizată Material: AR                                                                           | Descriere avers: Bustul lui Iisus Christos Pantocrator purtând nimb cruciger și tunică, binecuvântând cu mâna dr. și ținând Evangheliile în mâna st. Descriere revers: Ivan Stracimir stând pe tron fără spătar, decorat cu flori de crin heraldice, din față, purtând nimb, stemma, divitision și loros, ținând în mâna dr. sceptru cu floare de crin, iar în st. anexikakia. Descriere exergă: Stea cu mai multe raze. Legendă revers: _INOYNMHLPБ[...]                          | Muzeul Județean de Istorie și Arheologie Prahova, Ploiești | Cimec    |
|      | Groș                    | Școală: Vidin Descoperit: jud. Prahova, Neprecizată Material: AR                                                                           | Descriere avers: Bustul lui Iisus Christos Pantocrator purtând nimb cruciger și tunică, binecuvântând cu mâna dr. și ținând Evangheliile în mâna st. Descriere revers: Ivan Stracimir stând pe tron fără spătar, decorat cu flori de crin heraldice, din față, purtând nimb, stemma, divitision și loros, ținând în mâna dr. sceptru cu floare de crin, iar în st. anexikakia. Descriere exergă: Stea cu mai multe raze. Legendă revers: [...]YNMH [...]                           | Muzeul Județean de Istorie și Arheologie Prahova, Ploiești | Cimec    |
|      | Groș                    | Școală: Vidin Descoperit: jud. Prahova, Neprecizată Material: AR                                                                           | Descriere avers: Bustul lui Iisus Christos Pantocrator purtând nimb cruciger și tunică, binecuvântând cu mâna dr. și ținând Evangheliile în mâna st. Descriere revers: Ivan Stracimir stând pe tron fără spătar, decorat cu flori de crin heraldice, din față, purtând nimb, stemma, divitision și loros, ținând în mâna dr. sceptru cu floare de crin, iar în st. anexikakia. Descriere exergă: Stea cu mai multe raze. Legendă revers: +IωCPA[...]IIII-PЧ-PII                    | Muzeul Județean de Istorie și Arheologie Prahova, Ploiești | Cimec    |
|      | Groș                    | Școală: Vidin Descoperit: jud. Prahova, Neprecizată Material: AR                                                                           | Descriere avers: Bustul lui Iisus Christos Pantocrator purtând nimb cruciger și tunică, binecuvântând cu mâna dr. și ținând Evangheliile în mâna st. Descriere revers: Ivan Stracimir stând pe tron fără spătar, decorat cu flori de crin heraldice, din față, purtând nimb, stemma, divitision și loros, ținând în mâna dr. sceptru cu floare de crin, iar în st. anexikakia. Descriere exergă: Stea cu mai multe raze. Legendă revers: +IωCPAЧNMI-PLPББ                          | Muzeul Județean de Istorie și Arheologie Prahova, Ploiești | Cimec    |
|      | Groș                    | Școală: Vidin Descoperit: jud. Prahova, Neprecizată Material: AR                                                                           | Descriere avers: Bustul lui Iisus Christos Pantocrator purtând nimb cruciger și tunică, binecuvântând cu mâna dr. și ținând Evangheliile în mâna st. Descriere revers: Ivan Stracimir stând pe tron fără spătar, decorat cu flori de crin heraldice, din față, purtând nimb, stemma, divitision și loros, ținând în mâna dr. sceptru cu floare de crin, iar în st. anexikakia. Descriere exergă: Stea cu mai multe raze. Legendă revers: +IωCPAYNMI-PLPББ                          | Muzeul Județean de Istorie și Arheologie Prahova, Ploiești | Cimec    |
|      | Groș                    | Școală: Vidin Descoperit: jud. Prahova, Neprecizată Material: AR                                                                           | Descriere avers: Bustul lui Iisus Christos Pantocrator purtând nimb cruciger și tunică, binecuvântând cu mâna dr. și ținând Evangheliile în mâna st. Descriere revers: Ivan Stracimir stând pe tron fără spătar, decorat cu flori de crin heraldice, din față, purtând nimb, stemma, divitision și loros, ținând în mâna dr. sceptru cu floare de crin, iar în st. anexikakia. Descriere exergă: Stea cu mai multe raze. Legendă revers: +IωCPAKMII[...]                           | Muzeul Județean de Istorie și Arheologie Prahova, Ploiești | Cimec    |
|      | Groș                    | Școală: Vidin Descoperit: jud. Prahova, Neprecizată Material: AR                                                                           | Descriere avers: Bustul lui Iisus Christos Pantocrator purtând nimb cruciger și tunică, binecuvântând cu mâna dr. și ținând Evangheliile în mâna st. Descriere revers: Ivan Stracimir stând pe tron fără spătar, decorat cu flori de crin heraldice, din față, purtând nimb, stemma, divitision și loros, ținând în mâna dr. sceptru cu floare de crin, iar în st. anexikakia. Descriere exergă: Stea cu mai multe raze. Legendă revers: +IωCPAYNMI\PЧ-PББ                         | Muzeul Județean de Istorie și Arheologie Prahova, Ploiești | Cimec    |
|      | Groș                    | Școală: Vidin Descoperit: jud. Prahova, Neprecizată Material: AR                                                                           | Descriere avers: Bustul lui Iisus Christos Pantocrator purtând nimb cruciger și tunică, binecuvântând cu mâna dr. și ținând Evangheliile în mâna st. Descriere revers: Ivan Stracimir stând pe tron fără spătar, decorat cu flori de crin heraldice, din față, purtând nimb, stemma, divitision și loros, ținând în mâna dr. sceptru cu floare de crin, iar în st. anexikakia. Descriere exergă: Stea cu mai multe raze. Legendă revers: +IωCPANIIII\PLPББ                         | Muzeul Județean de Istorie și Arheologie Prahova, Ploiești | Cimec    |
|      | Groș                    | Școală: Vidin Descoperit: jud. Prahova, Neprecizată Material: AR                                                                           | Descriere avers: Bustul lui Iisus Christos Pantocrator purtând nimb cruciger și tunică, binecuvântând cu mâna dr. și ținând Evangheliile în mâna st. Descriere revers: Ivan Stracimir stând pe tron fără spătar, decorat cu flori de crin heraldice, din față, purtând nimb, stemma, divitision și loros, ținând în mâna dr. sceptru cu floare de crin, iar în st. anexikakia. Descriere exergă: Stea cu mai multe raze. Legendă revers: +IωCPANM[...]III                          | Muzeul Județean de Istorie și Arheologie Prahova, Ploiești | Cimec    |
|      | Groș                    | Școală: Vidin Descoperit: jud. Prahova, Neprecizată Material: AR                                                                           | Descriere avers: Bustul lui Iisus Christos Pantocrator purtând nimb cruciger și tunică, binecuvântând cu mâna dr. și ținând Evangheliile în mâna st. Descriere revers: Ivan Stracimir stând pe tron fără spătar, decorat cu flori de crin heraldice, din față, purtând nimb, stemma, divitision și loros, ținând în mâna dr. sceptru cu floare de crin, iar în st. anexikakia. Legendă revers: +IωCPA[...]ПI-PLPББ                                                                 | Muzeul Județean de Istorie și Arheologie Prahova, Ploiești | Cimec    |
|      | Ducat                   | Școală: Târgoviște Descoperit: jud. Prahova, Neprecizată Material: AR                                                                      | Descriere avers: Scut despicat, în primul câmp patru fascii, în câmpul II sigla Descriere revers: Acvilă conturnată, pe coif, spre st. În câmp st. sigla P inversat (A uncial, inversat) Legendă revers: +IW[…]mVnaZ | Muzeul Județean de Istorie și Arheologie Prahova, Ploiești | Cimec    |
|      | Ducat                   | Școală: Curtea de Argeș Descoperit: jud. Prahova, Neprecizată Material: AR                                                                 | Descriere avers: Scut despicat, în primul câmp patru fascii, în câmpul II sigla K Descriere revers: Acvilă conturnată, pe coif, spre st. În câmp st. sigla K Legendă revers: […]MPb[V]aB | Muzeul Județean de Istorie și Arheologie Prahova, Ploiești | Cimec    |
|      | Ducat                   | Școală: Curtea de Argeș Descoperit: jud. Prahova, Neprecizată Material: AR                                                                 | Descriere avers: Scut despicat, în primul câmp patru fascii, în câmpul II sigla K Descriere revers: Acvilă conturnată, pe coif, spre st. În câmp st. sigla K Legendă revers: […]IaBO | Muzeul Județean de Istorie și Arheologie Prahova, Ploiești | Cimec    |
|      | Ducat                   | Școală: Curtea de Argeș Descoperit: jud. Prahova, Neprecizată Material: AR                                                                 | Descriere avers: Scut despicat, în primul câmp patru fascii, în câmpul II sigla K Descriere revers: Acvilă conturnată, pe coif, spre st. În câmp st. sigla K Legendă revers: +I MP[…]O | Muzeul Județean de Istorie și Arheologie Prahova, Ploiești | Cimec    |
|      | Ducat                   | Școală: Curtea de Argeș Descoperit: jud. Prahova, Neprecizată Material: AR                                                                 | Descriere avers: Scut despicat, în primul câmp patru fascii, în câmpul II sigla K Descriere revers: Acvilă conturnată, pe coif, spre st. În câmp st. sigla K Legendă revers: +I MPYbVaBOE | Muzeul Județean de Istorie și Arheologie Prahova, Ploiești | Cimec    |
|      | Ducat                   | Școală: Curtea de Argeș Descoperit: jud. Prahova, Neprecizată Material: AR                                                                 | Descriere avers: Scut despicat, în primul câmp patru fascii, în câmpul II sigla K Descriere revers: Acvilă conturnată, pe coif, spre st. În câmp st. sigla K Legendă revers: [….] | Muzeul Județean de Istorie și Arheologie Prahova, Ploiești | Cimec    |
|      | Ducat                   | Școală: Curtea de Argeș Descoperit: jud. Prahova, Neprecizată Material: AR                                                                 | Descriere avers: Scut despicat, în primul câmp patru fascii, în câmpul II sigla K Descriere revers: Acvilă conturnată, pe coif, spre st. În câmp st. sigla K Legendă revers: +I MPb[…]aBO | Muzeul Județean de Istorie și Arheologie Prahova, Ploiești | Cimec    |
|      | Ducat                   | Școală: Curtea de Argeș Descoperit: jud. Prahova, Neprecizată Material: AR                                                                 | Descriere avers: Scut despicat, în primul câmp patru fascii, în câmpul II sigla K Descriere revers: Acvilă conturnată, pe coif, spre st. În câmp st. sigla K Legendă revers: +I M[…]b[…]E | Muzeul Județean de Istorie și Arheologie Prahova, Ploiești | Cimec    |
|      | Ducat                   | Școală: Curtea de Argeș Descoperit: jud. Prahova, Neprecizată Material: AR                                                                 | Descriere avers: Scut despicat, în primul câmp patru fascii, în câmpul II sigla K Descriere revers: Acvilă conturnată, pe coif, spre st. În câmp st. sigla K Legendă revers: +I MPbYaB | Muzeul Județean de Istorie și Arheologie Prahova, Ploiești | Cimec    |
|      | Ducat                   | Școală: Curtea de Argeș Descoperit: jud. Prahova, Neprecizată Material: AR                                                                 | Descriere avers: Scut despicat, în primul câmp patru fascii, în câmpul II sigla Descriere revers: Acvilă conturnată, pe coif, spre st. În câmp st. sigla P inversat (A uncial, inversat) Legendă revers: +IWAn[…]mVnaZ | Muzeul Județean de Istorie și Arheologie Prahova, Ploiești | Cimec    |
|      | Follis                  | Școală: Constantinopolis Descoperit: jud. Prahova, com. Plopu, Plopu Material: AE                                                          | Descriere avers: Iisus Christos Pantocrator, din față, purtând nimb cruciger și chimation, stând pe tron cu spătar. Cu mâna dr. binecuvântează , în st. ține Evangheliile. Descriere revers: Legendă pe patru rânduri. Legendă revers: . * . /+IhSY/XRISTY/bASILE/. * . | Muzeul Județean de Istorie și Arheologie Prahova, Ploiești | Cimec    |
|      | Follis                  | Școală: Constantinopolis Descoperit: jud. Prahova, com. Plopu, Plopu Material: AE                                                          | Descriere avers: Iisus Christos Pantocrator, din față, purtând nimb cruciger și chimation, stând pe tron cu spătar. Cu mâna dr. binecuvântează , în st. ține Evangheliile. Descriere revers: Legendă pe patru rânduri. Legendă revers: Vrej de iederă /[…]ISTY/bASILEY/bASILE/ Vrej de iederă | Muzeul Județean de Istorie și Arheologie Prahova, Ploiești | Cimec    |
|      | Follis                  | Școală: Thessalonica ? Descoperit: jud. Prahova, com. Plopu, Plopu Material: AE                                                            | Descriere avers: Iisus Christos Pantocrator, din față, purtând nimb cruciger și chimation, stând pe tron cu spătar. Cu mâna dr. binecuvântează , în st. ține Evangheliile. Descriere revers: Legendă pe trei rânduri dispusă între brațele unei cruci latine, pe trei trepte Legendă revers: IS-XS/AS-ILE/IAS-ILE | Muzeul Județean de Istorie și Arheologie Prahova, Ploiești | Cimec    |
|      | Follis                  | Școală: Constantinopolis Descoperit: jud. Prahova, com. Plopu, Plopu Material: AE                                                          | Descriere avers: Iisus Christos Pantocrator, din față, purtând nimb cruciger și chimation, stând pe tron cu spătar. Cu mâna dr. binecuvântează , în st. ține Evangheliile. Descriere revers: Legendă pe trei rânduri dispusă între brațele unei cruci latine, pe trei trepte Legendă revers: IS-XS/AS-ILE/IAS-ILE | Muzeul Județean de Istorie și Arheologie Prahova, Ploiești | Cimec    |
|      | Follis                  | Școală: Constantinopolis Descoperit: jud. Prahova, com. Plopu, Plopu Material: AE                                                          | Descriere avers: Iisus Christos Pantocrator, din față, purtând nimb cruciger și chimation, stând pe tron cu spătar. Cu mâna dr. binecuvântează , în st. ține Evangheliile. Descriere revers: Legendă pe trei rânduri dispusă între brațele unei cruci latine, pe trei trepte Legendă revers: IS-XS/AS-ILE/IAS-ILE | Muzeul Județean de Istorie și Arheologie Prahova, Ploiești | Cimec    |
|      | Follis                  | Școală: Thessalonica ? Descoperit: jud. Prahova, com. Plopu, Plopu Material: AE                                                            | Descriere avers: Iisus Christos Pantocrator, din față, purtând nimb cruciger și chimation, stând pe tron cu spătar. Cu mâna dr. binecuvântează , în st. ține Evangheliile. Descriere revers: Legendă pe trei rânduri dispusă între brațele unei cruci latine, pe trei trepte Legendă revers: IS-XS/IAS-ILE/IAS-ILE | Muzeul Județean de Istorie și Arheologie Prahova, Ploiești | Cimec    |
|      | Follis                  | Școală: Provincial neprecizat Descoperit: jud. Prahova, com. Plopu, Plopu Material: AE                                                     | Descriere avers: Iisus Christos Pantocrator, din față, purtând nimb cruciger și chimation, stând pe tron cu spătar. Cu mâna dr. binecuvântează , în st. ține Evangheliile. Descriere revers: Legendă pe trei rânduri Legendă revers: - w surmontat de + - ISXS/IASILE/bASIL' ; - U - | Muzeul Județean de Istorie și Arheologie Prahova, Ploiești | Cimec    |
|      | Follis                  | Școală: Constantinopolis Descoperit: jud. Prahova, com. Plopu, Plopu Material: AE                                                          | Descriere avers: Iisus Christos Pantocrator, din față, purtând nimb cruciger și chimation, stând pe tron cu spătar. Cu mâna dr. binecuvântează , în st. ține Evangheliile. Descriere revers: Legendă pe trei rânduri Legendă revers: - U - /ISXS/IASILE/bASIL'/ - U - | Muzeul Județean de Istorie și Arheologie Prahova, Ploiești | Cimec    |
|      | Follis                  | Școală: Constantinopolis Descoperit: jud. Prahova, com. Plopu, Plopu Material: AE                                                          | Descriere avers: Iisus Christos Pantocrator, din față, purtând nimb cruciger și chimation, stând pe tron cu spătar. Cu mâna dr. binecuvântează , în st. ține Evangheliile. Descriere revers: Legendă dispusă în cartierere unei cruci grecești, împodobită cu giuvaere Legendă revers: IC-XS//NI-KA | Muzeul Județean de Istorie și Arheologie Prahova, Ploiești | Cimec    |
|      | Follis                  | Școală: Constantinopolis Descoperit: jud. Prahova, com. Plopu, Plopu Material: AE                                                          | Descriere avers: Iisus Christos Pantocrator, din față, purtând nimb cruciger și chimation, stând pe tron cu spătar. Cu mâna dr. binecuvântează , în st. ține Evangheliile. Descriere revers: Legendă dispusă în cartierere unei cruci grecești, împodobită cu giuvaere Legendă revers: C-R//P-D | Muzeul Județean de Istorie și Arheologie Prahova, Ploiești | Cimec    |
|      | Follis                  | Școală: Constantinopolis Descoperit: jud. Prahova, com. Plopu, Plopu Material: AE                                                          | Descriere avers: Iisus Christos Pantocrator, din față, purtând nimb cruciger și chimation, stând pe tron cu spătar. Cu mâna dr. binecuvântează , în st. ține Evangheliile. Descriere revers: Legendă dispusă în cartierere unei cruci grecești, împodobită cu giuvaere Legendă revers: C-R//P-D | Muzeul Județean de Istorie și Arheologie Prahova, Ploiești | Cimec    |
|      | Stater                  | Școală: Babylon Descoperit: jud. Prahova, Necunoscută                                                                                      | Descriere avers: Capul Athenei cu coif corintian cu panaș, spre dr. Descriere revers: Nike înaripată, purtând tunică și chymation, în picioare Descriere exergă: .SM.TS. | Muzeul Județean de Istorie și Arheologie Prahova, Ploiești | Cimec    |
|      | Solidus                 | Școală: Thessalonica Descoperit: jud. Prahova, Necunoscută                                                                                 | Descriere avers: Cap laureat spre dr. Descriere revers: Sol, în picioare, din față, purtând cunună radiată și chlamys pe umărul st., având mâna dr. Ridicată și ținând glob în mâna st. La picioare, în st. Doi prizonieri barbari implorând iertarea Descriere exergă: .SM.TS. Legendă revers: CLARITAS - REPVBLICAE | Muzeul Județean de Istorie și Arheologie Prahova, Ploiești | Cimec    |
|      | Solidus                 | Școală: Constantinopolis Descoperit: jud. Prahova, Necunoscută                                                                             | Descriere avers: Bust cuirasat, 3/4 spre dr., purtând coif cu panaș, diademă de perle, ținând în mâna dr. lance sprijinită pe umărul dr., iar în st. un scut oval, pe care este reprezentat un călăreț roman (Virtus), doborând un barbar. Descriere revers: Theodosius al II-lea și Valentinianus al III-lea, stând pe tron cu spătar, din față, purtând toga consulară, ținând în mâna dr. mappa, iar în mâna st. sceptre crucigere. Legendă revers: SALUSREI-PVB-LICAE          | Muzeul Județean de Istorie și Arheologie Prahova, Ploiești | Cimec    |
|      | Solidus                 | Școală: Constantinopolis Descoperit: jud. Prahova, Neprecizată                                                                             | Descriere avers: Bustul lui Mauricius Tiberius, din față, purtând un coif cu panaș și diademă cu prependilia și paludamentum. În mâna dr. ține glob cruciger. Descriere revers: Arhanghelul Michail, din față, ținând în mâna dr. cruce de ceremonie cu monograma -P-, iar în st. glob cruciger Descriere exergă: CONOB Legendă revers: VICTORI-AAVCCCS | Muzeul Județean de Istorie și Arheologie Prahova, Ploiești | Cimec    |
|      | Nomisma Tetarteron      | Școală: Constantinopolis Descoperit: jud. Prahova, Neprecizată                                                                             | Descriere avers: Bustul lui Iisus Christos Pantocrator, din față, purtând nimb cruciger și tunici. Cu Mâna dr. binecuvântează în mâna st. ține Evangheliile Descriere revers: Vasile al II-lea și Constantin al VIII-lea, bust din față, purtând stema cu prependilia, divitision și Iors (Vasile) și divitision și Iamy (Constantin), ținând între ei cruce patriarhală de ceremonie cu hasta lungă. Descriere exergă: CONOB                                                      | Muzeul Județean de Istorie și Arheologie Prahova, Ploiești | Cimec    |
|      | Ducat                   | Datare: 1533 Descoperit: jud. Prahova, Neprecizată Material: AV                                                                            | Descriere avers: Sfântul Venceslas, în picioare, din față, purtând armură Descriere revers: Stema Breslaului Legendă revers: *MO*AVR*VRATISLAVIEN*1533 | Muzeul Județean de Istorie și Arheologie Prahova, Ploiești | Cimec    |
|      | 5 Ducați                | Datare: 1649 Școală: Viena Descoperit: jud. Prahova, Neprecizată Material: AV                                                              | Descriere avers: Bustul lui Ferdinand al III-lea, spre dr. Purtând coroană și platoșe, sub bust scutul Austriei și semn de monetar Descriere revers: Acvilă bicefală, ținând în gherare sabia și sceptrul, având pe piept scutul austriac Legendă revers: .ARCHID.AVS.DVX._.BVR.CO.TYRO 1649 | Muzeul Județean de Istorie și Arheologie Prahova, Ploiești | Cimec    |
|      | 50 Lei                  | Datare: 1906 Școală: Bruxelles Material: AV                                                                                                | Descriere avers: Bust spre dr., în uniformă de general, sub umărul st., semnătura machetatorului A. Michaux Descriere revers: Carol I, călare spre dr. în timpul campaniei din Bulgaria din 1877-1878 Legendă revers: CAROL I DOMNUL ROMÂNIEI. 50 LEI | Muzeul Județean de Istorie și Arheologie Prahova, Ploiești | Cimec    |
|      | Galben mare             | Datare: 1939 Școală: București Material: AV                                                                                                | Descriere avers: Regele călare spre st., purtând coif cu panaș, hlamidă și sceptru, semnătura machetatorului E.W. Becker Descriere revers: Cunună de frunze de laur și stejar, lupoaica cu gemenii, dedesubt stema țării și semnătura machetatorului E.W. Becker Legendă revers: ROMANIA//1939 | Muzeul Județean de Istorie și Arheologie Prahova, Ploiești | Cimec    |
|      | Galben mare             | Datare: 1940 Școală: București Material: AV                                                                                                | Descriere avers: Regele călare spre dr., purtând coif cu panaș, hlamidă și sceptru, semnătura machetatorului E.W. Becker Descriere revers: Bustul lui Traian, spre dr., ținând în mâna dr. spadă suprapusă de ramură de stejar, iar în st. Coroana României Legendă revers: 8 IUNIE 1930 / 8 IUNIE 1940 | Muzeul Județean de Istorie și Arheologie Prahova, Ploiești | Cimec    |